# Liste der Stolpersteine im Kölner Stadtteil Neustadt-Süd
Die Liste der Stolpersteine im Kölner Stadtteil Neustadt-Süd führt die vom Künstler Gunter Demnig verlegten Stolpersteine im Kölner Stadtteil Neustadt-Süd auf.
Die Liste der Stolpersteine beruht auf den Daten und Recherchen des NS-Dokumentationszentrums der Stadt Köln, zum Teil ergänzt um Informationen und Anmerkungen aus Wikipedia-Artikeln und externen Quellen. Ziel des Kunstprojektes ist es, biografische Details zu den Personen, die ihren (letzten) freiwillig gewählten Wohnsitz in Köln hatten, zu dokumentieren, um damit ihr Andenken zu bewahren.
Anmerkung: Vielfach ist es jedoch nicht mehr möglich, eine lückenlose Darstellung ihres Lebens und ihres Leidensweges nachzuvollziehen. Insbesondere die Umstände ihres Todes können vielfach nicht mehr recherchiert werden. Offizielle Todesfallanzeigen aus den Ghettos, Haft-, Krankenanstalten sowie den Konzentrationslagern können oft Angaben enthalten, die die wahren Umstände des Todes verschleiern, werden aber unter der Beachtung dieses Umstandes mitdokumentiert.
| Bild | Name sowie Details zur Inschrift | Adresse                                                              | Zusätzliche Informationen |
| --- | --- | -------------------------------------------------------------------- | --- |
| Stolperstein für Rosalie Abrahamsohn (Elsaßstraße 16) | Hier wohnte Rosalie Abrahamsohn, geb. Berghausen (Jahrgang 1868) Deportiert 1941 Für tot erklärt                                                                                         | Elsaßstr. 16 (Standort)                                              | Nach neueren Informationen, welche zum Zeitpunkt der Stolpersteinverlegung nicht bekannt waren, wurde Rosalie Abrahamsohn im Oktober 1942 nach Theresienstadt deportiert. Sie starb am 22. Dezember 1942 in Theresienstadt. |
| Stolperstein für Gertrud Adler (Eifelstraße 27) | Hier wohnte Gertrud Adler (Jahrgang 1901) Deportiert 1941 Riga Für tot erklärt | Eifelstr. 27 (Standort)                                              | |
| Stolperstein für Hermann_ Adler (Brüsseler Straße 4) | Hier wohnte Hermann Adler (Jahrgang 1878) Deportiert 1941 Łódź Tod am 30. August 1942 | Brüsseler Str. 4 (Standort)                                          | |
| Stolperstein für Ida Adler (Brüsseler Straße 4) | Hier wohnte Ida Adler, geb. Dember (Jahrgang 1876) Deportiert 1941 Łódź Für tot erklärt                                                                                                  | Brüsseler Str. 4 (Standort)                                          | Nach neueren Informationen, welche zum Zeitpunkt der Stolpersteinverlegung nicht bekannt waren, wurde Ida Adler im September 1942 von Litzmannstadtv nach Kulmhof deportiert und dort ermordet. |
| Stolperstein für Ella Alexander (Metzer Straße 5) | Hier wohnte Ella Alexander, geb. Rosenstern (Jahrgang 1879) Deportiert 1941 Riga Verschollen                                                                                             | Metzer Str. 5 (Standort)                                             | |
| Stolperstein für Moritz Alexander (Metzer Straße 5) | Hier wohnte Moritz Alexander (Jahrgang 1878) Deportiert 1941 Riga Verschollen | Metzer Str. 5 (Standort)                                             | |
| Stolperstein für Henriette Aron (Bonner Straße 33) | Hier wohnte Henriette Aron (Jahrgang 1898) Deportiert 1941 Łódź | Bonner Str. 33 (Standort)                                            | Nach neueren Informationen, welche zum Zeitpunkt der Stolpersteinverlegung nicht bekannt waren, wurde Henriette Aron im Mai 1942 von Litzmannstadt (Łódź) nach Kulmhof deportiert und dort ermordet. |
| Stolperstein für Henriette Aron (Metzer Straße 31) | Hier arbeitete Henriette Aron 'Kamellenoma' (Jahrgang 1898) Deportiert 1941 Łódź/Litzmannstadt Ermordet 1942 Chelmno/Kulmhof                                                             | Metzer Str. 31 (Standort)                                            | Der am 21. Oktober 2015 verlegte Stolperstein erinnert an Henriette Aron, geboren am 12. Juli 1898 in Oberwinter. Die alleinstehende Geschäftsfrau Henriette (Henny) Aron war die Tochter von Adolf und Fanny Aron (geb. David) und führte einen Süßwarenladen in der Metzer Straße 31. Am 22. Oktober 1941 wurde sie in das Ghetto Litzmannstadt (Łódź) deportiert. Nach neueren Informationen starb Henriette Aron im Vernichtungslager Kulmhof. |
| Stolperstein für Siegmund Aron (Mozartstraße 54) | Hier wohnte Siegmund Aron (Jahrgang 1882) Deportiert 1941 Łódź | Mozartstr. 54 (Standort)                                             | Nach neueren Informationen, welche zum Zeitpunkt der Stolpersteinverlegung nicht bekannt waren, wurde Siegmund Aron im Mai 1942 von Litzmannstadt (Łódź) nach Kulmhof deportiert und dort ermordet. |
| Stolperstein für Sofie Aron (Mozartstraße 54) | Hier wohnte Sofie Aron, geb. Levy (Jahrgang 1880) Deportiert 1941 Łódź | Mozartstr. 54 (Standort)                                             | Nach neueren Informationen, welche zum Zeitpunkt der Stolpersteinverlegung nicht bekannt waren, wurde Sofie Aron im Mai 1942 von Litzmannstadt (Łódź) nach Kulmhof deportiert und dort ermordet. |
| Stolperstein für Juliska Altmann (Aachener Straße 28) | Hier wohnte Juliska Artmann, geb. Fellner (Jahrgang 1891) Deportiert 1941 Riga | Aachener Str. 28 (Standort)                                          | Der im Juli 2000 verlegte Stolperstein erinnert an Juliska Artmann (geb. Fellner), geboren 1891. |
| Stolperstein für Rosa Ascher (Kurfürstenstraße 18) | Hier wohnte Rosa Ascher, geb. Friedland (Jahrgang 1887) Deportiert 1941 Łódź ??? | Kurfürstenstr. 18 (Standort)                                         | Nach neueren Informationen, welche zum Zeitpunkt der Stolpersteinverlegung nicht bekannt waren, wurde Rosa Ascher im Mai 1942 von Litzmannstadt (Łódź) nach Kulmhof deportiert und dort ermordet. |
| | Mainzer Str. 32 wohnte Elfriede Bachmann, geb. Klaber (Jahrgang 1881) deportiert 1941 Łodz/Litzmannstadt ermordet 9.9.1943                                                               | Mainzer Straße 30-34 (Standort)                                      | |
| | Mainzer Str. 32 wohnte Max Bachmann (Jahrgang 1876) deportiert 1941 Łodz/Litzmannstadt ermordet 27.5.1942                                                                                | Mainzer Straße 30-34 (Standort)                                      | |
| Stolperstein für Friedrich Bader (Engelbertstraße 12) | Hier wohnte Friedrich Bader (Jahrgang 1898) Deportiert 1942 Minsk ??? | Engelbertstr. 12 (Standort)                                          | Die Stolpersteine erinnern an die Eltern Friedrich Bader und Regina Bader und an deren Kinder Georg Bader und Regina Bader. Friedrich Bader kämpfte als Soldat im Ersten Weltkrieg, wurde verwundet und mit dem Eisernen Kreuz ausgezeichnet. 1925 heiratete er Sara Sibirski und bekam mit ihr drei Kinder, Joseph-Martin-Menashe (geb. 1925), George-Richard-Reuven (geb. 1927) und Adolf-BernhardtAdi (geb. 1931). Im März 1931, etwa vier Monate nach der Geburt des jüngsten Sohns Adi, starb Sara Bader an einer Lungenentzündung. Zwei Jahre später heiratete Friedrich seine Schwägerin Regina-Rivka, die 1935 ihren Sohn Kurt-Katriel auf die Welt brachte. Die älteren Jungen besuchten gemeinsam jüdische Schulen in Köln. Nach der „Machtergreifung“, wanderten Reginas Brüder nach Palästina aus. 1938 wurde die Familie zwangsumgesiedelt in eine Straße, in der ausschließlich Jüdinnen und Juden wohnten. Während der Novemberpogrome am 9./10. November 1938 nahmen die Nationalsozialisten Friedrich fest und verschleppen ihn in ein Konzentrationslager. Er wehrte sich gegen seine Inhaftierung und wurde schließlich freigelassen. Für seine Freilassung sprechen seine Dienste im Ersten Weltkrieg und das ihm verliehene Eiserne Kreuz. Die Familie beantragte eine Einwanderungserlaubnis in die USA, doch wegen eines medizinischen Problems von Kurt Bader verzögerte sich Ausreise, bis sie nicht mehr möglich war. Der siebenjährige Adi wurde mit Hilfe eines Bekannten im Januar 1939 auf einem Frachtschiff über die Niederlande hinausgeschmuggelt und traf in Antwerpen seinen Onkel Max, den Bruder Friedrichs. Max bringt Adi zu einer katholischen Familie in Kapellen, die den Jungen aufnimmt. Der elfährige Georg wurde in ein nichtjüdisches Waisenhaus in Antwerpen gebracht wird. Der 14-jährige Menashe verließ Deutschland mit der Jugend-Alija und erreichte Palästina im Dezember 1939. Friedrich, Regina und Kurt Bader blieben zurück in Köln. Adi überlebte versteckt in einem Kloster in Belgien. Georg wurde in Antwerpen verhaftet, in das Lager Mechelen verschleppt und am 26. September 1942 in Auschwitz ermordet. Der Onkel Max Bader wurde ebenfalls ermordet. Friedrich und Regina wurden am 20. Juli 1942 von Köln nach Minsk deportiert und ermordet, mit ihnen der fünfjährige Sohn Kurt. Adi Bader wanderte im Juni 1946 nach Palästina aus. Menashe schloss sich der Untergrundorganisation Haganah an, trat in die IDF ein und kämpfte im israelischen Unabhängigkeitskrieg. Später heiratete er seine Freundin Ruth. 2000 reichte Menashe Gedenkblätter bei Yad Vashem ein. Im Jahr 2013 übergaben die Angehörigen im Rahmen des Projekts „Gathering the Fragments“ Dokumente und Fotografien der Familien Bader und Sibirski an Yad Vashem. |
| Stolperstein für Georg Richard Bader (Engelbertstraße 12) | Hier wohnte Georg Richard Bader (Jahrgang 1927) Flucht Belgien Deportiert Ermordet in Auschwitz                                                                                          | Engelbertstr. 12 (Standort)                                          | Die Stolpersteine erinnern an die Eltern Friedrich Bader und Regina Bader und an deren Kinder Georg Bader und Regina Bader. Friedrich Bader kämpfte als Soldat im Ersten Weltkrieg, wurde verwundet und mit dem Eisernen Kreuz ausgezeichnet. 1925 heiratete er Sara Sibirski und bekam mit ihr drei Kinder, Joseph-Martin-Menashe (geb. 1925), George-Richard-Reuven (geb. 1927) und Adolf-BernhardtAdi (geb. 1931). Im März 1931, etwa vier Monate nach der Geburt des jüngsten Sohns Adi, starb Sara Bader an einer Lungenentzündung. Zwei Jahre später heiratete Friedrich seine Schwägerin Regina-Rivka, die 1935 ihren Sohn Kurt-Katriel auf die Welt brachte. Die älteren Jungen besuchten gemeinsam jüdische Schulen in Köln. Nach der „Machtergreifung“, wanderten Reginas Brüder nach Palästina aus. 1938 wurde die Familie zwangsumgesiedelt in eine Straße, in der ausschließlich Jüdinnen und Juden wohnten. Während der Novemberpogrome am 9./10. November 1938 nahmen die Nationalsozialisten Friedrich fest und verschleppen ihn in ein Konzentrationslager. Er wehrte sich gegen seine Inhaftierung und wurde schließlich freigelassen. Für seine Freilassung sprechen seine Dienste im Ersten Weltkrieg und das ihm verliehene Eiserne Kreuz. Die Familie beantragte eine Einwanderungserlaubnis in die USA, doch wegen eines medizinischen Problems von Kurt Bader verzögerte sich Ausreise, bis sie nicht mehr möglich war. Der siebenjährige Adi wurde mit Hilfe eines Bekannten im Januar 1939 auf einem Frachtschiff über die Niederlande hinausgeschmuggelt und traf in Antwerpen seinen Onkel Max, den Bruder Friedrichs. Max bringt Adi zu einer katholischen Familie in Kapellen, die den Jungen aufnimmt. Der elfährige Georg wurde in ein nichtjüdisches Waisenhaus in Antwerpen gebracht wird. Der 14-jährige Menashe verließ Deutschland mit der Jugend-Alija und erreichte Palästina im Dezember 1939. Friedrich, Regina und Kurt Bader blieben zurück in Köln. Adi überlebte versteckt in einem Kloster in Belgien. Georg wurde in Antwerpen verhaftet, in das Lager Mechelen verschleppt und am 26. September 1942 in Auschwitz ermordet. Der Onkel Max Bader wurde ebenfalls ermordet. Friedrich und Regina wurden am 20. Juli 1942 von Köln nach Minsk deportiert und ermordet, mit ihnen der fünfjährige Sohn Kurt. Adi Bader wanderte im Juni 1946 nach Palästina aus. Menashe schloss sich der Untergrundorganisation Haganah an, trat in die IDF ein und kämpfte im israelischen Unabhängigkeitskrieg. Später heiratete er seine Freundin Ruth. 2000 reichte Menashe Gedenkblätter bei Yad Vashem ein. Im Jahr 2013 übergaben die Angehörigen im Rahmen des Projekts „Gathering the Fragments“ Dokumente und Fotografien der Familien Bader und Sibirski an Yad Vashem. |
| Stolperstein für Kurt Bader (Engelbertstraße 12) | Hier wohnte Kurt Bader (Jahrgang 1935) Deportiert 1942 Minsk ??? | Engelbertstr. 12 (Standort)                                          | Die Stolpersteine erinnern an die Eltern Friedrich Bader und Regina Bader und an deren Kinder Georg Bader und Regina Bader. Friedrich Bader kämpfte als Soldat im Ersten Weltkrieg, wurde verwundet und mit dem Eisernen Kreuz ausgezeichnet. 1925 heiratete er Sara Sibirski und bekam mit ihr drei Kinder, Joseph-Martin-Menashe (geb. 1925), George-Richard-Reuven (geb. 1927) und Adolf-BernhardtAdi (geb. 1931). Im März 1931, etwa vier Monate nach der Geburt des jüngsten Sohns Adi, starb Sara Bader an einer Lungenentzündung. Zwei Jahre später heiratete Friedrich seine Schwägerin Regina-Rivka, die 1935 ihren Sohn Kurt-Katriel auf die Welt brachte. Die älteren Jungen besuchten gemeinsam jüdische Schulen in Köln. Nach der „Machtergreifung“, wanderten Reginas Brüder nach Palästina aus. 1938 wurde die Familie zwangsumgesiedelt in eine Straße, in der ausschließlich Jüdinnen und Juden wohnten. Während der Novemberpogrome am 9./10. November 1938 nahmen die Nationalsozialisten Friedrich fest und verschleppen ihn in ein Konzentrationslager. Er wehrte sich gegen seine Inhaftierung und wurde schließlich freigelassen. Für seine Freilassung sprechen seine Dienste im Ersten Weltkrieg und das ihm verliehene Eiserne Kreuz. Die Familie beantragte eine Einwanderungserlaubnis in die USA, doch wegen eines medizinischen Problems von Kurt Bader verzögerte sich Ausreise, bis sie nicht mehr möglich war. Der siebenjährige Adi wurde mit Hilfe eines Bekannten im Januar 1939 auf einem Frachtschiff über die Niederlande hinausgeschmuggelt und traf in Antwerpen seinen Onkel Max, den Bruder Friedrichs. Max bringt Adi zu einer katholischen Familie in Kapellen, die den Jungen aufnimmt. Der elfährige Georg wurde in ein nichtjüdisches Waisenhaus in Antwerpen gebracht wird. Der 14-jährige Menashe verließ Deutschland mit der Jugend-Alija und erreichte Palästina im Dezember 1939. Friedrich, Regina und Kurt Bader blieben zurück in Köln. Adi überlebte versteckt in einem Kloster in Belgien. Georg wurde in Antwerpen verhaftet, in das Lager Mechelen verschleppt und am 26. September 1942 in Auschwitz ermordet. Der Onkel Max Bader wurde ebenfalls ermordet. Friedrich und Regina wurden am 20. Juli 1942 von Köln nach Minsk deportiert und ermordet, mit ihnen der fünfjährige Sohn Kurt. Adi Bader wanderte im Juni 1946 nach Palästina aus. Menashe schloss sich der Untergrundorganisation Haganah an, trat in die IDF ein und kämpfte im israelischen Unabhängigkeitskrieg. Später heiratete er seine Freundin Ruth. 2000 reichte Menashe Gedenkblätter bei Yad Vashem ein. Im Jahr 2013 übergaben die Angehörigen im Rahmen des Projekts „Gathering the Fragments“ Dokumente und Fotografien der Familien Bader und Sibirski an Yad Vashem. |
| Stolperstein für Regina Bader (Engelbertstraße 12) | Hier wohnte Regina Bader, geb. Sibirski (Jahrgang 1909) Deportiert 1942 Minsk ??? | Engelbertstr. 12 (Standort)                                          | Die Stolpersteine erinnern an die Eltern Friedrich Bader und Regina Bader und an deren Kinder Georg Bader und Regina Bader. Friedrich Bader kämpfte als Soldat im Ersten Weltkrieg, wurde verwundet und mit dem Eisernen Kreuz ausgezeichnet. 1925 heiratete er Sara Sibirski und bekam mit ihr drei Kinder, Joseph-Martin-Menashe (geb. 1925), George-Richard-Reuven (geb. 1927) und Adolf-BernhardtAdi (geb. 1931). Im März 1931, etwa vier Monate nach der Geburt des jüngsten Sohns Adi, starb Sara Bader an einer Lungenentzündung. Zwei Jahre später heiratete Friedrich seine Schwägerin Regina-Rivka, die 1935 ihren Sohn Kurt-Katriel auf die Welt brachte. Die älteren Jungen besuchten gemeinsam jüdische Schulen in Köln. Nach der „Machtergreifung“, wanderten Reginas Brüder nach Palästina aus. 1938 wurde die Familie zwangsumgesiedelt in eine Straße, in der ausschließlich Jüdinnen und Juden wohnten. Während der Novemberpogrome am 9./10. November 1938 nahmen die Nationalsozialisten Friedrich fest und verschleppen ihn in ein Konzentrationslager. Er wehrte sich gegen seine Inhaftierung und wurde schließlich freigelassen. Für seine Freilassung sprechen seine Dienste im Ersten Weltkrieg und das ihm verliehene Eiserne Kreuz. Die Familie beantragte eine Einwanderungserlaubnis in die USA, doch wegen eines medizinischen Problems von Kurt Bader verzögerte sich Ausreise, bis sie nicht mehr möglich war. Der siebenjährige Adi wurde mit Hilfe eines Bekannten im Januar 1939 auf einem Frachtschiff über die Niederlande hinausgeschmuggelt und traf in Antwerpen seinen Onkel Max, den Bruder Friedrichs. Max bringt Adi zu einer katholischen Familie in Kapellen, die den Jungen aufnimmt. Der elfährige Georg wurde in ein nichtjüdisches Waisenhaus in Antwerpen gebracht wird. Der 14-jährige Menashe verließ Deutschland mit der Jugend-Alija und erreichte Palästina im Dezember 1939. Friedrich, Regina und Kurt Bader blieben zurück in Köln. Adi überlebte versteckt in einem Kloster in Belgien. Georg wurde in Antwerpen verhaftet, in das Lager Mechelen verschleppt und am 26. September 1942 in Auschwitz ermordet. Der Onkel Max Bader wurde ebenfalls ermordet. Friedrich und Regina wurden am 20. Juli 1942 von Köln nach Minsk deportiert und ermordet, mit ihnen der fünfjährige Sohn Kurt. Adi Bader wanderte im Juni 1946 nach Palästina aus. Menashe schloss sich der Untergrundorganisation Haganah an, trat in die IDF ein und kämpfte im israelischen Unabhängigkeitskrieg. Später heiratete er seine Freundin Ruth. 2000 reichte Menashe Gedenkblätter bei Yad Vashem ein. Im Jahr 2013 übergaben die Angehörigen im Rahmen des Projekts „Gathering the Fragments“ Dokumente und Fotografien der Familien Bader und Sibirski an Yad Vashem. |
| Stolperstein für Adele Benjamin (Hochstadenstraße 26) | Hier wohnte Adele Benjamin, geb. Neumark (Jahrgang 1885) Deportiert 1941 Łódź Für tot erklärt                                                                                            | Hochstadenstr. 26 (Standort)                                         | Nach neueren Informationen, welche zum Zeitpunkt der Stolpersteinverlegung nicht bekannt waren, wurde Adele Benjamin im Mai 1942 von Litzmannstadt (Łódź) nach Kulmhof deportiert und dort ermordet. |
| Stolpersteine Köln, Else Benjamin (Rolandstraße 63) | Hier wohnte Else Benjamin, geb. Nachmann (Jahrgang 1874) Deportiert 1941 Łódź Für tot erklärt                                                                                            | Rolandstr. 63 (Standort)                                             | Nach neueren Informationen, welche zum Zeitpunkt der Stolpersteinverlegung nicht bekannt waren, wurde Else Benjamin im Mai 1942 von Litzmannstadt (Łódź) nach Kulmhof deportiert und dort ermordet. |
| Stolpersteine Köln, Emil Benjamin (Rolandstraße 63) | Hier wohnte Emil Benjamin (Jahrgang 1874) Deportiert 1941 Łódź Tod am 9. März 1942 | Rolandstr. 63 (Standort)                                             | |
| | Hier wohnte Irene Benjamin, geb. Notowitz (Jahrgang 1921) Flucht Holland interniert Westerbork deportiert 1944 KZ Bergen-Belsen 'Der verlorene Zug' befreit 23.4.1945 Tröbitz            | Salierring 46 (Standort)                                             | Die Stolpersteine erinnern an Dr. Max Benjamin, geboren 16. Mai 1889 und seine Familienangehörigen. Benjamin war Kinderarzt und Schularzt an jüdischen Schulen. Er floh mit seiner Familie nach Amsterdam, wurde dort aber 1943 verhaftet, von seiner Familie getrennt und schließlich nach Auschwitz deportiert, wo er als Arzt im „Zigeunerlager Auschwitz“, dann bei 180 nicht-jüdischen Warschauer Kindern als Arzt eingesetzt wurde. Während er das Vernichtungslager überlebte, wurde seine Frau Irma Benjamin, geborene Kahn, ermordet. Sein Sohn Karl Benjamin wurde befreit, starb aber kurz vor Kriegsende an den Folgen seiner Gefangenschaft. Die Tochter Irene Benjamin überlebte im KZ Bergen-Belsen. Für den Sohn Karl Benjamin wurde in der Schreibweise Carl ein weiterer Stolperstein vor dem Gymnasium Kreuzgasse (Neustadt-Nord) verlegt, dessen Schüler er gewesen war. |
| | Hier wohnte Irma Johanna Benjamin, geb. Kahn (Jahrgang 1891) Flucht 1939 Holland interniert Westerbork deportiert 1943 Auschwitz 1943 KZ Ravensbrück ermordet                            | Salierring 46 (Standort)                                             | Die Stolpersteine erinnern an Dr. Max Benjamin, geboren 16. Mai 1889 und seine Familienangehörigen. Benjamin war Kinderarzt und Schularzt an jüdischen Schulen. Er floh mit seiner Familie nach Amsterdam, wurde dort aber 1943 verhaftet, von seiner Familie getrennt und schließlich nach Auschwitz deportiert, wo er als Arzt im „Zigeunerlager Auschwitz“, dann bei 180 nicht-jüdischen Warschauer Kindern als Arzt eingesetzt wurde. Während er das Vernichtungslager überlebte, wurde seine Frau Irma Benjamin, geborene Kahn, ermordet. Sein Sohn Karl Benjamin wurde befreit, starb aber kurz vor Kriegsende an den Folgen seiner Gefangenschaft. Die Tochter Irene Benjamin überlebte im KZ Bergen-Belsen. Für den Sohn Karl Benjamin wurde in der Schreibweise Carl ein weiterer Stolperstein vor dem Gymnasium Kreuzgasse (Neustadt-Nord) verlegt, dessen Schüler er gewesen war. |
| | Hier wohnte Karl Benjamin (Jahrgang 1918) Flucht 1937 Holland interniert Westerbork deportiert 1944 Theresienstadt Auschwitz befreit tot an den Folgen 28. Feb. 1945                     | Salierring 46 (Standort)                                             | Die Stolpersteine erinnern an Dr. Max Benjamin, geboren 16. Mai 1889 und seine Familienangehörigen. Benjamin war Kinderarzt und Schularzt an jüdischen Schulen. Er floh mit seiner Familie nach Amsterdam, wurde dort aber 1943 verhaftet, von seiner Familie getrennt und schließlich nach Auschwitz deportiert, wo er als Arzt im „Zigeunerlager Auschwitz“, dann bei 180 nicht-jüdischen Warschauer Kindern als Arzt eingesetzt wurde. Während er das Vernichtungslager überlebte, wurde seine Frau Irma Benjamin, geborene Kahn, ermordet. Sein Sohn Karl Benjamin wurde befreit, starb aber kurz vor Kriegsende an den Folgen seiner Gefangenschaft. Die Tochter Irene Benjamin überlebte im KZ Bergen-Belsen. Für den Sohn Karl Benjamin wurde in der Schreibweise Carl ein weiterer Stolperstein vor dem Gymnasium Kreuzgasse (Neustadt-Nord) verlegt, dessen Schüler er gewesen war. |
| | Hier wohnte Dr. Max Benjamin (Jahrgang 1889) 'Schutzhaft' 1938 KZ Dachau Flucht 1939 Holland interniert Westerbork deportiert 1943 Auschwitz befreit                                     | Salierring 46 (Standort)                                             | Die Stolpersteine erinnern an Dr. Max Benjamin, geboren 16. Mai 1889 und seine Familienangehörigen. Benjamin war Kinderarzt und Schularzt an jüdischen Schulen. Er floh mit seiner Familie nach Amsterdam, wurde dort aber 1943 verhaftet, von seiner Familie getrennt und schließlich nach Auschwitz deportiert, wo er als Arzt im „Zigeunerlager Auschwitz“, dann bei 180 nicht-jüdischen Warschauer Kindern als Arzt eingesetzt wurde. Während er das Vernichtungslager überlebte, wurde seine Frau Irma Benjamin, geborene Kahn, ermordet. Sein Sohn Karl Benjamin wurde befreit, starb aber kurz vor Kriegsende an den Folgen seiner Gefangenschaft. Die Tochter Irene Benjamin überlebte im KZ Bergen-Belsen. Für den Sohn Karl Benjamin wurde in der Schreibweise Carl ein weiterer Stolperstein vor dem Gymnasium Kreuzgasse (Neustadt-Nord) verlegt, dessen Schüler er gewesen war. |
| Stolperstein für Arthur Berger (Luxemburger Straße 37) | Hier wohnte Arthur Berger (Jahrgang 1914) Deportiert 1941 Łódź ??? | Luxemburger Str. 37 (Standort)                                       | Der verlegte Stolperstein erinnert an Arthur (Artur) Berger, geboren am 3. März 1914 in Niederzissen. Arthur Berger wurde als jüngste Kind der jüdischen Malers Julius Berger und seiner Ehefrau Josefine Eggener in Niederzissen geboren. Arthur Berger hatte zwei ältere Zwillingsschwestern, Sophia und Selma. Als Arthur Berger vier Jahre alt war fiel sein Vater im April 1918 als Angehöriger des 6. Rheinischen Infanterie-Regiment Nr. 68 in der Schlacht von Armentières. Arthur Berger arbeite als Schlosser. Er war mit Cäcilie Zerline Oppenheimer verheiratet. Die am 23. Januar 1940 geborene Tochter Bela Judis Berger starb am 14. Februar 1940, seine Frau verstarb 5 Tage später im Jüdischen Krankenhaus in Köln-Ehrenfeld. Arthur Berger wurde am 22. Oktober 1941, gemeinsam mit seiner Mutter Josefine von Köln in das Ghetto Litzmannstadt deportiert. Im gleichen Deportationszug befanden sich auch seine Schwester Selma Hellbrunn, geb. Berger sowie die gesamte Familie seiner Schwester Sophia. Entgegen den Angaben im Gedenkbuch für die Opfer der Verfolgung der Juden unter der nationalsozialistischen Gewaltherrschaft in Deutschland 1933–1945 wurde Arthur Berger 1942 nicht im Vernichtungslager Kulmhof ermordet. Er wurde am 26. August 1943 ins Konzentrationslager Auschwitz verschleppt. Nach der Räumung des Konzentrationslagers wurde er auf einen Todesmarsch in Richtung Oberösterreich geschickt. Hier war er ab am 25. Januar 1945 im Konzentrationslager Mauthausen inhaftiert und musste als Schlosser in den Sauererwerken Zwangsarbeit leisten. Hier verliert sich seine Spur. Erst nach Kriegsende konnte sein Schicksal geklärt werden. Er starb im Konzentrationslager Gusen und wurde auf dem dortigen Friedhof begraben. |
| Stolperstein für Josefine Berger (Luxemburger Straße 37) | Hier wohnte Josefine Berger (Jahrgang 1883) Deportiert 1941 Łódź ??? | Luxemburger Str. 37 (Standort)                                       | Der verlegte Stolperstein erinnert an Josefine Berger (geborene Eggener), geboren am 21. Mai 1883 in Glees. Josefine Eggener wurde als Tochter von Leopold Eggener und seiner Ehefrau Sara (geb. Lambert) in Glees geboren. 1909 heiratete sie den aus Niederzissen stammenden jüdischen Maler Julius Berger. Das Ehepaar hatte drei Kinder Sophia und Selma (geb. 1910) sowie Arthur (1914). Ihr Ehemann wurde im Ersten Weltkrieg eingezogen und diente im 6. Rheinischen Infanterie-Regiment Nr. 68. Im April 1918 fiel er während der Schlacht von Armentières. Josefine Berger wurde am 22. Oktober 1941, gemeinsam mit den drei Kindern Arthur, Selma und Sophia und deren Ehemann und zwei Kindern, aus Köln in das Ghetto Litzmannstadt deportiert. Nach neueren Informationen, welche zum Zeitpunkt der Stolpersteinverlegung nicht bekannt waren, wurde Josefine Berger im Mai 1942 von Litzmannstadt (Łódź) nach Kulmhof deportiert und dort ermordet. |
| Stolperstein für Rosa Bergheim (Kurfürstenstraße 18) | Hier wohnte Rosa Bergheim (Jahrgang 1868) Deportiert 1941 Riga Verschollen | Kurfürstenstr. 18 (Standort)                                         | |
| Stolperstein für Emmy Berlin (Eifelstraße 27) | Hier wohnte Emmy Berlin (Jahrgang 1885) Deportiert 1941 Łódź ??? | Eifelstr. 27 (Standort)                                              | Nach neueren Informationen, welche zum Zeitpunkt der Stolpersteinverlegung nicht bekannt waren, wurde Emmy Berlin im Mai 1942 von Litzmannstadt (Łódź) nach Kulmhof deportiert und dort ermordet. |
| Stolperstein für Helene Berlin (Eifelstraße 27) | Hier wohnte Helene Berlin (Jahrgang 1884) Deportiert 1941 Łódź Für tot erklärt | Eifelstr. 27 (Standort)                                              | Nach neueren Informationen, welche zum Zeitpunkt der Stolpersteinverlegung nicht bekannt waren, wurde Helene Berlin im Mai 1942 von Litzmannstadt (Łódź) nach Kulmhof deportiert und dort ermordet. |
| Stolperstein für Bertha Bernstein (Görresstraße 15) | Hier wohnte Bertha Bernstein, geb. Elsoffer (Jahrgang 1856) Deportiert 1942 Theresienstadt Für tot erklärt                                                                               | Görresstr. 15 (Standort)                                             | |
| Stolperstein für Kuise Bernstein (Görresstraße 15) | Hier wohnte Luise Bernstein (Jahrgang 1889) Deportiert 1941 Riga Verschollen | Görresstr. 15 (Standort)                                             | |
| Stolperstein für Otto Blanke (Jülicher Straße 9) | Hier wohnte Otto Blanke (Jahrgang 1876) Deportiert 1941 Łódź Verschollen | Jülicher Str. 9 (Verlegestelle Ecke Brüsseler Straße) (Standort)     | Nach neueren Informationen, welche zum Zeitpunkt der Stolpersteinverlegung nicht bekannt waren, wurde Otto Blanke im Mai 1942 von Litzmannstadt (Łódź) nach Kulmhof deportiert und dort ermordet. |
| Stolperstein für Ernst Bloch (Stolzestraße 12) | Hier wohnte Ernst Bloch (Jahrgang 1886) Interniert Fort V Müngersdorf Deportiert 1942 Minsk Ermordet 24. Juli 1942                                                                       | Stolzestr. 12 (Standort)                                             | Der am 25. September 2012 verlegte Stolperstein erinnert an Ernst Bloch, geboren am 6. Juli 1886 in Kirchen. Der Kaufmann Ernst Bloch war der Sohn von Alexander und Pauline Bloch. Am 2. November 1921 heiratete er in Köln Friederika Müller. Friederika und Ernst Bloch wurden im Lager Fort V Müngersdorf inhaftiert und am 20. Juli 1942 von Köln-Deutz mit dem Sonderzug DA 219 nach Minsk deportiert. Am 24. Juli 1942 wurden sie im Wald von Blagowschtschina (Vernichtungslager Maly Trostinez) erschossen. In der WDR-Dokumentation von 2006 „Die vergessenen Kinder von Köln“ recherchierte der Filmemacher Jürgen Naumann die Schicksale der Deportierten im Sonderzug DA 219. Ein Sohn von Ernst Bloch war der Pfarrer Erwin Ludwig (geb. 11. Februar 1907 in Basel, gest. 13. November 1994 ebenda). Seine Versuche, den Eltern die Ausreise in die Schweiz zu ermöglichen, scheiterten. |
| Stolperstein für Friederika Bloch (Stolzestraße 12) | Hier wohnte Friederika Bloch, geb. Müller (Jahrgang 1886) Interniert Fort V Müngersdorf Deportiert 1942 Minsk Ermordet 24. Juli 1942                                                     | Stolzestr. 12 (Standort)                                             | Der am 25. September 2012 verlegte Stolperstein erinnert an Franziska Friederika Bloch (geb. Müller), geboren am 22. Mai 1886 in Lechenich. Die Hausfrau Friederika Bloch war die Tochter des Pferdehändlers Leopold Müller (gest. 1939) und seiner Frau Josephina (geb. Levy). Am 2. November 1921 heiratete sie in Köln den Kaufmann Ernst Bloch. Friederika und Ernst Bloch wurden im Lager Fort V Müngersdorf inhaftiert und am 20. Juli 1942 von Köln-Deutz mit dem Sonderzug DA 219 nach Minsk deportiert. Am 24. Juli 1942 wurden sie im Wald von Blagowschtschina (Vernichtungslager Maly Trostinez) erschossen. In der WDR-Dokumentation von 2006 „Die vergessenen Kinder von Köln“ recherchierte der Filmemacher Jürgen Naumann die Schicksale der Deportierten im Sonderzug DA 219. |
| Stolperstein für Eva Böninger (Bonner Straße 25) | Hier wohnte Eva Böninger geb. Levy (Jahrgang 1871) Deportiert 1943 Theresienstadt Befreit                                                                                                | Bonner Str. 25 (Standort)                                            | Der am 21. Oktober 2015 verlegte Stolperstein erinnert an Eva Böninger (geb. Levy), geboren am 20. Mai 1871. Eva Böninger wurde gemeinsam mit ihrem Ehemann Joseph am 26. Januar 1943 mit dem Alterstransport I/86 in das Ghetto Theresienstadt deportiert. In der Transportliste wurde Eva Böninger als „verheiratet“ und „nicht arbeitsfähig“ mit der Adresse Barackenlager Fort V Müngersdorf eingetragen. Ihre Kennkarten Nr. lautet 014126. |
| Stolperstein für Josef Böninger (Bonner Straße 25) | Hier wohnte Josef Böninger (Jahrgang 1879) Deportiert 1943 Theresienstadt Befreit | Bonner Str. 25 (Standort)                                            | Der am 21. Oktober 2015 verlegte Stolperstein erinnert an Josef Böninger, geboren am 15. Dezember 1879. Josef(ph) Böninger wurde gemeinsam mit seiner Ehefrau Eva am 26. Januar 1943 mit dem Alterstransport I/86 in das Ghetto Theresienstadt deportiert. In der Transportliste wurde Josef Böninger als „verheiratet“ und „nicht arbeitsfähig“ mit der Adresse Barackenlager Fort V Müngersdorf eingetragen. Seine Kennkarten Nr. lautet 014125. |
| Stolperstein für Alfred Braun (Bonner Straße 33) | Hier wohnte Alfred Braun (Jahrgang 1915) Deportiert 1941 Riga Für tot erklärt | Bonner Str. 33 (Standort)                                            | |
| Stolperstein für Ernestine Braun (Bonner Straße 33) | Hier wohnte Ernestine Braun, geb. Jakob (Jahrgang 1880) Deportiert 1941 Riga Für tot erklärt                                                                                             | Bonner Str. 33 (Standort)                                            | |
| Stolperstein für Else Brieger (Richard-Wagner-Straße 23) | Hier wohnte Else Brieger (Jahrgang 1892) Deportiert 1941 Łódź | Richard-Wagner-Str. 23 (Standort)                                    | Nach neueren Informationen, welche zum Zeitpunkt der Stolpersteinverlegung nicht bekannt waren, wurde Elsa Brieger im Mai 1942 von Litzmannstadt (Łódź) nach Kulmhof deportiert und dort ermordet. |
| Stolperstein für Artur Bruch (Lochnerstraße 1) | Hier wohnte Artur Bruch (Jahrgang 1882) Deportiert Ermordet in Auschwitz | Lochnerstr. 1 (Standort)                                             | |
| Stolperstein für Ellen Bruch (Lochnerstraße 1) | Hier wohnte Ellen Bruch (Jahrgang 1926) Deportiert Auschwitz Ermordet 8. Oktober 1942 | Lochnerstr. 1 (Standort)                                             | |
| Stolperstein für Gerda Bruch (Lochnerstraße 1) | Hier wohnte Gerda Bruch (Jahrgang 1922) Deportiert Ermordet in Auschwitz | Lochnerstr. 1 (Standort)                                             | |
| Stolperstein für Liese Bruch (Lochnerstraße 1) | Hier wohnte Liese Bruch, geb. David (Jahrgang 1888) Deportiert Für tot erklärt | Lochnerstr. 1 (Standort)                                             | |
| Stolperstein für Johanna Bruckmann (Rolandstraße 12) | Hier wohnte Johanna Bruckmann, geb. Windmueller (Jahrgang 1894) Deportiert 1941 Łódź ???                                                                                                 | Rolandstr. 12 (Standort)                                             | Nach neueren Informationen, welche zum Zeitpunkt der Stolpersteinverlegung nicht bekannt waren, wurde Johanna Bruckmann im Mai 1942 von Litzmannstadt (Łódź) nach Kulmhof deportiert und dort ermordet. |
| Stolperstein für Max Bruckmann (Rolandstraße 12) | Hier wohnte Max Bruckmann (Jahrgang 1880) Deportiert 1941 Łódź ??? | Rolandstr. 12 (Standort)                                             | Nach neueren Informationen, welche zum Zeitpunkt der Stolpersteinverlegung nicht bekannt waren, wurde Max Bruckmann im Mai 1942 von Litzmannstadt (Łódź) nach Kulmhof deportiert und dort ermordet. |
| Stolperstein für Elsa Buchholz (Lothringer Str 51) | Hier wohnte Elsa Buchholz, geb. Hellwitz (Jahrgang 1900) Deportiert 1941 Łódź Für tot erklärt                                                                                            | Lothringer Str. 51 (Verlegestelle Ecke Kleingedankstraße) (Standort) | Der Stolperstein erinnert an Elsa Buchholz (geb. Hellwitz), geboren am 18. Oktober 1900 in Mönchengladbach. Elsa Buchholz war mit dem Detmolder Lederhändler Julius Buchholz verheiratet. Das Ehepaar hatte zwei Söhne – Carl Helmut (geb. 1921) und Werner (1922–2019). Nach der Machtergreifung der Nationalsozialisten wollte die Familie ursprünglich nach Palästina auswandern, was jedoch nicht gelang. So versuchte sie in der Anonymität der Großstadt Köln den Repressalien zu entkommen. 1936 siedelte die Familie nach Köln, zusammen mit Matthias Buchholz nach Köln. Der Sohn Carl Helmut wanderte nach Amerika aus, während Sohn Werner 1938 über England nach Kanada flüchtete. Beide überlebten im Ausland. Elsa Buchholz wurde mit ihrem Mann am 30. Oktober 1941 in das Ghetto Litzmannstadt deportiert, wo sich ihre Spur verliert. Nach neueren Informationen, welche zum Zeitpunkt der Stolpersteinverlegung nicht bekannt waren, wurde Elsa Buchholz im Sommer 1944 von Litzmannstadt (Łódź) nach Kulmhof deportiert und dort ermordet. Für Elsa Buchholz wurde in Köln in der Theresienstraße 75 (Lindenthal) noch ein zweiter Stolperstein verlegt. |
| Stolperstein für Julius Buchholz (Lothringer Str 51) | Hier wohnte Julius Buchholz (Jahrgang 1882) Deportiert 1941 Łódź Ermordet 16. September 1942                                                                                             | Lothringer Str. 51 (Verlegestelle Ecke Kleingedankstraße) (Standort) | Der Stolperstein erinnert an Julius Buchholz, geboren am 19. September 1882 in Detmold. Julius Buchholz war Sohn eines Lederwarenhändlers aus Detmold. Julius Buchholz, der ebenfalls als Lederwarenhändler tätig war, war mit Elsa Hellwitz verheiratet. Die beiden Söhne des Ehepaars flüchteten Ende der 1930er Jahre auf unterschiedlichen Wegen ins Ausland. Der jüngere Sohn, Werner Buchholz, wurde später ein anerkannter Hardwareentwickler bei IBM und prägte 1956 den Begriff Byte. Das Ehepaar ging 1936 von Detmold in die Anonymität der Großstadt Köln, um sich dem verschärfenden Antisemitismus in der Kleinstadt zu entziehen. Das Ehepaar wohnte zunächst in einem kleinen Haus in Lindenthal (Theresienstraße 75), in dem ab 1940 immer mehr jüdische Bewohner auf beengtem Raum zusammen wohnen mussten. Julius Buchholz wurde zusammen mit seiner Frau am 30. Oktober 1941 mit dem 16. Transport in das Ghetto Litzmannstadt deportiert. Julius Buchholz starb im Ghetto am 16. September 1942. |
| Stolperstein für, Emma Buxbaum (Engelbertstraße 44) | Hier wohnte Emma Buxbaum, geb. Bär (Jahrgang 1881) Deportiert 1941 Łódź | Engelbertstr. 44 (Standort)                                          | Nach neueren Informationen, welche zum Zeitpunkt der Stolpersteinverlegung nicht bekannt waren, wurde Emma Buxbaum im Mai 1942 von Litzmannstadt (Łódź) nach Kulmhof deportiert und dort ermordet. |
| Stolperstein für Reinhard Cahen (Lothringer Str 51) | Hier lebte Dr. Reinhard Cahen (Jahrgang 1898) Deportiert 1941 Riga 1944 Buchenwald Ermordet 13. Dezember 1944                                                                            | Lothringer Str. 51 (Verlegestelle Ecke Kleingedankstraße) (Standort) | Der am 25. September 2019 verlegte Stolperstein erinnert an Dr. Reinhard Cahen, geboren am 15. Januar 1898 in Köln. Reinhard Cahen (andere Schreibweise Reinhardt Kahen) war der Sohn des Ledergroßhändlers Sally Cahen und seiner Frau Lina. 1926 promovierte Reinhard Cahen an der Universität zu Köln mit dem Thema Sozialismus und Arbeitszeit. Er arbeitete als Kaufmann und bewohnte bis 1938 das Haus der Ledergroßhandlung H. Cahen & Cie. in der Kopernikusstraße 9 in Köln-Buchforst. Am 7. Dezember 1941 wurde er mit dem III. Transport in das Ghetto Riga deportiert. In der Transportliste wurde als Wohnadresse Lothringer Straße 51 (ein ehemaliges „Ghettohaus“) und als Beruf „Angestellter“ eingetragen. Von Riga wurde er am 14. November 1943 in das KZ Stutthof und am 16. August 1944 in das KZ Buchenwald verbracht. Reinhard Cahen starb am 13. Dezember 1944 im Außenlager Wille (Rehmsdorf) des KZ Buchenwald. In der Häftlingskarte des Konzentrationslagers Buchenwald, die in den Arolsen Archives erhalten geblieben ist, wurde als Haftgrund „Politischer Jude“. Als Todesursache wurde in den Lagerakten „Herzschwäche nach Darmkatarrh“ vermerkt. Seine Haftnummer In Buchenwald lautete 83056. Der 2019 hier verlegte Stolperstein ersetzt den entwendeten Stein, der 2018 in der Kopernikusstraße in Köln-Buchforst verlegt wurde. |
| | Hier wohnte Erika Cahn (Jahrgang 1917) Flucht 1938 Schottland | Volksgartenstraße 24 (Standort)                                      | |
| Stolperstein für Ernst Cahn (Roonstraße 31) | Hier wohnte Ernst Cahn (Jahrgang 1889) Flucht 1936 Holland Im Widerstand Verhaftet 1941 Gefängnis 19. Februar 1941 Hingerichtet 3. März 1941 Scheveningen                                | Roonstr. 31 (Standort)                                               | Der am 2. September 2014 verlegte Stolperstein erinnert an Ernst Cahn, geboren am 27. Juli 1889 in Remagen. Lesen Sie mehr über Ernst Cahn (Widerstandskämpfer) Der Stolperstein für Ernst Cahn wurde vom Kölner Bezirksbürgermeister Andreas Hupke gestiftet. |
| | Hier wohnte Ingeborg Cahn (Jahrgang 1922) Flucht 1938 Australien | Volksgartenstraße 24 (Standort)                                      | |
| Stolperstein für Luise Cahn (Roonstraße 31) | Hier wohnte Luise Cahn (Jahrgang 1897) Deportiert 1943 Ermordet in Auschwitz | Roonstr. 31 (Standort)                                               | Der am 2. September 2014 verlegte Stolperstein erinnert an Luise Cahn, geboren am 1. August 1897 in Köln. Luise Cahn war eines von sechs Kindern des Weingroßhändlers Salomon Cahn und seiner Frau Rosa und die Schwester von Ernst Cahn. Die Familie Cahn war seit Mitte der 1890er Jahre in der Roonstraße in Köln ansässig. Luise Cahn zog nach Berlin und wurde von dort mit ihrer 1928 geborenen Tochter Mirjam am 4. März 1943 nach Auschwitz deportiert. Dort verliert sich ihre Spur... Den Stolperstein für Luise Cahn stiftete die Frauenorganisation Soroptimists International Club Köln-Römerturm. |
| Stolperstein für Mirjam Cahn (Roonstraße 1) | Hier wohnte Mirjam Cahn (Jahrgang 1928) Deportiert 1943 Ermordet in Auschwitz | Roonstr. 31 (Standort)                                               | Der am 2. September 2014 verlegte Stolperstein erinnert an Mirjam Cahn, geboren 1928 in Köln. Mirjam Cahn war die Tochter von Luise Cahn. Die Familie Cahn war seit Mitte der 1890er Jahre in der Roonstraße in Köln ansässig. Mirjam Cahn zog mit ihrer Mutter nach Berlin und wurde von dort am 4. März 1943 nach Auschwitz deportiert. Dort verliert sich ihre Spur. Den Stolperstein für Mirjam Cahn stiftete die Frauenorganisation Soroptimists International Club Köln-Römerturm. |
| | Hier wohnte Paul Egon Cahn (Jahrgang 1918) Flucht 1938 Kenia | Volksgartenstraße 24 (Standort)                                      | |
| | Hier wohnte Regina Cahn, geb. Levy (Jahrgang 1893) deportiert 1941 Riga 1944 Stutthof ermordet                                                                                           | Volksgartenstraße 24 (Standort)                                      | |
| | Hier wohnte Simon Siegfried Cahn (Jahrgang 1888) deportiert 1941 Riga ermordet | Volksgartenstraße 24 (Standort)                                      | |
| | Hier wohnte Franz Erwin Cappel (Jahrgang 1916) Flucht 1937 England | Mozartstraße 15 (Standort)                                           | |
| | Hier wohnte Meta Cappel, geb. Braunschweig (Jahrgang 1889) Flucht 1939 England 1940 USA                                                                                                  | Mozartstraße 15 (Standort)                                           | |
| | Hier wohnte Dr. Paul Hermann Cappel (Jahrgang 1916) 'Schutzhaft' 1938 Dachau Flucht 1939 England 1940 USA                                                                                | Mozartstraße 15 (Standort)                                           | |
| | Hier wohnte Ruth Margrit Cappel (Jahrgang 1921) Flucht 1939 England 1940 USA | Mozartstraße 15 (Standort)                                           | |
| Stolperstein für Berta Chaim (Dasselstraße 47) | Hier wohnte Berta Chaim, geb. Katz (Jahrgang 1875) Deportiert 1941 Łódź ??? | Dasselstr. 47 (Standort)                                             | Der Stolperstein erinnert an Berta Chaim (geb. Katz), geboren am 29. Mai 1875 in Pniewy. Berta Katz war mit Selig Chaim verheiratet. Beide wurden am 22. Oktober 1941 mit dem ersten Kölner Transport von Köln in das Ghetto Litzmannstadt (Łódź) deportiert. Sie wurden am 26. September 1942 in das Vernichtungslager Kulmhof verbracht. Dort verliert sich ihre Spur... |
| Stolperstein für Selig Chaim (Dasselstraße 47) | Hier wohnte Selig Chaim (Jahrgang 1878) Deportiert 1941 Łódź ??? | Dasselstr. 47 (Standort)                                             | Der Stolperstein erinnert an Selig Chaim, geboren am 27. April 1878 in Żnin. Selig Chaim war mit Berta Katz verheiratet. Beide wurden am 22. Oktober 1941 mit dem ersten Kölner Transport von Köln in das Ghetto Litzmannstadt (Łódź) deportiert. Sie wurden am 26. September 1942 in das Vernichtungslager Kulmhof verbracht. Dort verliert sich ihre Spur... |
| Stolperstein für Albert Cohen (Kaesenstraße 24) | Hier wohnte Albert Cohen (Jahrgang 1902) Deportiert 1941 Riga Für tot erklärt | Kaesenstr. 24 (Standort)                                             | Der Stolperstein erinnert an Albert Cohen, geboren am 27. April 1902 in Köln. Albert Cohen war der Sohn von Leopold Cohen und seiner Frau Berta Pauline Pagener. Albert Cohen besuchte das Gymnasium Kreuzgasse, später wurde er Metzger. Am 7. Dezember 1941 wurde er in das Ghetto Riga deportiert. In der Transportliste wurde als Beruf „Arbeiter“ vermerkt. Im Ghetto Riga verliert sich seine Spur. Für Albert Cohen wurde am Gymnasium Kreuzgasse Vogelsanger Straße 1 ein weiterer Stolperstein verlegt. |
| Stolperstein für Berta Pauline Cohen (Kaesenstraße 24) | Hier wohnte Berta Pauline Cohen, geb. Pagener (Jahrgang 1878) Deportiert Für tot erklärt                                                                                                 | Kaesenstr. 24 (Standort)                                             | Der Stolperstein erinnert an Berta Pauline Cohen (geb. Pagener), geboren am 25. Mai 1878 in Köln. Berta (auch Bertha) Pauline Cohen war die Mutter von Albert Cohen. |
| Stolperstein für Grete Cohn (Mainzer Straße 31) | Hier wohnte Grete Cohn, geb. Valentin (Jahrgang 1888) Interniert Fort V Müngersdorf Deportiert 1942 Theresienstadt 1944 Auschwitz ermordet                                               | Mainzer Str. 31 (Standort)                                           | Der Stolperstein erinnert an Grete Cohn (geb. Valentin), geboren am 24. August 1888 in Halle a. d. Saale. Grete (Gretchen) Cohn war die Tochter von Julius und Ida Valentin (geb. Bauchwitz). Verheiratet war sie mit Max Cohn und die Mutter von Heinz Cohn. Grete Cohn wurde zunächst im Barackenlager Fort V Müngersdorf interniert und am 27. Juli 1942 mit dem Transport III/2 in das Ghetto Theresienstadt deportiert. Am 15. Mai 1944 wurde Grete Cohn in das Vernichtungslager Auschwitz verbracht, dort verliert sich ihre Spur... |
| Stolperstein für Heinz Cohn (Mainzer Straße 31) | Hier wohnte Heinz Cohn (Jahrgang 1922) Deportiert 1941 Riga 1944 Stutthof 1944 Buchenwald Tot 4. März 1945                                                                               | Mainzer Str. 31 (Standort)                                           | Der Stolperstein erinnert an Heinz Cohn, geboren am 26. September 1922 in Köln. Heinz Cohn war der Sohn von Max und Gretchen (Grete) Cohn (geb. Valentin). Am 7. Dezember 1941 wurde er in das Ghetto Riga deportiert. Von dort aus wurde er am 9. August 1944 in das KZ Stutthof und am 16. August 1944 in das KZ Buchenwald (Außenlager-Altenburg) verbracht. Heinz Cohn starb am 4. März 1945 im Buchenwald Außenlager Wille, Rehmsdorf. |
| Stolperstein für Karoline Cohn (Kaesenstraße 19) | Hier wohnte Karoline Cohn, geb. Neumann (Jahrgang 1858) Deportiert 1942 Theresienstadt Ermordet September 1942 Treblinka                                                                 | Kaesenstr. 19 (Standort)                                             | Der am 5. Oktober 2020 verlegte Stolperstein erinnert an Karoline Cohn (geb. Neumann), geboren 1858. Karoline Neumann wurde am 2. Dezember 1858 in Gleiwitz geboren. Sie heiratete Arnold Arndt; ihre Tochter Ruth wurde am 10. Juli 1898 in Goldberg geboren. Karoline Cohn wurde am 15. Juni 1942 mit dem ersten großen Transport aus dem Rheinland ins Ghetto Theresienstadt (III/1; Nr. 689) deportiert. Sie lebte zuletzt im Israelitischen Asyl für Kranke und Altersschwache in der Ottostraße. Von Theresienstadt wurde sie 19. September 1942 mit dem Transport BO (Nr. 1516) ins Vernichtungslager Treblinka verschleppt und vermutlich unmittelbar nach der Ankunft ermordet. |
| Stolperstein für Max Cohn (Mainzer Straße 31) | Hier wohnte Max Cohn (Jahrgang 1876) Interniert Fort V Müngersdorf Deportiert 1942 Theresienstadt Ermordet 13. April 1942                                                                | Mainzer Str. 31 (Standort)                                           | Der am 23. November 2017 verlegte Stolperstein erinnert an Max Cohn, geboren am 12. August 1876 in Thorn. Max Cohn war mit Gretchen (Grete) (geb. Valentin) verheiratet und der Vater von Heinz Cohn. Max Cohn wurde mit seiner Frau zunächst im Barackenlager Fort V Müngersdorf interniert und am 27. Juli 1942 mit dem Transport III/2 in das Ghetto Theresienstadt deportiert. Dort starb er am 13. Februar 1943. In der Todesfallanzeige des Ghettos Theresienstadt wurde als Krankheit „Enteritis“ und als Todesursache „Inanition/Totale Erschöpfung der gesamten Kräfte“ eingetragen. |
| Stolperstein für Felix Dahl (Ubierring 12) | Hier wohnte Felix Dahl (Jahrgang 1900) Deportiert Für tot erklärt | Ubierring 12 (Standort)                                              | |
| Stolperstein für Hedwig Dahl (Ubierring 12) | Hier wohnte Hedwig Dahl, geb. Herz (Jahrgang 1908) Deportiert Auschwitz Für tot erklärt                                                                                                  | Ubierring 12 (Standort)                                              | Der Stein für Hedwig Dahl wurde von Unbekannten beschädigt und im August 2003 von Gunter Demnig erneuert. |
| Stolperstein für Selma Darmstadt (Rathenauplatz 4) | Hier wohnte Selma Darmstadt, geb. Weingerb (Jahrgang 1879) Deportiert 1941 Łódź Tod am 2. Mai 1942                                                                                       | Rathenauplatz 4 (Standort)                                           | |
| Stolperstein für Edith Fanny Deutsch (Roonstraße 52) | Hier wohnte Edith Fanny Deutsch (Jahrgang 1928) Flucht 1938 Argentinien | Roonstr. 52 (Standort)                                               | Der am 3. April 2017 verlegte Stolperstein erinnert an Edith Fanny Deutsch, geboren am 4. August 1928 in Köln. Edith Fanny Deutsch war die älteste Tochter von Henny und Joachim Deutsch. Die Familie Deutsch emigrierte im November 1938 über London nach Argentinien. |
| Stolperstein für Ernst Leopold Deutsch (Roonstraße 52) | Hier wohnte Ernst Leopold Deutsch (Jahrgang 1927) Flucht 1938 Argentinien | Roonstr. 52 (Standort)                                               | Der am 3. April 2017 verlegte Stolperstein erinnert an Ernst Leopold Deutsch, geboren am 15. Mai 1927 in Köln. Ernst Leopold Deutsch war der jüngste Sohn von Henny und Joachim Deutsch. Die Familie Deutsch emigrierte im November 1938 über London nach Argentinien. |
| Stolperstein für Dr. Henny Deutsch (Roonstraße 52) | Hier wohnte Dr. Henny Deutsch, geb. Haas (Jahrgang 1901) Flucht 1938 Argentinien | Roonstr. 52 (Standort)                                               | Der am 3. April 2017 verlegte Stolperstein erinnert an Henny Deutsch (geb. Haas), geboren am 22. Oktober 1901 in Karlsruhe. Henny Deutsch war verheiratet mit dem Arzt Joachim Deutsch und promovierte selbst als Dr. phil. Die Familie Deutsch emigrierte im November 1938 über London nach Argentinien. |
| Stolperstein für Dr. Joachim Deutsch (Roonstraße 52) | Hier wohnte und praktizierte Dr. Joachim Deutsch (Jahrgang 1893) Flucht 1938 Argentinien                                                                                                 | Roonstr. 52 (Standort)                                               | Der am 3. April 2017 verlegte Stolperstein erinnert an Joachim Deutsch, geboren am 11. Januar 1893 in Burgpreppach. Joachim Deutsch wurde als jüngstes Kind von Hermann und Fanny Deutsch (geb. Lehmann) in Burgpreppach geboren. Im Ersten Weltkrieg diente der Medizinstudent (cand. med) Joachim Deutsch als Feld-Hilfsarzt in der Königlich Bayerischen Armee am Standort Erlangen. Sein Vater Dr. phil Hermann Deutsch war Rabbiner und bis zu seinem Ruhestand 1929 Leiter des Jüdischen Waisenhauses in Fürth. Nach seiner Pensionierung wohnte er bei der Familie seines Sohnes Joachim in Köln, in der Roonstrasse 52, wo sich auch die Praxis von Joachim Deutsch befand. 1920 promovierte Joachim Deutsch in München zum Thema Über Knochenbildung in den Gaumenmandeln. In Köln arbeitete er u. a. als Assistenzarzt am Israelitischen Asyl. Die Familie Deutsch emigrierte am 5. November 1938 über London nach Argentinien. |
| Stolperstein für Else Dobrowolski (Hardefuststraße 8) | Hier wohnte Else Dobrowolski, geb. Moses (Jahrgang 1900) Deportiert 1941 Łódź ??? | Hardefuststr. 8 (Standort)                                           | Nach neueren Informationen, welche zum Zeitpunkt der Stolpersteinverlegung nicht bekannt waren, wurde Else Dobrowolski im Mai 1942 von Litzmannstadt (Łódź) nach Kulmhof deportiert und dort ermordet. |
| Stolperstein für Gustav Drucker (Lochnerstraße 9) | Hier wohnte Gustav Drucker (Jahrgang 1886) Deportiert 1941 Łódź Für tot erklärt | Lochnerstr. 9 (Standort)                                             | Nach neueren Informationen, welche zum Zeitpunkt der Stolpersteinverlegung nicht bekannt waren, wurde Gustav Drucker im Mai 1942 von Litzmannstadt (Łódź) nach Kulmhof deportiert und dort ermordet. |
| Stolperstein für Selma Drucker (Lochnerstraße 9) | Hier wohnte Selma Drucker, geb. Bonem (Jahrgang 1888) Deportiert 1941 Łódź Für tot erklärt                                                                                               | Lochnerstr. 9 (Standort)                                             | Nach neueren Informationen, welche zum Zeitpunkt der Stolpersteinverlegung nicht bekannt waren, wurde Selma Drucker im Mai 1942 von Litzmannstadt (Łódź) nach Kulmhof deportiert und dort ermordet. |
| Stolperstein für Netta Dülken (Richard-Wagner-Straße 23) | Hier wohnte Netta Dülken, geb. Bonem (Jahrgang 1882) Deportiert 1941 Riga Für tot erklärt                                                                                                | Richard-Wagner-Str. 23 (Standort)                                    | |
| Stolperstein für Selma Eckstein (Kurfürstenstraße 18) | Hier wohnte Selma Eckstein, geb. Blum (Jahrgang 1875) Deportiert Ziel unbekannt | Kurfürstenstr. 18 (Standort)                                         | |
| Stolperstein für Anna Eder (Merowingerstraße 41) | Hier wohnte Anna Eder (Jahrgang 1923) Deportiert 1941 Riga Ermordet | Merowingerstr. 41 (Standort)                                         | |
| Stolperstein für Elisabeth Eder (Merowingerstraße 41) | Hier wohnte Elisabeth Eder, geb. Morgilowsky (Jahrgang 1890) Deportiert 1941 Riga Ermordet                                                                                               | Merowingerstr. 41 (Standort)                                         | |
| Stolperstein für Samuel eder (Merowingerstraße 41) | Hier wohnte Samuel Eder (Jahrgang 1888) Deportiert 1941 Riga Ermordet | Merowingerstr. 41 (Standort)                                         | |
| | Pfälzer Str. 70 wohnte Alfried Eggener (Jahrgang 1898) deportiert 1941 Łodz/Litzmannstadt 1942 Chełmno/Kulmhof ermordet Mai 1942                                                         | Pfälzer Straße 70 (Standort)                                         | |
| | Pfälzer Str. 70 wohnte Frieda Eggener, geb. Benjamin (Jahrgang 1902) deportiert 1941 Ghetto Riga 1944 KZ Stutthof befreit                                                                | Pfälzer Straße 70 (Standort)                                         | |
| Stolperstein für Alfred Eichengrün (Richard-Wagner-Straße 49) | Hier wohnte Alfred Eichengrün (Jahrgang 1912) Deportiert 1941 Łódź / Litzmannstadt Ermordet                                                                                              | Richard-Wagner-Str. 49 (früher Haus-Nr. 51) (Standort)               | Der am 19. April 2018 verlegte Stolperstein erinnert an Alfred Eichengrün, geboren am 26. Mai 1912 in Köln. Der Lackierer Alfred Eichengrün war der Sohn von Richard und Rosalia Eichengrün (geb. Buschhoff). Alfred Eichengrün war mit Meta Durlacher verheiratet. Die Familie Eichengrün wurde am 30. Oktober 1941 mit dem 16. Transport in das Ghetto Litzmannstadt deportiert. Dort verliert sich die Spur von Alfred Eichengrün. |
| Stolperstein für Betty Eichengrün (Richard-Wagner-Straße 49) | Betty Eichengrün (Jahrgang 1897) Deportiert 1941 Łódź / Litzmannstadt Ermordet Mai 1942 Chelmno / Kulmhof                                                                                | Richard-Wagner-Str. 49 (früher Haus-Nr. 51) (Standort)               | Der am 19. April 2018 verlegte Stolperstein erinnert an Betty Natty Eichengrün, geboren am 16. April 1897 in Köln. Die Buchhalterin Betty Natty Eichengrün wurde am 30. Oktober 1941 mit dem 16. Transport in das Ghetto Litzmannstadt deportiert und von dort aus am 14. Mai 1942 in das Vernichtungslager Kulmhof verbracht. Dort verliert sich ihre Spur. |
| Stolperstein für Meta Eichengrün (Richard-Wagner-Straße 49) | Hier wohnte Meta Eichengrün, geb. Durlacher (Jahrgang 1911) Deportiert 1941 Łódź / Litzmannstadt Ermordet                                                                                | Richard-Wagner-Str. 49 (früher Haus-Nr. 51) (Standort)               | Der am 19. April 2018 verlegte Stolperstein erinnert an Meta Eichengrün (geb. Durlacher), geboren am 1. Februar 1911 in Frankfurt am Main. Die Hausfrau Meta Eichengrün war die Tochter von Julius und Dina Durlacher (geb. Frark). Meta Eichengrün war mit Alfred Eichengrün verheiratet. Die Familie Eichengrün wurde am 30. Oktober 1941 mit dem 16. Transport in das Ghetto Litzmannstadt deportiert. Dort verliert sich die Spur von Meta Eichengrün. |
| Stolperstein für Sibylla Eichengrün (Richard-Wagner-Straße 49) | Sibylla Eichengrün (Jahrgang 1906) Deportiert 1941 Łódź / Litzmannstadt Ermordet Mai 1942 Chelno / Kulmhof                                                                               | Richard-Wagner-Str. 49 (früher Haus-Nr. 51) (Standort)               | Der am 19. April 2018 verlegte Stolperstein erinnert an Sibylla Eichengrün, geboren am 21. April 1906 in Köln. Sibylla (auch Sibilla) Eichengrün war die Tochter von Richard und Rosalia Eichengrün (geb. Buschhoff). Die Familie Eichengrün wurde am 30. Oktober 1941 mit dem 16. Transport in das Ghetto Litzmannstadt deportiert. Sibylla Eichengrün wurde von dort aus am 14. Mai 1942 in das Vernichtungslager Kulmhof verbracht. Dort verliert sich ihre Spur. |
| Stolperstein für Salomon Eiser (Vorgebirgstraße 9a) | Salomon Eiser (Jahrgang 1878) Flucht 1937 Dänemark 1943 Schweden | Vorgebirgstr. 9a (Verlegestelle Ecke Vondelstraße) (Standort)        | Der am 10. September 2018 verlegte Stolperstein erinnert an Salomon Eiser, geboren 1878. Salomon (Sally) Eiser arbeite als Kommissionär, Kaufmann und Handelsvertreter in Köln. Er war mit Sara Selma Issacson verheiratet. Nach der Machtergreifung der Nationalsozialisten floh das Ehepaar zunächst nach Kopenhagen zu ihrer Tochter Renate, die hier mit ihrem Ehemann Werner Wolf Glaser Zuflucht vor den Nationalsozialisten gefunden hatte. Nachdem Anfang Oktober 1943 bekannt wurde, dass die in Dänemark lebenden Juden in die Konzentrationslager deportiert werden sollten, gehörte das Ehepaar Eiser zu den 7000 Juden, die in einer groß angelegten Rettungsaktion mit Fischerbooten Anfang Oktober 1943 in das neutrale Schweden geflüchtet sind, wo Sally Eiser bis zu seinem Tode lebte. |
| Stolperstein für Salomon Eiser (Vorgebirgstraße 9a) | Sara Selma Eiser, geb. Isaacson (Jahrgang 1880) Flucht 1937 Dänemark 1943 Schweden | Vorgebirgstr. 9a (Verlegestelle Ecke Vondelstraße) (Standort)        | Der am 10. September 2018 verlegte Stolperstein erinnert an Sara Selma Eiser (geb. Isaacson), geboren 1880. Sara Isaacson war mit dem jüdischen Kaufmann und Handelsvertreter Salomon (Sally) verheiratet. Nach der Machtergreifung der Nationalsozialisten floh das Ehepaar zunächst nach Kopenhagen zu ihrer Tochter Renate, die hier mit ihrem Ehemann Werner Wolf Glaser Zuflucht vor den Nationalsozialisten gefunden hatte. Nachdem Anfang Oktober 1943 bekannt wurde, dass die in Dänemark lebenden Juden in die Konzentrationslager deportiert werden sollten, gehörte das Ehepaar Eiser zu den 7000 Juden, die in einer groß angelegten Rettungsaktion mit Fischerbooten Anfang Oktober 1943 in das neutrale Schweden geflüchtet sind, wo Sara Eiser bis zu ihrem Tode lebte. |
| Kopfstein Zülpicher Platz 4 | Zülpicher Platz 4 Von hier aus Deportiert | Zülpicher Platz 4 (Standort)                                         | |
| Stolperstein für Dagobert Elias (Zülpicher Platz 4) | Dagobert Elias (Jahrgang 1898) Deportiert 1941 Łódź/Litzmannstadt Ermordet 1942 Chelmno/Kulmhof                                                                                          | Zülpicher Platz 4 (Standort)                                         | Der ursprünglich 2001 verlegte Stolperstein wurde wegen starker Abnutzung am 11. April 2016 erneuert und neu verlegt. |
| Stolperstein für Else Clementine Elias (Zülpicher Platz 4) | Else Clementine Elias, geb. Kahn (Jahrgang 1902) Deportiert 1941 Łódź/Litzmannstadt Ermordet 1942 Chelmno/Kulmhof                                                                        | Zülpicher Platz 4 (Standort)                                         | Der ursprünglich 2001 verlegte Stolperstein wurde wegen starker Abnutzung am 11. April 2016 erneuert und neu verlegt. |
| Stolperstein für Helga Johanna Elias (Zülpicher Platz 4) | Helga Johanna Elias (Jahrgang 1925) Deportiert 1941 Łódź/Litzmannstadt Ermordet 1942 Chelmno/Kulmhof                                                                                     | Zülpicher Platz 4 (Standort)                                         | Der ursprünglich 2001 verlegte Stolperstein wurde wegen starker Abnutzung am 11. April 2016 erneuert und neu verlegt. |
| Stolperstein für Moritz Eppstein (Lothringer Straße 21) | Hier wohnte Moritz Eppstein (Jahrgang 1888) Deportiert Ermordet in Auschwitz | Lothringer Str. 21 (Standort)                                        | |
| | Hier wohnte Manuel Manfred Faber (Jahrgang 1879) deportiert 1942 Theresienstadt 1944 Auschwitz ermordet 16.5.1944                                                                        | Aachener Straße 1(Standort)                                          | |
| Stolperstein für Rosa Faber (Stolzestraße 14) | Hier wohnte Rosa Faber, geb. Wolf (Jahrgang 1887) Deportiert 1943 Theresienstadt Auschwitz ???                                                                                           | Stolzestr. 14 (Standort)                                             | Der Stolperstein erinnert an Rosa Faber (geb. Wolf), geboren am 13. Februar 1887 in Mertloch. Rosa Faber und ihre Familie lebte zunächst in Bengel, später in der Kölner Neustadt. Wie viele Kölner Juden mussten sie 1941/42 ihre Wohnung in der Stolzestraße verlassen und wurde in das Barackenlager Fort V Müngersdorf verbracht. Von hier wurde sie am 15. Januar 1943 zunächst nach Berlin und dann am 29. Januar 1943 mit dem 27. Osttransport von dort aus nach Auschwitz deportiert. In der Transportliste wurde Rosa Faber als „verheiratet“ und „arbeitsfähig“ mit der Adresse Utrechter Straße 6 eingetragen. Ihre Kennkarten-Nr. lautet A 00005. Hier verliert sich ihre Spur... |
| Stolperstein für Samson Faber (Stolzestraße 14) | Hier wohnte Samson Faber (Jahrgang 1880) Deportiert 1943 Theresienstadt Auschwitz ??? | Stolzestr. 14 (Standort)                                             | Der Stolperstein erinnert an Samson Faber, geboren am 16. Juni 1880 in Bengel. Samson Faber lebte zunächst in Bengel, während des Krieges dann in Köln. Zusammen mit seiner Ehefrau Rosa, seiner Tochter Karola Karoline Götze und ihrem Mann Willi Götze musste er 1941/42 die Wohnung in der Stolzestraße verlassen und wurde in das Barackenlager Fort V Müngersdorf verbracht. Von hier wurde er zusammen mit seiner Frau am 15. Januar 1943 zunächst nach Berlin und von dort aus, am 29. Januar 1943, mit dem 27. Osttransport nach Auschwitz deportiert. In der Transportliste wurde Samson Faber als „verheiratet“ und „arbeitsfähig“ eingetragen. Seine Kennkarten-Nr. lautet A 00004. Hier verliert sich auch seine Spur... |
| Stolperstein für Dr. Siegfried Falkenstein (Salierring 3) | Hier wohnte Dr. Siegfried Falkenstein (Jahrgang 1880) Deportiert 1942 Minsk Ermordet | Salierring 3 (Standort)                                              | Nach Informationen, welche zum Zeitpunkt der Verlegung nicht bekannt waren, ist Siegfried Falkenstein in die USA geflüchtet und dort 1946 verstorben. |
| Stolperstein für Regina Feber (Zülpicher Platz 4) | Regina Feber, geb. Brender (Jahrgang 1879) Deportiert 1941 Łódź/Litzmannstadt Ermordet 1942 Chelmno/Kulmhof                                                                              | Zülpicher Platz 4 (Standort)                                         | Der ursprünglich 2001 verlegte Stolperstein wurde wegen starker Abnutzung am 11. April 2016 erneuert und neu verlegt. |
| Stolperstein für Anna Feibelmann (Kurfürstenstraße 18) | Hier wohnte Anna Feibelmann, geb. Bergheim (Jahrgang 1895) Deportiert 1941 Riga ??? | Kurfürstenstr. 18 (Standort)                                         | |
| Stolperstein für Jeanette Feilchenfeld (Mainzer Straße 22) | Hier wohnte Jeanette Feilchenfeld, geb. Herzfeld (Jahrgang 1866) Deportiert Ermordet in Auschwitz                                                                                        | Mainzer Str. 22 (Standort)                                           | |
| Stolperstein für Elly Feldmann (Kaesenstraße 24) | Hier wohnte Elly Feldmann, geb. Baer (Jahrgang 1888) Deportiert 1941 Łódź Auschwitz | Kaesenstr. 24 (Standort)                                             | Nach neueren Informationen, welche zum Zeitpunkt der Stolpersteinverlegung nicht bekannt waren, wurde Elly Feldmann im September 1942 von Litzmannstadt (Łódź) nach Kulmhof deportiert und dort ermordet. |
| Stolperstein für Hugo Hirsch Feldmann (Kaesenstraße 24) | Hier wohnte Hugo Hirsch Feldmann (Jahrgang 1882) Deportiert 1941 Łódź Tod 1943 | Kaesenstr. 24 (Standort)                                             | |
| Stolpersteine für Familie Fink Feldmann (Dasselstr. 22) | Hier wohnte Adolf Max Fink, (Jahrgang 1929) Flucht 1938 Holland Interniert 1943 Vught Westerbork Deportiert Auschwitz Ermordet 19.11.1943                                                | Dasselstr. 22 (Standort) weitere Bilder                              | Die Stolpersteine erinnern an die Angehörigen der Familie Fink. Die Eltern Mirel Fink und Pinkas Fink lebten seit ca. 1933 mit ihren Kindern im Gebäude Dasselstr. 22. Der Vater war Inhaber einer Druckerei, in der das Kölner Jüdische Wochenblatt gedruckt wurde. Eine geplante Emigration in die USA mißlang. Ihre beiden jüngeren Kinder Margot Fink und Max Adolf Fink schickten sie zu Verwandten in die Niederlande. Der älteste Sohn Oskar gelangte nach Palästina, die Tochter Regina Fink mit einem Kindertransport nach England. Mirel und Pinkas Fink zogen zu Verwandten nach Polen; sie wurden von dort deportiert und ermordet. Ihre Kinder Margot und Max Adolf wurden in das KZ Herzogenbusch verschleppt, Max Adolf von dort in das Durchgangslager Westerbork und weiter nach Auschwitz, wo er im Alter von 14 Jahren ermordet wurde. Die Tochter Margot Fink' wurde ebenfalls in das niederländische Konzentrationslager Vught deportiert. Nach mehr als einem Jahr Zwangsarbeit bei Philips wurde sie Mitte 1944 nach Auschwitz-Birkenau weiterverschleppt. Sie überlebte das Lager sowie auch den anschließenden Todesmarsch und gelangte über Schweden in die Niederlande zurück. Im Dezember 1946 emigrierte sie nach Palästina, lernte dort ihren späteren Ehemann Michael Berlin kennen und bekam mit ihm drei Töchter. Die Verlegung der Stolpersteine erfolgten am 12. Juni 2025 in Anwesenheit einer größeren Gruppe von Angehörigen, die aus Israel und Kanada angereist waren. |
| Stolperstein für Hene Mirl Fink (Dasselstr. 22) | Hier wohnte Hene Mirl Fink, geb. Wind (Jahrgang 1898) Flucht 1939 Polen Ermordet im besetzten Polen                                                                                      | Dasselstr. 22 (Standort)                                             | Die Stolpersteine erinnern an die Angehörigen der Familie Fink. Die Eltern Mirel Fink und Pinkas Fink lebten seit ca. 1933 mit ihren Kindern im Gebäude Dasselstr. 22. Der Vater war Inhaber einer Druckerei, in der das Kölner Jüdische Wochenblatt gedruckt wurde. Eine geplante Emigration in die USA mißlang. Ihre beiden jüngeren Kinder Margot Fink und Max Adolf Fink schickten sie zu Verwandten in die Niederlande. Der älteste Sohn Oskar gelangte nach Palästina, die Tochter Regina Fink mit einem Kindertransport nach England. Mirel und Pinkas Fink zogen zu Verwandten nach Polen; sie wurden von dort deportiert und ermordet. Ihre Kinder Margot und Max Adolf wurden in das KZ Herzogenbusch verschleppt, Max Adolf von dort in das Durchgangslager Westerbork und weiter nach Auschwitz, wo er im Alter von 14 Jahren ermordet wurde. Die Tochter Margot Fink' wurde ebenfalls in das niederländische Konzentrationslager Vught deportiert. Nach mehr als einem Jahr Zwangsarbeit bei Philips wurde sie Mitte 1944 nach Auschwitz-Birkenau weiterverschleppt. Sie überlebte das Lager sowie auch den anschließenden Todesmarsch und gelangte über Schweden in die Niederlande zurück. Im Dezember 1946 emigrierte sie nach Palästina, lernte dort ihren späteren Ehemann Michael Berlin kennen und bekam mit ihm drei Töchter. Die Verlegung der Stolpersteine erfolgten am 12. Juni 2025 in Anwesenheit einer größeren Gruppe von Angehörigen, die aus Israel und Kanada angereist waren. |
| Stolperstein für Margot Fink (Dasselstr. 22) | Hier wohnte Margot Fink, verh. Berlin (Jahrgang 1925) Flucht 1938 Holland Interniert 1943 Vught Deportiert 1944 Auschwitz Befreit                                                        | Dasselstr. 22 (Standort)                                             | Die Stolpersteine erinnern an die Angehörigen der Familie Fink. Die Eltern Mirel Fink und Pinkas Fink lebten seit ca. 1933 mit ihren Kindern im Gebäude Dasselstr. 22. Der Vater war Inhaber einer Druckerei, in der das Kölner Jüdische Wochenblatt gedruckt wurde. Eine geplante Emigration in die USA mißlang. Ihre beiden jüngeren Kinder Margot Fink und Max Adolf Fink schickten sie zu Verwandten in die Niederlande. Der älteste Sohn Oskar gelangte nach Palästina, die Tochter Regina Fink mit einem Kindertransport nach England. Mirel und Pinkas Fink zogen zu Verwandten nach Polen; sie wurden von dort deportiert und ermordet. Ihre Kinder Margot und Max Adolf wurden in das KZ Herzogenbusch verschleppt, Max Adolf von dort in das Durchgangslager Westerbork und weiter nach Auschwitz, wo er im Alter von 14 Jahren ermordet wurde. Die Tochter Margot Fink' wurde ebenfalls in das niederländische Konzentrationslager Vught deportiert. Nach mehr als einem Jahr Zwangsarbeit bei Philips wurde sie Mitte 1944 nach Auschwitz-Birkenau weiterverschleppt. Sie überlebte das Lager sowie auch den anschließenden Todesmarsch und gelangte über Schweden in die Niederlande zurück. Im Dezember 1946 emigrierte sie nach Palästina, lernte dort ihren späteren Ehemann Michael Berlin kennen und bekam mit ihm drei Töchter. Die Verlegung der Stolpersteine erfolgten am 12. Juni 2025 in Anwesenheit einer größeren Gruppe von Angehörigen, die aus Israel und Kanada angereist waren. |
| Stolperstein für Oskar Baruch Fink (Dasselstr. 22) | Hier wohnte Oskar Baruch Fink, (Jahrgang 1922) Flucht 1939 Palästina | Dasselstr. 22 (Standort)                                             | Die Stolpersteine erinnern an die Angehörigen der Familie Fink. Die Eltern Mirel Fink und Pinkas Fink lebten seit ca. 1933 mit ihren Kindern im Gebäude Dasselstr. 22. Der Vater war Inhaber einer Druckerei, in der das Kölner Jüdische Wochenblatt gedruckt wurde. Eine geplante Emigration in die USA mißlang. Ihre beiden jüngeren Kinder Margot Fink und Max Adolf Fink schickten sie zu Verwandten in die Niederlande. Der älteste Sohn Oskar gelangte nach Palästina, die Tochter Regina Fink mit einem Kindertransport nach England. Mirel und Pinkas Fink zogen zu Verwandten nach Polen; sie wurden von dort deportiert und ermordet. Ihre Kinder Margot und Max Adolf wurden in das KZ Herzogenbusch verschleppt, Max Adolf von dort in das Durchgangslager Westerbork und weiter nach Auschwitz, wo er im Alter von 14 Jahren ermordet wurde. Die Tochter Margot Fink' wurde ebenfalls in das niederländische Konzentrationslager Vught deportiert. Nach mehr als einem Jahr Zwangsarbeit bei Philips wurde sie Mitte 1944 nach Auschwitz-Birkenau weiterverschleppt. Sie überlebte das Lager sowie auch den anschließenden Todesmarsch und gelangte über Schweden in die Niederlande zurück. Im Dezember 1946 emigrierte sie nach Palästina, lernte dort ihren späteren Ehemann Michael Berlin kennen und bekam mit ihm drei Töchter. Die Verlegung der Stolpersteine erfolgten am 12. Juni 2025 in Anwesenheit einer größeren Gruppe von Angehörigen, die aus Israel und Kanada angereist waren. |
| Stolperstein für Pinkas Fink (Dasselstr. 22) | Hier wohnte Pinkas Fink (Jahrgang 1889) 'Polenaktion' 1938 Bentschen / Zbąszyń Gedemütigt / Entrechtet Ermordet im besetzten Polen                                                       | Dasselstr. 22 (Standort)                                             | Die Stolpersteine erinnern an die Angehörigen der Familie Fink. Die Eltern Mirel Fink und Pinkas Fink lebten seit ca. 1933 mit ihren Kindern im Gebäude Dasselstr. 22. Der Vater war Inhaber einer Druckerei, in der das Kölner Jüdische Wochenblatt gedruckt wurde. Eine geplante Emigration in die USA mißlang. Ihre beiden jüngeren Kinder Margot Fink und Max Adolf Fink schickten sie zu Verwandten in die Niederlande. Der älteste Sohn Oskar gelangte nach Palästina, die Tochter Regina Fink mit einem Kindertransport nach England. Mirel und Pinkas Fink zogen zu Verwandten nach Polen; sie wurden von dort deportiert und ermordet. Ihre Kinder Margot und Max Adolf wurden in das KZ Herzogenbusch verschleppt, Max Adolf von dort in das Durchgangslager Westerbork und weiter nach Auschwitz, wo er im Alter von 14 Jahren ermordet wurde. Die Tochter Margot Fink' wurde ebenfalls in das niederländische Konzentrationslager Vught deportiert. Nach mehr als einem Jahr Zwangsarbeit bei Philips wurde sie Mitte 1944 nach Auschwitz-Birkenau weiterverschleppt. Sie überlebte das Lager sowie auch den anschließenden Todesmarsch und gelangte über Schweden in die Niederlande zurück. Im Dezember 1946 emigrierte sie nach Palästina, lernte dort ihren späteren Ehemann Michael Berlin kennen und bekam mit ihm drei Töchter. Die Verlegung der Stolpersteine erfolgten am 12. Juni 2025 in Anwesenheit einer größeren Gruppe von Angehörigen, die aus Israel und Kanada angereist waren. |
| Stolperstein für Regina Fink (Dasselstr. 22) | Hier wohnte Regina Fink, (Jahrgang 1923) Kindertransport 1939 England | Dasselstr. 22 (Standort)                                             | Die Stolpersteine erinnern an die Angehörigen der Familie Fink. Die Eltern Mirel Fink und Pinkas Fink lebten seit ca. 1933 mit ihren Kindern im Gebäude Dasselstr. 22. Der Vater war Inhaber einer Druckerei, in der das Kölner Jüdische Wochenblatt gedruckt wurde. Eine geplante Emigration in die USA mißlang. Ihre beiden jüngeren Kinder Margot Fink und Max Adolf Fink schickten sie zu Verwandten in die Niederlande. Der älteste Sohn Oskar gelangte nach Palästina, die Tochter Regina Fink mit einem Kindertransport nach England. Mirel und Pinkas Fink zogen zu Verwandten nach Polen; sie wurden von dort deportiert und ermordet. Ihre Kinder Margot und Max Adolf wurden in das KZ Herzogenbusch verschleppt, Max Adolf von dort in das Durchgangslager Westerbork und weiter nach Auschwitz, wo er im Alter von 14 Jahren ermordet wurde. Die Tochter Margot Fink' wurde ebenfalls in das niederländische Konzentrationslager Vught deportiert. Nach mehr als einem Jahr Zwangsarbeit bei Philips wurde sie Mitte 1944 nach Auschwitz-Birkenau weiterverschleppt. Sie überlebte das Lager sowie auch den anschließenden Todesmarsch und gelangte über Schweden in die Niederlande zurück. Im Dezember 1946 emigrierte sie nach Palästina, lernte dort ihren späteren Ehemann Michael Berlin kennen und bekam mit ihm drei Töchter. Die Verlegung der Stolpersteine erfolgten am 12. Juni 2025 in Anwesenheit einer größeren Gruppe von Angehörigen, die aus Israel und Kanada angereist waren. |
| Stolperstein für Bernhard Franken (Titusstraße 10) | Hier wohnte Bernhard Franken (Jahrgang 1874) Deportiert 1941 Łódź Tot 1942 | Titusstr. 10 (Standort)                                              | Nach neueren Informationen, welche zum Zeitpunkt der Stolpersteinverlegung nicht bekannt waren, starb Bernhard Franken am 14. August 1942 im Ghetto Litzmannstadt (Łódź). |
| Stolperstein für Martha Franken (Titusstraße 10) | Hier wohnte Martha Franken, geb. Levy (Jahrgang 1874) Deportiert 1941 Tod am 20. Juni 1942 in Łódź                                                                                       | Titusstr. 10 (Standort)                                              | Die im Februar 2001 verlegten Stolpersteine zeigen seit 2004 Spuren von Gewalteinwirkung. |
| Stolperstein für Liesel Freundlich (Hardefuststraße 8) | Hier wohnte Liesel Freundlich, geb. Seligmann (Jahrgang 1923) Deportiert 1941 Łódź ???                                                                                                   | Hardefuststr. 8 (Standort)                                           | Nach neueren Informationen, welche zum Zeitpunkt der Stolpersteinverlegung nicht bekannt waren, starb Liesel Freundlich am 11. Oktober 1943 im Ghetto Litzmannstadt (Łódź). |
| | Hier wohnte Eugen Friedberger (Jahrgang 1882) deportiert 1941 Łodz/Litzmannstadt ermordet Sept. 1942 Chelmno/Kulmhof                                                                     | Veledastraße 13 (Standort)                                           | |
| | Hier wohnte Karola Friedberger, geb. Schindler (Jahrgang 1895) deportiert 1941 Łodz/Litzmannstadt ermordet Sept. 1942 Chelmno/Kulmhof                                                    | Veledastraße 13 (Standort)                                           | |
| Stolperstein für Anna Friedemann (Kaesenstraße 24) | Hier wohnte Anna Friedemann, geb. Wolf (Jahrgang 1893) Deportiert 1941 Łódź Für tot erklärt                                                                                              | Kaesenstr. 24 (Standort)                                             | |
| Stolperstein für Bernhard Friedemann (Boisseréestraße 3) | Hier wohnte Bernhard Friedemann (Jahrgang 1882) Deportiert 1942 Minsk Ermordet 24. Juli 1942                                                                                             | Boisseréestr. 3 (Standort)                                           | Der am 31. März 2014 verlegte Stolperstein erinnert an Bernhard Friedemann, geboren am 16. Dezember 1882 in Altstadt. Der Kaufmann Bernhard Friedemann war der Sohn von Yekutiel und Gertrude Friedemann (geb. Rosenau). Er war verheiratet mit Melinka Nelli Friedemann (geb. Jakob) und Vater der gemeinsamen Tochter Ursula. Seit 1930 zog die Familie mehrfach innerhalb Kölns um. 1942 mussten sie in das Ghettohaus Beethovenstraße 16 einziehen und wurden am 20. Juli 1942 von Köln-Deutz mit dem Sonderzug DA 219 nach Minsk deportiert. Am 24. Juli 1942 wurden sie im Wald von Blagowschtschina (Vernichtungslager Maly Trostinez) erschossen. |
| Stolperstein für Melinka Nelli Friedemann (Boisseréestraße 3) | Hier wohnte Melinka Nelli Friedemann, geb. Jakob (Jahrgang 1882) Deportiert 1942 Minsk Ermordet 24. Juli 1942                                                                            | Boisseréestr. 3 (Standort)                                           | Der am 31. März 2014 verlegte Stolperstein erinnert an Melinka Nelli Friedemann (geb. Jakob), geboren am 10. Mai 1887 in Tholey. Die Hausfrau Melinka Friedemann war die Tochter von Moses und Theresia Jakob (geb. Kern). Sie war verheiratet mit Bernhard Friedemann und Mutter der gemeinsamen Tochter Ursula. Seit 1930 zog die Familie mehrfach innerhalb Kölns um. 1942 mussten sie in das Ghettohaus Beethovenstraße 16 einziehen und wurden am 20. Juli 1942 von Köln-Deutz mit dem Sonderzug DA 219 nach Minsk deportiert. Am 24. Juli 1942 wurden sie im Wald von Blagowschtschina (Vernichtungslager Maly Trostinez) erschossen. |
| Stolperstein für Richard Friedemann (Kaesenstraße 24) | Hier wohnte Richard Friedemann (Jahrgang 1901) Deportiert 1941 Łódź Für tot erklärt | Kaesenstr. 24 (Standort)                                             | Nach neueren Informationen, welche zum Zeitpunkt der Stolpersteinverlegung nicht bekannt waren, starb Richard Friedemann am 2. Juli 1943 im Ghetto Litzmannstadt (Łódź). |
| Stolperstein für Ursula Friedemann (Boisseréestraße 3) | Hier wohnte Ursula Friedemann (Jahrgang 1929) Deportiert 1942 Minsk Ermordet 24. Juli 1942                                                                                               | Boisseréestr. 3 (Standort)                                           | Der am 31. März 2014 verlegte Stolperstein erinnert an Ursula Friedemann, geboren am 7. Dezember 1929 in Köln. Ursel Ursula Friedemann war die Tochter von Bernhard und Melinka Friedemann (geb. Jakob). Seit 1930 zog die Familie mehrfach innerhalb Kölns um. 1942 mussten sie in das Ghettohaus Beethovenstraße 16 einziehen und wurden am 20. Juli 1942 von Köln-Deutz mit dem Sonderzug DA 219 nach Minsk deportiert. Am 24. Juli 1942 wurden sie im Wald von Blagowschtschina (Vernichtungslager Maly Trostinez) erschossen. |
| Stolperstein für Dora Friedland (Kurfürstenstraße 18) | Hier wohnte Dora Friedland, geb. van der Rhoer (Jahrgang 1866) Deportiert 1941 Riga Verschollen                                                                                          | Kurfürstenstr. 18 (Standort)                                         | |
| Stolperstein für Arthur Fröhlich (Stolzestraße 16) | Hier wohnte Arthur Fröhlich (Jahrgang 1900) Deportiert 1942 Auschwitz Ermordet 30. September 1942                                                                                        | Stolzestr. 16 (Standort)                                             | Der Stolperstein erinnert an Arthur Fröhlich, geboren am 27. Oktober 1900 in Euskirchen. Arthur Fröhlich war der uneheliche Sohn von Clothilde Harf und Hermann Fröhlich. Der Dekorationsmaler Arthur Fröhlich lebte zuletzt in Köln und war mit Anna Goldmann verheiratet. Er wurde 1942 deportiert. Am 5. März 1943 wurde er im Konzentrationslager Auschwitz als Häftling 106224 registriert. Am 3. Mai 1943 wurde er hier ermordet. |
| Stolperstein für Artur Fröhlich (Engelbertstraße 65) | Hier wohnte Artur Fröhlich (Jahrgang 1885) Deportiert 1941 Łódź Für tot erklärt | Engelbertstr. 65 (Standort)                                          | Nach neueren Informationen, welche zum Zeitpunkt der Stolpersteinverlegung nicht bekannt waren, wurde Arthur Fröhlich im Mai 1942 von Litzmannstadt (Łódź) nach Kulmhof deportiert und dort ermordet. |
| Stolperstein für Frieda Fröhlich (Engelbertstraße 65) | Hier wohnte Frieda Fröhlich, geb. Noah (Jahrgang 1897) Deportiert 1941 Łódź Für tot erklärt                                                                                              | Engelbertstr. 65 (Standort)                                          | Nach neueren Informationen, welche zum Zeitpunkt der Stolpersteinverlegung nicht bekannt waren, wurde Frieda Fröhlich im Mai 1942 von Litzmannstadt (Łódź) nach Kulmhof deportiert und dort ermordet. |
| Stolperstein für Frieda Fröhlich (Heinsbergstraße 22) | Hier wohnte Frieda Fröhlich, geb. Ulrichstein (Jahrgang 1890) Deportiert 1941 Łódź ???                                                                                                   | Heinsbergstr. 22 (Standort)                                          | Nach neueren Informationen, welche zum Zeitpunkt der Stolpersteinverlegung nicht bekannt waren, wurde Frieda Fröhlich im Mai 1942 von Litzmannstadt (Łódź) nach Kulmhof deportiert und dort ermordet. |
| Stolperstein für Helen Fröhlich (Zülpicher Platz 4) | Helene Fröhlich (Jahrgang 1884) Deportiert 1941 Łódź/Litzmannstadt Ermordet 1942 Chelmno/Kulmhof                                                                                         | Zülpicher Platz 4 (Standort)                                         | Der ursprünglich 2001 verlegte Stolperstein wurde wegen starker Abnutzung am 11. April 2016 erneuert und neu verlegt. |
| Stolperstein für Benno Fuchs (Hardefuststraße 8) | Hier wohnte Benno Fuchs (Jahrgang 1902) Deportiert 1941 Łódź Auschwitz Für tot erklärt                                                                                                   | Hardefuststr. 8 (Standort)                                           | |
| Stolperstein für Ernst Gans (Bonner Straße 33) | Hier wohnte Ernst Gans (Jahrgang 1939) Deportiert 1941 Riga | Bonner Str. 33 (Standort)                                            | |
| Stolperstein für Paula Gans (Bonner Straße 33) | Hier wohnte Paula Gans, geb. Rothschild (Jahrgang 1890) Deportiert 1941 Riga Für tot erklärt                                                                                             | Bonner Str. 33 (Standort)                                            | |
| Stolperstein für Ruth Gans (Bonner Straße 33) | Hier wohnte Ruth Gans (Jahrgang 1890) Deportiert 1941 Riga | Bonner Str. 33 (Standort)                                            | |
| Stolperstein für Willi Gans (Bonner Straße 33) | Hier wohnte Willi Gans (Jahrgang 1883) Deportiert 1941 Riga Für tot erklärt | Bonner Str. 33 (Standort)                                            | |
| Stolperstein für Auguste Ganter-Gilmans (Händelstraße 20) | Hier wohnte Auguste Ganter-Gilmans, geb. Willner (Jahrgang 1883) Deportiert 1943 Theresienstadt                                                                                          | Händelstr. 20 (Standort)                                             | Der Stolperstein erinnert an Auguste Ganter-Gilmans (geb. Willner), geboren am 17. April 1883 in Wien. Die Hausfrau Auguste Ganter-Gilmans war die Ehefrau von Paul Ganter-Gilmans und die Mutter von Hans-Paul Ganter-Gilmans. Auguste Ganter-Gilmans wurde am 28. Oktober 1943, mit dem Transport III/10 in das Ghetto Theresienstadt deportiert. In der Transportliste wird Auguste Ganter-Gillmanns als Witwe bezeichnet mit der Wohnadresse Händelstraße 20. Der Transport wurde mit Ankunft am 30. Oktober 1942 in Theresienstadt registriert. Auguste Ganter-Gilmans wurde 1945 von der Roten Armee befreit. Sie kehrte 1945 nach Köln zurück. |
| Stolperstein für Peter Ganter-Gilmans (Händelstraße 20) | Hier wohnte Peter Ganter-Gilmans (Jahrgang 1876) Verhaftet Sachsenhausen Ermordet 20. Oktober 1943                                                                                       | Händelstr. 20 (Standort)                                             | Der Stolperstein erinnert an Peter Ganter-Gilmans, geboren 1876. Der katholische, selbständige Kaufmann Peter Ganter-Gilmans war der Ehemann von Auguste Ganter-Gilmans (geb. Willner) und der Vater von Hans-Paul Ganter-Gilmans. Peter Ganter-Gilmans wurde im Dezember 1942 verhaftet und im KZ Sachsenhausen interniert, dort starb er im Oktober 1943 |
| Stolperstein für Adele Gatzert (Lothringer Straße 51) | Hier wohnte Adele Gatzert, geb. Seligmann (Jahrgang 1889) Deportiert 1943 Auschwitz Für tot erklärt                                                                                      | Lothringer Str. 51 (Verlegestelle Ecke Kleingedankstraße) (Standort) | Der Stolperstein erinnert an Adele Gatzert (geb. Seligmann), geboren am 30. September 1889 in Köln. Adele Gatzert war die Ehefrau von Richard Gatzert. Am 15. Januar 1943 wurde Adele Gatzert gemeinsam mit ihrem Ehemann zunächst nach Berlin und von dort aus, am 29. Januar 1943, mit dem 27. Osttransport nach Auschwitz deportiert. In der Transportliste wurde Adele Gatzert als „verheiratet“ und „arbeitsfähig“ mit der Adresse Utrechter Straße 6 eingetragen. Ihre Kennkarten-Nr. lautet J 02609. Dort verliert sich ihre Spur... |
| Stolperstein für Richard Gatzert (Lothringer Straße 51) | Hier wohnte Dr. Richard Gatzert (Jahrgang 1887) Deportiert 1943 Auschwitz Für tot erklärt                                                                                                | Lothringer Str. 51 (Verlegestelle Ecke Kleingedankstraße) (Standort) | Der Stolperstein erinnert an Dr. Richard Gatzert, geboren am 29. März 1887 in Köln. Richard Gatzert war der Sohn des Kaufmanns Heinrich Gatzert und seiner Frau Julia, geb. Levy. 1905 machte er am Gymnasium Kreuzgasse sein Abitur und studierte in Genf, München, Berlin und Bonn Rechtswissenschaften. Am 26. Mai 1908 legte er das Referendarexamen in Köln ab. Die Große Staatsprüfung bestand er im Dezember 1913 und wurde zum Gerichtsassessor ernannt. Schon am 27. September 1913 erwarb er, mit einer Dissertation über „Pfändungsrecht“, den Titel eines Dr. jur. Am 16. April 1914 wurde er als Rechtsanwalt beim Amts- und Landgericht Köln zugelassen. Richard Gatzert praktizierte zunächst in seiner Kanzlei in der Ehrenstraße 31, ab Januar 1927 dann am Habsburgerring 14 und ab 1935 am Kaiser-Wilhelm-Ring 30. Die Zulassung zum Anwalt wurde ihm, nach der Fünften Verordnung zum Reichsbürgergesetz, am 30. November 1938 entzogen. Richard Gatztert stellte einen Antrag auf Zulassung als jüdischer Konsulent, welcher abgelehnt wurde. Gatzert war ein aktives Mitglied der jüdischen Gemeinde, wirkte mit in der Verwaltung des jüdischen Krankenhauses in Köln und war 1936 der letzte Präsident der Rheinland-Loge. In den Jahren 1941 und 1942 war Gatzert als „ohne Gewerbe“ gemeldet. Am 15. Januar 1943 wurde Richard Gatzert gemeinsam mit seiner Ehefrau Adele zunächst nach Berlin und von dort aus, am 29. Januar 1943, mit dem 27. Osttransport nach Auschwitz deportiert. In der Transportliste wurde Richard Gatzert als „verheiratet“ und „arbeitsfähig“ mit der Adresse Utrechter Straße 6 eingetragen. Seine Kennkarten-Nr. lautet J 02608. Dort verliert sich seine Spur... Mit Datum vom 8. Mai 1945 wurde Richard Gatzert für tot erklärt. Für Dr. Richard Gatzert wurde an seiner ehemaligen Schule (Vogelsanger Straße 1) ein weiterer Stolperstein verlegt. |
| Stolperstein für Else Glaser (Aachener Straße 28) | Hier wohnte Else Glaser (Jahrgang 1884) Deportiert 1941 Łódź Tot 16. März 1942 | Aachener Str. 28 (Standort)                                          | Der im Juli 2000 verlegte Stolperstein erinnert an Else Glaser, geboren 1884. |
| Stolperstein für Karola Goetze (Stolzestraße 14) | Hier wohnte Karola Goetze, geb. Faber (Jahrgang 1920) Deportiert Ermordet in Auschwitz                                                                                                   | Stolzestr. 14 (Standort)                                             | Der Stolperstein erinnert an Karola Götze (geb. Faber), geboren am 7. April 1920 in Bengel. Karola Karoline Götze (Goetze) war die Tochter von Rosa und Samson Faber. Die Familie Faber lebte zunächst in Bengel. Sie heiratete Willi Jacob Götze (geb. 11. September 1921 in Barmen-Elberfeld), wohnte in Wuppertal und war als Krankenschwester tätig. 1939 zogen die Familien Faber / Götze nach Köln. Ab 1939 arbeitete sie als Krankenschwester im Israelitischen Asyl. Zusammen mit ihren Eltern Rosa und Samson Faber sowie ihrem Mann musste sie 1941/42 die Wohnung in der Stolzestraße verlassen und wurde in das Barackenlager Fort V Müngersdorf verbracht. Von hier wurde sie zusammen mit ihrem Mann und ihren Eltern am 15. Januar 1943 zunächst nach Berlin und von dort aus, am 29. Januar 1943, mit dem 27. Osttransport nach Auschwitz deportiert. In der Transportliste wurde Karoline Götze als „verheiratet“ und „arbeitsfähig“ eingetragen. Ihre Kennzeichen-Nr. lautet 28108. Hier verliert sich auch ihre Spur... |
| Stolperstein für Myrtel Goldenberg (Hohenstaufenring 17) | Hier wohnte Myrtel Goldenberg (Jahrgang 1924) Unfreiwillig verzogen 1938 Berlin Verhaftet 21. September 1939 Sachsenhausen Ermordet 13. März 1942                                        | Hohenstaufenring 17 (Standort)                                       | Der am 22. November 2017 verlegte Stolperstein erinnert an Myrtel Goldenberg, geboren am 1. Mai 1924 in Köln. Myrtel Goldenberg war die Tochter von Sami Goldenberg und seiner Frau Edel Erna Speier Holstein. Am 21. September 1939 wurde Myrtel Goldenberg in Berlin verhaftet und im KZ Sachsenhausen inhaftiert. Am 1. April 1942 starb sie im Außenlager des KZ Klinkerwerk Oranienburg. Ihre Häftlingsnummern waren 9615 und 18925 |
| Stolperstein für Alfred Goldfisch (Titusstraße 10) | Hier wohnte Alfred Goldfisch (Jahrgang 1874) Deportiert 1941 Tod am 4. März 1942 in Łódź                                                                                                 | Titusstr. 10 (Standort)                                              | Die im Februar 2001 verlegten Stolpersteine zeigen seit 2004 Spuren von Gewalteinwirkung. Nach neueren Informationen, welche zum Zeitpunkt der Stolpersteinverlegung nicht bekannt waren, starb Alfred Goldfisch am 14. März 1942 im Ghetto Litzmannstadt (Łódź). |
| Stolperstein für Frieda Goldfisch (Titusstraße 10) | Hier wohnte Frieda Goldfisch, geb. Heumann (Jahrgang 1879) Deportiert 1941 Tod am 2. Februar 1942 in Łódź                                                                                | Titusstr. 10 (Standort)                                              | Die im Februar 2001 verlegten Stolpersteine zeigen seit 2004 Spuren von Gewalteinwirkung. |
| Stolperstein für Franziska Gottschalk (Beethovenstraße 10) | Hier wohnte Franziska Gottschalk, geb. Scheuer (Jahrgang 1873) Flucht 1939 USA Tot 4. April 1943                                                                                         | Beethovenstr. 10 (Standort)                                          | Der am 4. April 2017 verlegte Stolperstein erinnert an Franziska Gottschalk. |
| Stolperstein für Ella grundmann (Trajanstraße 41) | Hier wohnte Ella Grundmann (Jahrgang 1886) Deportiert 1941 Łódź Für tot erklärt | Trajanstr. 41 (Standort)                                             | Nach neueren Informationen, welche zum Zeitpunkt der Stolpersteinverlegung nicht bekannt waren, wurde Ella Grundmann im Mai 1942 von Litzmannstadt (Łódź) nach Kulmhof deportiert und dort ermordet. |
| Stolperstein für Paula Grünewald (Hardefuststraße 8) | Hier wohnte Paula Grünewald, geb. Fischbach (Jahrgang 1889) Deportiert 1941 Riga Ermordet                                                                                                | Hardefuststr. 8 (Standort)                                           | Der im März 2015 verlegte Stolperstein erinnert an Paula Grünewald (geb. Fischbach, gesch. Windmüller), geboren am 25. März 1889 in Meinerzhagen. Die Hausfrau Paula Grünewald war die Tochter von Jacob und Emma Fischbach (geb. Stern) und die Ehefrau des Kaufmanns Sally Grünewald. Die Eheleute Grünewald wurden aus Köln am 7. Dezember 1941 in das Ghetto Riga deportiert. |
| Stolperstein für Sally Grünewald (Hardefuststraße 8) | Hier wohnte Sally Grünewald, (Jahrgang 1887) Deportiert 1941 Riga Ermordet | Hardefuststr. 8 (Standort)                                           | Der im März 2015 verlegte Stolperstein erinnert an Sally Salomon Grünewald, geboren am 4. Mai 1887 in Waldgirmes. Der Kaufmann Sally Grüneberg war der Sohn von Samuel und Johanna Grünewald (geb. Schlesinger) und der Ehemann von Paula Grünewald. Das Ehepaar Grünewald lebte nach ihrer Hochzeit in Herdecke in der Hauptstraße 72, wo Sally Grünewald bis zu seiner Inhaftierung während der Reichspogromnacht das Kaufhaus Speyer gepachtet hatte. Nach seiner Entlassung aus dem KZ Sachsenhausen am 15. Dezember 1938 zogen die Eheleute im Jahr 1939 in das Ghettohaus Hardefuststr. 8 in Köln. Die Eheleute Grünewald wurden aus Köln am 7. Dezember 1941 in das Ghetto Riga deportiert. Für die Eheleute und ihren Sohn Heinz, welcher den Holocaust überlebte und im Jahre 1954 verstarb, wurden bereits im September 2006 in der Hauptstraße 72 in Herdecke Stolpersteine verlegt. |
| Stolperstein für Dr. Ilse Sophie Günther (Hohenstaufenring 31) | Hier wohnte Dr. Ilse Sophie Günther, geb. Horstmann (Jahrgang 1901) Emigriert 1935 UdSSR ??? Für tot erklärt                                                                             | Hohenstaufenring 31 (Standort)                                       | |
| Stolperstein für Dr. Max Günther (Hohenstaufenring 31) | Hier wohnte Dr. Max Günther (Jahrgang 1901) Emigriert 1935 UdSSR ??? Für tot erklärt | Hohenstaufenring 31 (Standort)                                       | |
| Stolperstein für Ruth Günther (Hohenstaufenring 31) | Hier wohnte Ruth Günther (Jahrgang 1930) Emigriert 1935 UdSSR ??? Für tot erklärt | Hohenstaufenring 31 (Standort)                                       | |
| | Hier wohnte Emma Guggenheimer, geb. Wolff (Jahrgang 1887) Flucht 1933 USA | Maternusstraße 5 (Standort)                                          | |
| | Hier wohnte Frieda Ruth Guggenheimer, verh. Schubel (Jahrgang 1910) Flucht 1936 USA | Maternusstraße 5 (Standort)                                          | |
| | Hier wohnte Salomon Guggenheimer (Jahrgang 1881) Flucht 1933 USA | Maternusstraße 5 (Standort)                                          | |
| Stolperstein für Eduard Haas (Am Duffesbach) | Hier wohnte Eduard Haas (Jahrgang 1884) Mehrmals verhaftet Zuletzt 21. März 1942 'Schutzhaft' 'Personenschmuggel' Buchenwald Ermordet 8. Juli 1942                                       | Am Duffesbach (Verlegestelle Am Duffesbach 18–20) (Standort)         | |
| Stolperstein für Berthold Hallenstein (Lützowstraße 6) | Hier wohnte Berthold Hallenstein (Jahrgang 1889) Deportiert 1941 Riga Von SS erschlagen                                                                                                  | Lützowstr. 6 (Standort)                                              | |
| Stolperstein für Alfred Harf (Brüsseler Straße 17) | Hier wohnte Alfred Harf (Jahrgang 1888) Deportiert 1941 Łódź ??? | Brüsseler Str. 17 (Standort)                                         | Nach neueren Informationen, welche zum Zeitpunkt der Stolpersteinverlegung nicht bekannt waren, wurde Alfred Harf im Mai 1942 von Litzmannstadt (Łódź) nach Kulmhof deportiert und dort ermordet. |
| Stolperstein für Helen Hartmann (Roonstraße 28) | Hier wohnte Helen Hartmann (Jahrgang 1879) Deportiert 1941 Riga | Roonstr. 28 (Standort)                                               | |
| Stolperstein für Norbert Hartmann (Roonstraße 28) | Hier wohnte Norbert Hartmann (Jahrgang 1901) Deportiert 1941 Riga Verschollen | Roonstr. 28 (Standort)                                               | |
| Stolperstein für Lea Hecht (Engelbertstraße 44) | Hier wohnte Lea Hecht (Jahrgang 1889) Deportiert 1941 Łódź ??? | Engelbertstr. 44 (Standort)                                          | Nach neueren Informationen, welche zum Zeitpunkt der Stolpersteinverlegung nicht bekannt waren, wurde Lea Hecht im Mai 1942 von Litzmannstadt (Łódź) nach Kulmhof deportiert und dort ermordet. |
| Stolperstein für Dittmar Heilbronn (Engelbertstraße 67) | Hier wohnte Dittmar Heilbronn (Jahrgang 1872) Deportiert 1942 Theresienstadt Ermordet im Januar 1944                                                                                     | Engelbertstr. 67 (Standort)                                          | |
| Stolperstein für Hugo Heilbrunn (Luxemburger Straße 37) | Hier wohnte Hugo Heilbrunn, (Jahrgang 1905) 'Schutzhaft' 1938 Buchenwald Flucht 1939 England                                                                                             | Luxemburger Str. 37 (Standort)                                       | Der am 26. September 2019 verlegte Stolperstein erinnert an Hugo Heilbrunn, geboren am 22. August 1905 in Frickhofen. Hugo Heilbrunn wurde als Sohn des Metzgers Samuel und seiner Frau Sara in Frickhofen in Hessen geboren. Er hatte eine ältere Schwester und einen jüngeren Bruder sowie mehrere Stiefgeschwister. Nach dem Tod des Vaters verkaufte der das elterliche Haus in Frickhofen und zog in den Raum Köln, wo er sich im Rheinland und Niederrhein als Viehhändler betätigte. Im Rahmen der Novemberpogrome wurde er am 9. November 1938 im Hotel Ernst-August in Bad Harzburg verhaftet, ins Gefängnis Wolfenbüttel verschleppt und seit dem 11. November 1938 im Konzentrationslager Buchenwald in Schutzhaft genommen (Haftnummer 3921). Am 12. April 1939 wurde er entlassen und kehrte nach Köln zurück. Am 6. Juni 1939 heiratete er in Köln Selma Berger. Am 1. August 1939 flüchtete er nach England und kam zunächst ins Übergangslager Kitchener Camp. Es war geplant, dass seine Frau im September 1939 nachkommen sollte. Der Kriegsausbruch verhinderte jedoch die Flucht seiner Frau. Sie wurde im Holocaust ermordet. Hugo Heilbrunn fand in London eine Anstellung als Lagerverwalter in der Lederwaren-Firma G & K Leathers Ltd. In London lernte er seine zweite Frau Greta Feldmann kennen, die 1939 aus Wien geflüchtet war. Während dieser frühen Jahre in England wurde er durch das German Jewish Aid Committee unterstützt. Hugo Heilbrunn heiratete am 24. Mai 1946 seine zweite Frau. Sie wurden 1948 eingebürgert und hatten zwei Kinder. Hugo Heilbronn starb am 10. Juli 1988 in Royal Borough of Kensington and Chelsea. |
| Stolperstein für Selma Heilbrunn (Luxemburger Straße 37) | Hier wohnte Selma Heilbrunn, geb. Berger (Jahrgang 1910) Deportiert 1941 Łódź Für tot erklärt                                                                                            | Luxemburger Str. 37 (Standort)                                       | Der verlegte Stolperstein erinnert an Selma Heilbrunn (geborene Berger), geboren am 22. Januar 1910 in Niederzissen. Selma Berger wurde gemeinsam mit ihrer Zwillingsschwester Sophia als erste Töchter des jüdischen Malers Julius Berger und seiner Ehefrau Josefine, geb. Eggener geboren. Der Vater wurde im Ersten Weltkrieg eingezogen und kämpfte im 6. Rheinischen Infanterie-Regiments Nr. 68. Er ist 1918 in der Schlacht bei Armentières gefallen. Die Witwe musste die drei Kinder allein versorgen. Selma Heilbrunn arbeitete als Schneiderin. Mitte der 1930er Jahre lernte sie den Viehhändler Hugo Heilbrunn kennen, den sie am 6. Juni 1939 in Köln heiratete. Nachdem ihr Mann 1938 verhaftet und ins Konzentrationslager Buchenwald verschleppt wurde, bemühte sich Selma Heilbrunn um die Ausreisepapiere. Es gelang ihr Visas für Amerika zu bekommen. Während ihrem Mann im August 1939 zunächst die Flucht nach England gelang, wurde ihr die Ausreise im September 1939 aufgrund des Kriegsbeginns verweigert. Sie wurde am 22. Oktober 1941 gemeinsam mit der vierköpfigen Familie ihrer Zwillingsschwester Sophia, ihrem Bruder Artur und ihrer Mutter mit dem I. Transport von Köln ins Ghetto Litzmannstadt deportiert. Nach neueren Informationen, welche zum Zeitpunkt der Stolpersteinverlegung nicht bekannt waren, wurde Selma Heilbrunn im Mai 1942 von Litzmannstadt (Łódź) nach Kulmhof deportiert und dort ermordet. |
| Stolperstein für Anna Heimbach (Heinsbergstraße 22) | Hier wohnte Anna Heimbach, geb. Glaser (Jahrgang 1897) Deportiert 1941 Łódź Für tot erklärt                                                                                              | Heinsbergstr. 22 (Standort)                                          | Nach neueren Informationen, welche zum Zeitpunkt der Stolpersteinverlegung nicht bekannt waren, wurde Anna Heimbach im Sommer 1944 von Litzmannstadt (Łódź) nach Kulmhof deportiert und dort ermordet. |
| Stolperstein für Hugo Heimbach (Heinsbergstraße 22) | Hier wohnte Hugo Heimbach (Jahrgang 1892) Deportiert 1941 Łódź Tod am 8. August 1942 | Heinsbergstr. 22 (Standort)                                          | |
| Stolperstein für Walter Ernst Heimbach (Heinsbergstraße 22) | Hier wohnte Walter Ernst Heimbach (Jahrgang 1923) Deportiert 1941 Łódź Für tot erklärt                                                                                                   | Heinsbergstr. 22 (Standort)                                          | Nach neueren Informationen, welche zum Zeitpunkt der Stolpersteinverlegung nicht bekannt waren, wurde Walter Ernst Heimbach im Sommer 1944 von Litzmannstadt (Łódź) nach Kulmhof deportiert und dort ermordet. |
| Stolperstein für Max Herrmann (Zülpicher Platz 4) | Max Herrmann (Jahrgang 1890) Deportiert 1941 Łódź/Litzmannstadt Ermordet 1942 Chelmno/Kulmhof                                                                                            | Zülpicher Platz 4 (Standort)                                         | Der ursprünglich 2001 verlegte Stolperstein wurde wegen starker Abnutzung am 11. April 2016 erneuert und neu verlegt. |
| Stolperstein für Albert Hertz (Görresstraße 15) | Hier wohnte Albert Hertz (Jahrgang 1882) Deportiert 1941 Łódź ??? | Görresstr. 15 (Standort)                                             | |
| Stolperstein für Eduard Hertz (Maria-Hilf-Straße 3) | Hier wohnte Eduard Hertz (Jahrgang 1900) Deportiert 1941 Łódź Tod in Theresienstadt | Maria-Hilf-Str. 3 (Standort)                                         | |
| Stolperstein für Emmy Hertz (Maria-Hilf-Straße 3) | Hier wohnte Emmy Hertz (Jahrgang 1893) Deportiert Verschollen | Maria-Hilf-Str. 3 (Standort)                                         | |
| Stolperstein für Hannelore Hertz (Görresstraße 15) | Hier wohnte Hannelore Hertz (Jahrgang 1930) Deportiert 1941 Łódź Für tot erklärt | Görresstr. 15 (Standort)                                             | |
| Stolperstein für Henriette Hertz (Görresstraße 15) | Hier wohnte Henriette Hertz, geb. Schmitz (Jahrgang 1888) Deportiert 1941 Łódź Für tot erklärt                                                                                           | Görresstr. 15 (Standort)                                             | |
| Stolperstein für Henriette Hertz (Lindenstraße 84) | Hier wohnte Henriette Hertz, geb. Ullmann (Jahrgang 1873) Emigriert in Brüssel Von der Gestapo ermordet                                                                                  | Lindenstr. 84 (Standort)                                             | |
| Stolperstein für Johanna Hertz (Maria-Hilf-Straße 3) | Hier wohnte Johanna Hertz (Jahrgang 1898) Deportiert Verschollen | Maria-Hilf-Str. 3 (Standort)                                         | |
| Stolperstein für Max Hertz (Görresstraße 15) | Hier wohnte Max Hertz (Jahrgang 1888) Deportiert 1941 Łódź Tod am 21. Februar 1942 | Görresstr. 15 (Standort)                                             | |
| Stolperstein für Siegfried Hertz (Bonner Straße 33) | Hier wohnte Siegfried Hertz (Jahrgang 1883) Deportiert 1941 Łódź | Bonner Str. 33 (Standort)                                            | Nach neueren Informationen, welche zum Zeitpunkt der Stolpersteinverlegung nicht bekannt waren, wurde Siegfried Hertz im Sommer 1944 von Litzmannstadt (Łódź) nach Kulmhof deportiert und dort ermordet. |
| Stolperstein für Frieda Herz (Luxemburger Straße 37) | Hier wohnte Frieda Herz (Jahrgang 1892) Deportiert 1941 Riga ??? | Luxemburger Str. 37 (Standort)                                       | |
| Stolperstein für Ilona Herz (Roonstraße 28) | Hier wohnte Ilona Herz, geb. Heilmann (Jahrgang 1903) Deportiert 1941 Łódź | Roonstr. 28 (Standort)                                               | Nach neueren Informationen, welche zum Zeitpunkt der Stolpersteinverlegung nicht bekannt waren, wurde Ilona Herz im Mai 1942 von Litzmannstadt (Łódź) nach Kulmhof deportiert und dort ermordet. |
| | Hier wohnte Josef Herz (Jahrgang 1879) Deportiert 1941 Łódź Tod am 18. Mai 1942 | Brüsseler Str. 4 (Standort)                                          | |
| Stolperstein für Rebekka Herz (Brüsseler Straße 4) | Hier wohnte Rebekka Herz, geb. Bucki (Jahrgang 1886) Deportiert 1941 Łódź Tod am 1. September 1942                                                                                       | Brüsseler Str. 4 (Standort)                                          | |
| Stolperstein für Viktoria Herz (Roonstraße 28) | Hier wohnte Viktoria Herz (Jahrgang 1936) Deportiert 1941 Łódź ??? | Roonstr. 28 (Standort)                                               | Nach neueren Informationen, welche zum Zeitpunkt der Stolpersteinverlegung nicht bekannt waren, wurde Viktoria Herz im Mai 1942 von Litzmannstadt (Łódź) nach Kulmhof deportiert und dort ermordet. |
| Stolperstein für Walter Herz (Roonstraße 28) | Walter Herz (Jahrgang 1908) Deportiert 1941 Łódź ??? | Roonstr. 28 (Standort)                                               | Nach neueren Informationen, welche zum Zeitpunkt der Stolpersteinverlegung nicht bekannt waren, wurde Walter Herz im Mai 1942 von Litzmannstadt (Łódź) nach Kulmhof deportiert und dort ermordet. |
| Stolperstein für Berta Heumann (Heinsbergstraße 22) | Hier wohnte Berta Heumann, geb. Zimmermann (Jahrgang 1878) Deportiert 1941 Łódź Verschollen                                                                                              | Heinsbergstr. 22 (Standort)                                          | Nach neueren Informationen, welche zum Zeitpunkt der Stolpersteinverlegung nicht bekannt waren, wurde Berta Heumann im Mai 1942 von Litzmannstadt (Łódź) nach Kulmhof deportiert und dort ermordet. |
| Stolperstein für Betty Heumann (Beethovenstraße 33) | Hier wohnte Betty Heumann, geb. Grünebaum (Jahrgang 1902) Deportiert Für tot erklärt | Beethovenstr. 33 (Standort)                                          | |
| Stolperstein für Dagobert Heumann (Beethovenstraße 33) | Hier wohnte Dagobert Heumann (Jahrgang 1895) Deportiert Auschwitz Für tot erklärt | Beethovenstr. 33 (Standort)                                          | |
| Stolperstein für Hermann Heumann (Kyffhäuserstraße 29) | Hier wohnte Hermann Heumann (Jahrgang 1895) Deportiert 1941 Łódź Tod am 22. März 1942 | Kyffhäuserstr. 29 (Standort)                                         | |
| Stolperstein für Hilde Heumann (Beethovenstraße 33) | Hier wohnte Hilde Heumann (Jahrgang 1925) Deportiert Für tot erklärt | Beethovenstr. 33 (Standort)                                          | |
| | Trierer Str. 14 wohnte Ida Heydt, geb. Marx (Jahrgang 1895) deportiert 1941 Łodz/Litzmannstadt ermordet 10.7.1942                                                                        | Trierer Straße 14 (Standort)                                         | |
| | Trierer Str. 14 wohnte Max Heydt (Jahrgang 1893) deportiert 1941 Łodz/Litzmannstadt ermordet Sept. 1942 Chelmno/Kulmhof                                                                  | Trierer Straße 14 (Standort)                                         | |
| Stolperstein für Berta Hirsch (Aachener Straße 28) | Hier wohnte Berta Hirsch, geb. Levy (Jahrgang 1874) Deportiert 1941 Łódź Für tot erklärt                                                                                                 | Aachener Str. 28 (Standort)                                          | Der im Juli 2000 verlegte Stolperstein erinnert an Berta Hirsch (geb. Levy), geboren 1874. Nach neueren Informationen, welche zum Zeitpunkt der Stolpersteinverlegung nicht bekannt waren, wurde Berta Hirsch im September 1942 von Litzmannstadt (Łódź) nach Kulmhof deportiert und dort ermordet. |
| Stolperstein für Ernst Hirsch (Aachener Straße 28) | Hier wohnte Ernst Hirsch (Jahrgang 1877) Deportiert 1941 Łódź Für tot erklärt | Aachener Str. 28 (Standort)                                          | Der im Juli 2000 verlegte Stolperstein erinnert an Ernst Hirsch, geboren 1877. Nach neueren Informationen, welche zum Zeitpunkt der Stolpersteinverlegung nicht bekannt waren, wurde Ernst Hirsch im September 1942 von Litzmannstadt (Łódź) nach Kulmhof deportiert und dort ermordet. |
| Stolperstein für Frieda Hirsch (Beethovenstraße 8) | Hier lebte Frieda Hirsch (Jahrgang 1884) Deportiert 1941 Łódź/Litzmannstadt Ermordet Mai 1942 Chelmno/Kulmhof                                                                            | Beethovenstr. 8 (Standort)                                           | |
| Stolperstein für Max Hirschfeld (Jülicher Straße 11) | Hier wohnte Max Hirschfeld (Jahrgang 1892) Deportiert 1941 Riga Für tot erklärt | Jülicher Str. 11 (Standort)                                          | |
| Stolperstein für Rolf Hoppe (Mozartstraße 54) | Hier wohnte Rolf Hoppe (Jahrgang 1910) Deportiert 1941 Łódź Für tot erklärt | Mozartstr. 54 (Standort)                                             | |
| Stolperstein für Fanny Horn (Merowingerstraße 50a) | Hier wohnte Fanny Horn, geb. Herz (Jahrgang 1861) Deportiert 1942 Theresienstadt Ermordet 5. März 1943                                                                                   | Merowingerstr. 50a (Standort)                                        | Der am 23. November 2017 verlegte Stolperstein erinnert an Fanny Horn (geb. Herz), geboren am 28. Oktober 1861 in Schweinheim. Fanny Horn war die Witwe des 1924 verstorbenen Metzgermeisters Isaak Horn. Sie hatten zwei Söhne (Karl, geb. 1892 und Moritz, geb. 1896). Gemeinsam betrieben sie eine Metzgerei in der Merowingerstraße 50a. Sohn Karl heiratete 1927 Tina Meyer und lebte mit ihr in Euskirchen. 1938 musste Fanny Horn die Metzgerei aufgeben und zog zu ihrem Sohn nach Euskirchen. Sohn Moritz konnte 1938 in die USA emigrieren. Fanny, Karl und Tina Horn wurden am 15. Juni 1942 mit dem Transport III/1 in das Ghetto Theresienstadt deportiert. Dort starb Fanny Horn am 5. März 1943. In der Todesfallanzeige des Ghettos Theresienstadt wurde als Todesursache „Enteritis - Darmkatarrh“ eingetragen. Karl und Tina Horn wurden am 19. Oktober 1944 in das Vernichtungslager Auschwitz verbracht. Dort verliert sich ihre Spur... |
| Stolperstein für Moritz Horn (Merowingerstraße 50a) | Hier wohnte Moritz Horn (Jahrgang 1896) Flucht 1938 USA | Merowingerstr. 50a (Standort)                                        | Der am 23. November 2017 verlegte Stolperstein erinnert an Moritz Horn, geboren 1896. Der Metzger Moritz Horn war der Sohn von Isaak und Fanny Horn (geb. Herz). Gemeinsam mit seiner Mutter und seinem Bruder Karl (geb. 1892) führte er, nach dem Todes des Vaters 1924, die elterliche Metzgerei in der Merowingerstraße 50a weiter. 1938 musste die Familie das Geschäft aufgeben. Moritz Horn flüchtete in die USA während seine Mutter zu ihrem Sohn Karl nach Euskirchen zog und von dort aus am 15. Juni 1942 in das Ghetto Theresienstadt deportiert wurde. |
| Stolperstein für Dr. Max Isaak (Ubierring 11) | Hier wohnte Dr. Max Isaak (Jahrgang 1895) Deportiert 1942 Theresienstadt Auschwitz ???                                                                                                   | Ubierring 11 (Standort)                                              | |
| Stolperstein für Grete Isaak (Ubierring 11) | Hier wohnte Grete Isaak, geb. Goldschmidt (Jahrgang 1905) Deportiert 1942 Theresienstadt Auschwitz ???                                                                                   | Ubierring 11 (Standort)                                              | |
| Stolperstein für Hans-Herbert Isaak (Ubierring 11) | Hier wohnte Hans-Herbert Isaak (Jahrgang 1930) Deportiert 1942 Theresienstadt Auschwitz ???                                                                                              | Ubierring 11 (Standort)                                              | |
| Stolperstein für Helmut Isaak (Ubierring 11) | Hier wohnte Helmut Isaak (Jahrgang 1935) Deportiert 1942 Theresienstadt Auschwitz ??? | Ubierring11 (Standort)                                               | |
| Stolperstein für Amalia Israel (Zülpicher Platz 4) | Amalia Israel, geb. Schoemann (Jahrgang 1873) Deportiert 1942 Theresienstadt Ermordet 1944 Auschwitz                                                                                     | Zülpicher Platz 4 (Standort)                                         | Der ursprünglich 2001 verlegte Stolperstein wurde wegen starker Abnutzung am 11. April 2016 erneuert und neu verlegt. |
| Stolperstein für Amalie Israel (Engelbertstraße 31a) | Hier wohnte Amalie Israel, geb. Schoemann (Jahrgang 1873) Deportiert 1942 Theresienstadt 1944 Auschwitz ???                                                                              | Engelbertstr. 31a (Standort)                                         | |
| Stolperstein für Betty Israel (Meister-Gerhard-Straße 29) | Hier lebte Betty Israel, geb. Weinberg (Jahrgang 1890) Deportiert 1941 Łódź/Litzmannstadt 1944 Auschwitz Ermordet Mai 1942 Chelmno/Kulmhof                                               | Meister-Gerhard-Str. 29 (Standort)                                   | Nach neueren Informationen, welche zum Zeitpunkt der Stolpersteinverlegung nicht bekannt waren, wurde Betty Israel im Mai 1942 von Litzmannstadt (Łódź) nach Kulmhof deportiert und dort ermordet. |
| Stolperstein für Dr. Friedrich Israel (Hohenstaufenring 6) | Hier wohnte Dr. Friedrich Israel (Jahrgang 1894) Deportiert 1943 Theresienstadt Auschwitz Ermordet                                                                                       | Hohenstaufenring 6 (Standort)                                        | Der Stolperstein erinnert an Dr. Friedrich Israel, geboren am 22. Mai 1894 in Essen. Friedrich Israel war der Sohn von Gustav und Selma Israel (geb. Bein), verheiratet war er mit Regina Baum. Gemeinsam hatten sie Sohn Jakob und Tochter Johanna. Friedrich Israel, seine Frau und die gemeinsamen Kinder wurden am 28. Januar 1943 mit dem Alterstransport I/87 in das Ghetto Theresienstadt deportiert. In der Transportliste wurde Friedrich Israel als „verheiratet“ und „arbeitsfähig“ mit der Adresse Utrechter Straße 6 eingetragen. Seine Kennkarten Nr. lautet 014225. Am 28. September 1944 wurde Friedrich Israel in das Vernichtungslager Auschwitz verbracht, dort verliert sich seine Spur... |
| Stolperstein für Jakob Israel (Hohenstaufenring 6) | Hier wohnte Jakob Israel (Jahrgang 1935) Deportiert 1943 ??? | Hohenstaufenring 6 (Standort)                                        | Der Stolperstein erinnert an Jakob Israel, geboren am 1. Juni 1935 in Köln. Jakob Israel war der Sohn von Friedrich und Regina Israel (geb. Baum). Jakob Israel, seine Eltern und seine Schwester wurden am 28. Januar 1943 mit dem Alterstransport I/87 in das Ghetto Theresienstadt deportiert. In der Transportliste wurde Jakob Israel als „unverheiratet“ und „nicht arbeitsfähig“ mit der Adresse Utrechter Straße 6 eingetragen. Seine Kennkarten Nr. lautet 014228. Am 23. Oktober 1944 wurden Regina, Jakob und Johanna Israel in das Vernichtungslager Auschwitz verbracht, dort verliert sich ihre Spur... |
| Stolperstein für Johanna Israel (Hohenstaufenring 6) | Hier wohnte Johanna Israel (Jahrgang 1933) Deportiert 1943 ??? | Hohenstaufenring 6 (Standort)                                        | Der Stolperstein erinnert an Johanna Israel, geboren am 10. Januar 1933 in Köln. Johanna Israel war die Tochter von Friedrich und Regina Israel (geb. Baum). Johanna Israel, ihre Eltern und ihr Bruder wurden am 28. Januar 1943 mit dem Alterstransport I/87 in das Ghetto Theresienstadt deportiert. In der Transportliste wurde Johanna Israel als „unverheiratet“ und „nicht arbeitsfähig“ mit der Adresse Utrechter Straße 6 eingetragen. Ihre Kennkarten Nr. lautet 014227. Am 23. Oktober 1944 wurden Regina, Johanna und Jakob Israel in das Vernichtungslager Auschwitz verbracht, dort verliert sich ihre Spur... |
| Stolperstein für Regina Israel (Hohenstaufenring 6) | Hier wohnte Regina Israel, geb. Baum (Jahrgang 1907) Deportiert 1943 Theresienstadt Tot                                                                                                  | Hohenstaufenring 6 (Standort)                                        | Der Stolperstein erinnert an Regina Israel (geb. Baum), geboren am 26. September 1907 in Köln. Regina Israel war die Ehefrau von Friedrich Israel und die Mutter von Johanna und Jakob Israel. Gemeinsam wurden sie am 28. Januar 1943 mit dem Alterstransport I/87 in das Ghetto Theresienstadt deportiert. In der Transportliste wurde Regina Israel als „verheiratet“ und „arbeitsfähig“ mit der Adresse Utrechter Straße 6 eingetragen. Ihre Kennkarten Nr. lautet 014226. Am 23. Oktober 1944 wurden Regina, Johanna und Jakob Israel in das Vernichtungslager Auschwitz verbracht, dort verliert sich ihre Spur... |
| Stolperstein für Karl Max Jacoby (Burgunder Straße 44) | Hier wohnte Karl Max Jacoby (Jahrgang 1879) Deportiert 1941 Łódź Für tot erklärt | Burgunder Str. 44 (Standort)                                         | Nach neueren Informationen, welche zum Zeitpunkt der Stolpersteinverlegung nicht bekannt waren, wurde Karl Max Jacoby im Mai 1942 von Litzmannstadt (Łódź) nach Kulmhof deportiert und dort ermordet. |
| Stolperstein für Hermann Jakobowitz (Kyffhäuserstraße 29) | Hier wohnte Hermann Jakobowitz (Jahrgang 1912) Deportiert Ziel unbekannt Für tot erklärt                                                                                                 | Kyffhäuserstr. 29 (Standort)                                         | |
| Stolperstein für Renate Jakobs (Zülpicher Platz 4) | Renate Jakobs (Jahrgang 1925) Deportiert 1941 Łódź/Litzmannstadt Ermordet 1944 Chelmno/Kulmhof                                                                                           | Zülpicher Platz 4 (Standort)                                         | Der ursprünglich 2001 verlegte Stolperstein wurde wegen starker Abnutzung am 11. April 2016 erneuert und neu verlegt. |
| Stolperstein für Adolf Jonas (Agrippinaufer 2) | Hier wohnte Adolf Jonas (Jahrgang 1865) Gedemütigt/Entrechtet Tot 19. Februar 1940 | Agrippinaufer 2 (Standort)                                           | Der am 5. Oktober 2016 verlegte Stolperstein erinnert an Adolf Jonas |
| Stolperstein für Henriette Jonas (Agrippinaufer 2) | Hier wohnte Henriette Jonas, geb. Hecht (Jahrgang 1868) Gedemütigt/Entrechtet Tot 25. Januar 1940                                                                                        | Agrippinaufer 2 (Standort)                                           | Der am 5. Oktober 2016 verlegte Stolperstein erinnert an Henriette Jonas (geb. Hecht), geboren 1868. |
| Stolperstein für Otto Jonas (Trajanstraße 18) | Hier wohnte Otto Jonas (Jahrgang 1884) Flucht Belgien Interniert Drancy Deportiert 1942 Ermordet in Auschwitz                                                                            | Trajanstr. 18 (Standort)                                             | |
| Stolperstein für Max Joski (Luxemburger Straße 5) | Hier lebte Max Joski (Jahrgang 1884) Deportiert 1944 Theresienstadt Ermordet 21. November 1944                                                                                           | Luxemburger Str. 5 (Standort)                                        | |
| Stolperstein für Felix Adolf Jülich (Engelbertstraße 44) | Hier wohnte Felix Adolf Jülich (Jahrgang 1884) Deportiert 1941 Łódź Für tot erklärt | Engelbertstr. 44 (Standort)                                          | Nach neueren Informationen, welche zum Zeitpunkt der Stolpersteinverlegung nicht bekannt waren, wurde Felix Adolf Jülich im Mai 1942 von Litzmannstadt (Łódź) nach Kulmhof deportiert und dort ermordet. |
| Stolperstein für Irma Jülich (Engelbertstraße 44) | Hier wohnte Irma Jülich, geb. Blumenfeld (Jahrgang 1897) Deportiert 1941 Łódź Für tot erklärt                                                                                            | Engelbertstr. 44 (Standort)                                          | Nach neueren Informationen, welche zum Zeitpunkt der Stolpersteinverlegung nicht bekannt waren, wurde Irma Jülich im Mai 1942 von Litzmannstadt (Łódź) nach Kulmhof deportiert und dort ermordet. |
| Stolperstein für Emil Kahn (Eifelstraße 31) | Hier wohnte Emil Kahn (Jahrgang 1885) Deportiert 1941 Łódź Ermordet 8. August 1942 | Eifelstr. 31 (Standort)                                              | |
| Stolperstein für Hermann Kahn (Meister-Gerhard-Straße 29) | Hier lebte Hermann Kahn (Jahrgang 1881) 'Schutzhaft' 1938 Dachau Deportiert 1941 Riga Ermordet                                                                                           | Meister-Gerhard-Str. 29 (Standort)                                   | |
| Stolperstein für Klara Kahn (Meister-Gerhard-Straße 29) | Hier lebte Klara Kahn, geb. Weil (Jahrgang 1888) Deportiert 1941 Riga Ermordet | Meister-Gerhard-Str. 29 (Standort)                                   | |
| Stolperstein für Max Kahn (Rathenauplatz 9) | Hier wohnte Max Kahn (Jahrgang 1898) Vorbeugehaft 1943 Verschollen im KZ Buchenwald | Rathenauplatz 9 (Standort)                                           | Verfolgt als Homosexueller |
| Stolperstein für Else Kaiser-Blüth (Lindenstraße 19) | Hier wohnte Else Kaiser-Blüth, geb. Palm (Jahrgang 1884) Deportiert 1942 Theresienstadt Tot 27. August 1942                                                                              | Lindenstr. 19 (Standort)                                             | Der Stolperstein erinnert an Else Kaiser-Blüth (Geb. Palm), geboren am 17. Januar 1884 in Frankfurt am Main. Else Palm heiratete 1905 Karl Kaiser-Blüth. Das Ehepaar hatte zwei Kinder. Zusammen mit ihrem Mann wurde sie Anfang der 1940er Jahre gezwungen, von ihrem Wohnhaus in der Lindenstraße 19, wo sich auch die Firma ihres Mannes befand, in das „Ghettohaus“ Rubensstraße 30 umzusiedeln. Am 15. Juni 1942 wurde sie mit dem ersten Kölner Transport III/1 in das Ghetto Theresienstadt deportiert. Dort starb sie am 27. August 1942. Als Todesursache wurde in der Todesfallanzeige des Ghetto Theresienstadt „Sepsis“ angegeben. |
| Stolperstein für Karl Kaiser-Blüth (Lindenstraße 19) | Hier wohnte Karl Kaiser-Blüth (Jahrgang 1868) Deportiert 1942 Theresienstadt Tot 8. Februar 1944                                                                                         | Lindenstr. 19 (Standort)                                             | Der Stolperstein erinnert an Karl Kaiser-Blüth, geboren am 27. Januar 1868 in Naumburg in Hessen. Der Kaufmann Karl Kaiser-Blüth war zusammen mit seinem Bruder Julius bis zur „Arisierung“ 1938 Geschäftsführer der Textilfabrik Mannsbach & Lebach für Berufsbekleidung in der Lindenstraße 19. Sein Sohn, der Jurist Fritz Kaiser-Blüth emigrierte nach Bolivien. Karl Kaiser-Blüth war aktives Mitglied der jüdischen Gemeinde und von 1929 bis 1935 Leiter des Wohlfahrtsamt der Gemeinde in der Rubensstr. 33. Das Ehepaar Kaiser-Blüth wurde Anfang der 1940er Jahre in das „Ghettohaus“ Rubensstr. 30 zwangsumgesiedelt. Am 15. Juni 1942 wurde er mit dem ersten Kölner Transport III/1 in das Ghetto Theresienstadt deportiert. Dort wurde er am 8. Februar 1944 ermordet. |
| Stolperstein für Dr. Paul Kalisch (Sachsenring 29) | Hier wohnte Dr. Paul Kalisch (Jahrgang 1884) Deportiert 1941 Łódź Tod am 21. März 1942                                                                                                   | Sachsenring 29 (Standort)                                            | |
| Stolperstein für Edith Kamp (Meister-Gerhard-Straße 29) | Hier lebte Edith Kamp (Jahrgang 1918) Deportiert 1941 Łódź/Litzmannstadt Ermordet 1942 Chelmno/Kulmhof                                                                                   | Meister-Gerhard-Str. 29 (Standort)                                   | |
| Stolperstein für Anna Katz (Lochnerstraße 12–14) | Hier wohnte Anna Katz, geb. Moses (Jahrgang 1899) Deportiert 1941 Łódź ??? | Lochnerstr. 12–14 (Standort)                                         | |
| Stolperstein für Berta Katz (Kurfürstenstraße 18) | Hier wohnte Berta Katz (Jahrgang 1910) Verschollen | Kurfürstenstr. 18 (Standort)                                         | |
| Stolperstein für Emilie Katz (Eifelstraße 27) | Hier wohnte Emilie Katz, geb. Rosenthal (Jahrgang 1876) Deportiert 1941 Łódź Für tot erklärt                                                                                             | Eifelstr. 27 (Standort)                                              | Nach neueren Informationen, welche zum Zeitpunkt der Stolpersteinverlegung nicht bekannt waren, starb Emilie Katz am 14. März 1943 im Ghetto Litzmannstadt (Łódź). |
| Stolperstein für Hella Katz (Lochnerstraße 12–14) | Hier wohnte Hella Katz (Jahrgang 1929) Deportiert 1941 Łódź ??? | Lochnerstr. 12–14 (Standort)                                         | |
| Stolperstein für Liesel Katz (Lothringer Straße 39) | Hier lebte Liesel Katz (Jahrgang 1926) Deportiert 1942 Theresienstadt 1944 Auschwitz Ermordet                                                                                            | Lothringer Str. 39 (Standort)                                        | |
| Stolperstein für Martha Katz (Lothringer Straße 39) | Hier lebte Martha Katz, geb. Kaufmann (Jahrgang 1896) Deportiert 1942 Theresienstadt Ermordet 23. Oktober 1944 Auschwitz                                                                 | Lothringer Str. 39 (Standort)                                        | |
| Stolperstein für Sally Katz (Eifelstraße 27) | Hier wohnte Sally Katz (Jahrgang 1876) Deportiert 1941 Łódź Für tot erklärt | Eifelstr. 27 (Standort)                                              | Nach neueren Informationen, welche zum Zeitpunkt der Stolpersteinverlegung nicht bekannt waren, starb Sally Katz am 15. August 1942 im Ghetto Litzmannstadt (Łódź). |
| Stolperstein für Theodor Katz (Lothringer Straße 39) | Hier lebte Theodor Katz (Jahrgang 1882) Deportiert 1942 Theresienstadt 1944 Auschwitz Ermordet                                                                                           | Lothringer Str. 39 (Standort)                                        | |
| Stolperstein für Jenny Katzenberg (Mozartstraße 54) | Hier wohnte Jenny Katzenberg, geb. Billig (Jahrgang 1887) Deportiert 1941 Łódź | Mozartstr. 54 (Standort)                                             | Nach neueren Informationen, welche zum Zeitpunkt der Stolpersteinverlegung nicht bekannt waren, wurde Jenny Katzenberg im Mai 1942 von Litzmannstadt (Łódź) nach Kulmhof deportiert und dort ermordet. |
| Stolperstein für Anneliese Katzenstein (Hardefuststraße 8) | Hier wohnte Anneliese Katzenstein, geb. Schießer (Jahrgang 1910) Deportiert 1941 Łódź Für tot erklärt                                                                                    | Hardefuststr. 8 (Standort)                                           | Der Stolperstein erinnert an Anneliese Katzenstein (geb. Schießer), geboren am 24. Mai 1902. Anneliese Katzenstein war die Ehefrau von Walter Katzenstein, gemeinsam hatten sie zwei Töchter (Suse Sybille, geb. 1938 und Tana, geb. 1940). Ihre letzte bekannte Anschrift in Köln war das „Ghettohaus“ in der Hardefuststraße 8. Am 22. Oktober 1941 wurde die Familie mit dem ersten Kölner Transport von Köln in das Ghetto Litzmannstadt (Łódź) deportiert. Nach neueren Informationen, welche zum Zeitpunkt der Verlegung der Stolpersteine nicht vorlagen, wurde Anneliese Katzenstein im September 1942 von Litzmannstadt (Łódź) nach Kulmhof deportiert und dort ermordet. |
| Stolperstein für Walter Katzenstein (Hardefuststraße 8) | Hier wohnte Dr. Walter Katzenstein (Jahrgang 1902) Deportiert 1941 Łódź Für tot erklärt                                                                                                  | Hardefuststr. 8 (Standort)                                           | Der Stolperstein erinnert an Walter Katzenstein, geboren am 6. August 1902 in Hannover. Walter Katzenstein war ein jüdischer Rechtsanwalt. Verheiratet war er mit Anneliese Katzenstein (geb. Schießer), gemeinsam hatten sie zwei Töchter (Suse Sybille, geb. 1938 und Tana, geb. 1940). Bereits 1935 durfte er seinen Beruf nicht mehr ausüben und im Kölner Adressbuch war als Berufsbezeichnung „Gerichtsassesor a. D.“ angegeben. In der Reichspogromnacht wurde ihre Wohnung der Fürst-Pückler-Straße verwüstet. In der Folge wurde Walter Katzenstein vom 15. November 1938 bis 26. November 1938 im Konzentrationslager Dachau inhaftiert. Wie viele jüdische Mitbürger musste auch die Familie Katzenstein in ein so genanntes „Ghettohaus“ umziehen. Ihre letzte bekannte Anschrift in Köln war die Hardefuststraße 8. Das Haus gehörte Hedwig Weinberg, die nur eine Woche nach der Familie Katzenstein ebenfalls nach Litzmannstadt deportiert wurde. Am 22. Oktober 1941 wurde Walter Katzenstein, mit seiner Familie, mit dem ersten Kölner Transport in das Ghetto Litzmannstadt (Łódź) deportiert. In der Transportliste wurde bürokratisch als Berufsbezeichnung „Berater“ vermerkt und das Walter Katzenstein für seine Familie die „Transportkosten“ in Höhe 400 RM zu begleichen hatte. Nach neueren Informationen, welche zum Zeitpunkt der Verlegung der Stolpersteine nicht vorlagen, wurde Walter Katzenstein im September 1942 vom Ghetto Litzmannstadt (Łódź) in das Vernichtungslager Kulmhof deportiert und dort ermordet. |
| Stolperstein für Suse Sybill Katzenstein (Hardefuststraße 8) | Hier wohnte Suse Sybille Katzenstein (Jahrgang 1938) Deportiert 1941 Łódź Für tot erklärt                                                                                                | Hardefuststr. 8 (Standort)                                           | Der Stolperstein erinnert an Suse Sybille Katzenstein, geboren am 2. August 1938. Suse Sybille Katzenstein war eine Tochter von Anneliese und Walter Katzenstein. Ihre letzte bekannte Anschrift in Köln war die Hardefuststraße 8. Am 22. Oktober 1941 wurde das Mädchen zusammen mit ihrer Familie mit dem ersten Kölner Transport in das Ghetto Litzmannstadt (Łódź) deportiert. Nach neueren Informationen, welche zum Zeitpunkt der Verlegung der Stolpersteine nicht vorlagen, wurde Suse Sybille Katzenstein im September 1942 von Litzmannstadt (Łódź) nach Kulmhof deportiert und dort ermordet. |
| Stolperstein für Tana Katzenstein (Hardefuststraße 8) | Hier wohnte Tana Katzenstein (Jahrgang 1940) Deportiert 1941 Łódź Für tot erklärt | Hardefuststr. 8 (Standort)                                           | Der Stolperstein erinnert an Tana Katzenstein, geboren am 16. Juni 1940. Tana Katzenstein war eine Tochter von Anneliese und Walter Katzenstein. Ihre letzte bekannte Anschrift in Köln war die Hardefuststraße 8. Am 22. Oktober 1941 wurde das 16 Monate alte Kleinkind mit ihrer Familie mit dem ersten Transport in das Ghetto Litzmannstadt (Łódź) deportiert (Transportnummer 129). Nach neueren Informationen, welche zum Zeitpunkt der Verlegung der Stolpersteine nicht vorlagen, wurde Tana Katzenstein im September 1942 von Litzmannstadt (Łódź) nach Kulmhof deportiert und dort ermordet. |
| Stolperstein für Alfred Erich Kaufmann (Mainzerstraße 24) | Hier wohnte Alfred Erich Kaufmann (Jahrgang 1882) Deportiert 1943 Theresienstadt Für tot erklärt                                                                                         | Mainzer Str. 24 (Standort)                                           | |
| Stolperstein für Berta Erich Kaufmann (Mainzerstraße 24) | Hier wohnte Berta Kaufmann, geb. Kaiser (Jahrgang 1887) Deportiert 1941 Riga Für tot erklärt                                                                                             | Mozartstr. 54 (Standort)                                             | |
| Stolperstein für Eduard Kaufmann (Heinsbergstraße 22) | Hier wohnte Eduard Kaufmann (Jahrgang 1886) Deportiert 1941 Łódź Tod am 17. September 1942                                                                                               | Heinsbergstr. 22 (Standort)                                          | |
| Stolperstein für Emma Kaufmann (Dasselstraße 37) | Hier wohnte Emma Kaufmann, geb. Ansbach (Jahrgang 1915) Deportiert 1941 Łódź Für tot erklärt                                                                                             | Dasselstr. 37 (Standort)                                             | Nach neueren Informationen, welche zum Zeitpunkt der Stolpersteinverlegung nicht bekannt waren, wurde Emma Kaufmann im Mai 1942 von Litzmannstadt (Łódź) nach Kulmhof deportiert und dort ermordet. |
| Stolperstein für Günther Kaufmann (Mozartstraße 54) | Hier wohnte Günther Kaufmann (Jahrgang 1922) Deportiert 1941 Riga Für tot erklärt | Mozartstr. 54 (Standort)                                             | |
| Stolperstein für Jakob Kaufmann (Dasselstraße 37) | Hier wohnte Jakob Kaufmann (Jahrgang 1911) Deportiert 1941 Łódź Für tot erklärt | Dasselstr. 37 (Standort)                                             | Nach neueren Informationen, welche zum Zeitpunkt der Stolpersteinverlegung nicht bekannt waren, wurde Jakob Kaufmann im Mai 1942 von Litzmannstadt (Łódź) nach Kulmhof deportiert und dort ermordet. |
| Stolperstein für Moritz Kaufmann (Mozartstraße 54) | Hier wohnte Moritz Kaufmann (Jahrgang 1877) Deportiert 1941 Riga Für tot erklärt | Mozartstr. 54 (Standort)                                             | |
| Stolperstein für Paula Kaufmann (Brüsseler Straße 4) | Hier wohnte Paula Kaufmann, geb. Wolf (Jahrgang 1894) Deportiert 1941 Łódź | Brüsseler Str. 4 (Standort)                                          | |
| Stolperstein für Rosi Kaufmann (Brüsseler Straße 4) | Hier wohnte Rosi Kaufmann (Jahrgang 1928) Deportiert 1941 Łódź | Brüsseler Str. 4 (Standort)                                          | |
| Stolperstein für Arnold Immanuel Kisch (Kaesenstraße 19) | Hier wohnte Arnold Immanuel Kisch (Jahrgang 1933) Flucht 1938 USA | Kaesenstr. 19 (Standort)                                             | Der am 5. Oktober 2020 verlegte Stolperstein erinnert an Arnold Immanuel Kisch, geboren 1933. |
| Stolperstein für Dr. Bruno Kisch (Kaesenstraße 19) | Hier wohnte / praktizierte Dr. Bruno Kisch (Jahrgang 1890) 1935 Lehrerlaubnis entzogen Flucht 1938 USA                                                                                   | Kaesenstr. 19 (Standort)                                             | Der am 5. Oktober 2020 verlegte Stolperstein erinnert an Dr. Bruno Kisch, geboren 1890. |
| Stolperstein für Charlotte Kisch (Kaesenstraße 19) | Hier wohnte Charlotte Kisch (Jahrgang 1929) Flucht 1938 USA | Kaesenstr. 19 (Standort)                                             | Der am 5. Oktober 2020 verlegte Stolperstein erinnert an Charlotte Kisch, geboren 1929. |
| Stolperstein für Regina Esther Kisch (Kaesenstraße 19) | Hier wohnte Regina Esther Kisch (Jahrgang 1931) Flucht 1938 USA | Kaesenstr. 19 (Standort)                                             | Der am 5. Oktober 2020 verlegte Stolperstein erinnert an Regina Esther Kisch, geboren 1931. |
| Stolperstein für Ruth Kisch-Arndt (Kaesenstraße 19) | Hier wohnte Ruth Kisch-Arndt, geb. Cohn (Jahrgang 1898) Flucht 1938 USA | Kaesenstr. 19 (Standort)                                             | Der am 5. Oktober 2020 verlegte Stolperstein erinnert an Ruth Kisch-Arndt (geb. Cohn), geboren 1898. |
| Stolperstein für Josef Klebe (Lützowstraße 5) | Hier wohnte Josef Klebe (Jahrgang 1917) Deportiert 1942 Theresienstadt Minsk ??? Für tot erklärt                                                                                         | Lützowstr. 5 (Standort)                                              | |
| Stolperstein für Lilly Klein (Saarstraße 10) | Hier wohnte Lilly Klein (Jahrgang 1926) Deportiert Ermordet in Auschwitz | Saarstr. 10 (Verlegestelle Ecke Am Duffesbach) (Standort)            | Der Stolperstein erinnert an Lina Lilly Klein, geboren am 5. April 1926 in Essen. Lilly Klein war die Tochter von Mary Lydia Klein (geb. Demant). Am 15. Januar 1943 wurde Lilly Klein zunächst nach Berlin und von dort aus, am 29. Januar 1943, mit dem 27. Osttransport nach Auschwitz deportiert. In der Transportliste wurde Lilly Klein als „unverheiratet“ und „arbeitsfähig“ mit der Adresse Barackenlager Fort V Müngersdorf eingetragen. Ihre Kennkarten-Nr. lautet J 02620. Dort verliert sich ihre Spur... |
| Stolperstein für Manfred Klein (Saarstraße 10) | Hier wohnte Manfred Klein (Jahrgang 1929) Schicksal unbekannt | Saarstr. 10 (Verlegestelle Ecke Am Duffesbach) (Standort)            | |
| Stolperstein für Manry Klein (Saarstraße 10) | Hier wohnte Mary Klein, geb. Demant (Jahrgang 1903) Schicksal unbekannt | Saarstr. 10 (Verlegestelle Ecke Am Duffesbach) (Standort)            | Der Stolperstein erinnert an Mary Lydia Klein (geb. Demant), geboren am 24. Oktober 1903 in Essen. Mary Lydia Klein war die Tochter von Max Eugen und Selma Susanne Demant (geb. Rubens) und die Mutte von Lilly und Manfred Klein. Das Schicksal von Mary Lydia Klein ist unbekannt. |
| Stolperstein für Alexander Klibansky (Volksgartenstraße 10) | Hier wohnte Alexander Klibansky (Jahrgang 1931) Deportiert 1942 Ermordet in Minsk | Volksgartenstr. 10 (Standort)                                        | Der 2006 verlegte Stolperstein erinnert an Alexander Klibansky, geboren am 1. Februar 1931 in Köln. Alexander Klibansky war ein Sohn von Erich und Meta Klibansky (geb. David). Am 20. Juli 1942 wurde die gesamte Familie Klibansky von Köln-Deutz mit dem Sonderzug DA 219 nach Minsk deportiert. Am 24. Juli 1942 wurden sie im Wald von Blagowschtschina (Vernichtungslager Maly Trostinez) erschossen. In der WDR-Dokumentation von 2006 „Die vergessenen Kinder von Köln“ recherchierte der Filmemacher Jürgen Nauman die Schicksale der Deportierten im Sonderzug DA 219. |
| Stolperstein für Erich Klibansky (Volksgartenstraße 10) | Hier wohnte Dr. Erich Klibansky (Jahrgang 1900) Deportiert 1942 Minsk Für tot erklärt | Volksgartenstr. 10 (Standort)                                        | Der 2006 verlegte Stolperstein erinnert an Erich Klibansky, geboren am 28. November 1900 in Frankfurt am Main. Erich Klibansky war der Sohn von Pinkhas und Jenny Klibansky und mit Meta David verheiratet. Gemeinsam hatten sie drei Söhne. Erich Klibansky war Leiter und Lehrer der Jawne, des ersten jüdischen Gymnasiums des Rheinlandes in Köln. Er promovierte um 1925 in Marburg. Im gleichen Jahr wurde er Direktor der Jawne. Die Familie Klibansky musste Ende 1937 ihre Wohnung an der Volksgartenstraße verlassen und bezog eine enge Wohnung in der Kamekestraße. Erich Klibansky gelang es, bis 1939, fünf Klassen mit insgesamt 130 Schülern seiner Schule die Ausreise nach Großbritannien zu ermöglichen. Am 20. Juli 1942 wurde die gesamte Familie Klibansky von Köln-Deutz mit dem Sonderzug DA 219 nach Minsk deportiert. Am 24. Juli 1942 wurden sie im Wald von Blagowschtschina (Vernichtungslager Maly Trostinez) erschossen. In der WDR-Dokumentation von 2006 „Die vergessenen Kinder von Köln“ recherchierte der Filmemacher Jürgen Nauman die Schicksale der Deportierten im Sonderzug DA 219. 1990 benannte die Stadt Köln einen neu angelegten Platz an der Stätte seines Wirkens, den Erich-Klibansky-Platz, nach ihm. |
| Stolperstein für Hans Raffael Klibansky (Volksgartenstraße 10) | Hier wohnte Hans Raffael Klibansky (Jahrgang 1928) Deportiert 1942 Ermordet in Minsk | Volksgartenstr. 10 (Standort)                                        | Der 2006 verlegte Stolperstein erinnert an Hans Raffael Klibansky, geboren am 10. April 1928 in Breslau. Hans Raffael Klibansky war ein Sohn von Erich und Meta Klibansky (geb. David). Am 20. Juli 1942 wurde die gesamte Familie Klibansky von Köln-Deutz mit dem Sonderzug DA 219 nach Minsk deportiert. Am 24. Juli 1942 wurden sie im Wald von Blagowschtschina (Vernichtungslager Maly Trostinez) erschossen. In der WDR-Dokumentation von 2006 „Die vergessenen Kinder von Köln“ recherchierte der Filmemacher Jürgen Nauman die Schicksale der Deportierten im Sonderzug DA 219. |
| Stolperstein für Meta Klibansky (Volksgartenstraße 10) | Hier wohnte Meta Klibansky, geb. David (Jahrgang 1902) Deportiert 1942 Minsk Für tot erklärt                                                                                             | Volksgartenstr. 10 (Standort)                                        | Der 2006 verlegte Stolperstein erinnert an Meta Klibansky (geb. David), geboren am 13. Dezember 1902 in Hamburg. Meta Klibansky war die Tochter von Salomon und Sara David und war mit Erich Klibansky verheiratet. Gemeinsam hatten sie drei Söhne. Am 20. Juli 1942 wurde die gesamte Familie Klibansky von Köln-Deutz mit dem Sonderzug DA 219 nach Minsk deportiert. Am 24. Juli 1942 wurden sie im Wald von Blagowschtschina (Vernichtungslager Maly Trostinez) erschossen. In der WDR-Dokumentation von 2006 „Die vergessenen Kinder von Köln“ recherchierte der Filmemacher Jürgen Nauman die Schicksale der Deportierten im Sonderzug DA 219. |
| Stolperstein für Michael Klibansky (Volksgartenstraße 10) | Hier wohnte Michael Klibansky (Jahrgang 1935) Deportiert 1942 Ermordet in Minsk | Volksgartenstr. 10 (Standort)                                        | Der 2006 verlegte Stolperstein erinnert an Michael Klibansky, geboren am 10. März 1935 in Köln. Michael Klibansky war ein Sohn von Erich und Meta Klibansky (geb. David). Am 20. Juli 1942 wurde die gesamte Familie Klibansky von Köln-Deutz mit dem Sonderzug DA 219 nach Minsk deportiert. Am 24. Juli 1942 wurden sie im Wald von Blagowschtschina (Vernichtungslager Maly Trostinez) erschossen. In der WDR-Dokumentation von 2006 „Die vergessenen Kinder von Köln“ recherchierte der Filmemacher Jürgen Nauman die Schicksale der Deportierten im Sonderzug DA 219. |
| Stolperstein für Artur Klinger (Kyffhäuserstraße 29) | Hier wohnte Artur Klinger (Jahrgang 1885) Deportiert 1941 Łódź Tod am 13. März 1942 | Kyffhäuserstr. 29 (Standort)                                         | |
| Stolperstein für Recha Kniebel (Engelbertstraße 44) | Hier wohnte Recha Kniebel, geb. Hecht (Jahrgang 1887) Deportiert 1941 Łódź Für tot erklärt                                                                                               | Engelbertstr. 44 (Standort)                                          | |
| Stolperstein für Else Königshöfer (Dasselstraße 77) | Hier wohnte / arbeitete Else Königshöfer, geb. Löwenstein (Jahrgang 1897) Deportiert 1943 Auschwitz ermordet 30.4.1943                                                                   | Dasselstr. 77 (Standort)                                             | |
| Stolperstein für Jonas Königshöfer (Dasselstraße 77) | Hier wohnte Jonas Königshöfer (Jahrgang 1920) Flucht 1939 Italien Palästina | Dasselstr. 77 (Standort)                                             | |
| Stolperstein für Josef Königshöfer (Dasselstraße 77) | Hier wohnte Josef Königshöfer (Jahrgang 1928) Kindertransport 1939 England | Dasselstr. 77 (Standort)                                             | |
| Stolperstein für Lea Königshöfer (Dasselstraße 77) | Hier wohnte Lea Königshöfer (Jahrgang 1922) Jugend-Aliyah 1939 Palästina | Dasselstr. 77 (Standort)                                             | |
| Stolperstein für Leopold Wolf Königshöfer (Dasselstraße 77) | Leopold Wolf Königshöfer Jahrgang 1886 Flucht 1933 Belgien Frankreich interniert Drancy Auschwitz ermordet                                                                               | Dasselstr. 77 (Standort)                                             | |
| Stolperstein für Ludwig Königshöfer (Dasselstraße 77) | Hier wohnte Ludwig Königshöfer (Jahrgang 1922) Flucht 1938 Holland 1939 Palästina | Dasselstr. 77 (Standort)                                             | |
| Stolperstein für Samuel Königshöfer (Dasselstraße 77) | Hier wohnte Samuel Königshöfer (Jahrgang 1924) Kindertransport 1939 England | Dasselstr. 77 (Standort)                                             | |
| Stolperstein für Frieda Kohlmann (Roonstraße 58) | Hier wohnte Frieda Kohlmann, geb. Marx (Jahrgang 1888) Deportiert 1941 Riga Für tot erklärt                                                                                              | Roonstr. 58 (Standort)                                               | Der Stolperstein erinnert an Frieda Paula Friederike Kohlmann geb. Marx, geboren am 3. Dezember 1888 in Siegburg. Frieda Kohlmann arbeitete als Prokuristin in der Handelsfirma ihres Mannes. Das Ehepaar hatte zwei Kinder: Margit (geboren 1924) und Ernst (geboren 1926). Am 7. Dezember 1941 wurde das Ehepaar mit ihrer Tochter aus einem Ghettohaus in der Blumenthalstr. 19 ins Ghetto Riga deportiert. Das Ehepaar wurde im Juli 1944 in Riga ermordet. Die Tochter überlebte den Holocaust. Ihr Sohn Ernst (heute Ernest Kolman) verließ 1939 mit einem Kindertransport Deutschland und überlebte den Zweiten Weltkrieg in Großbritannien. Heute setzt er sich als Zeitzeuge für Toleranz und Völkerverständigung ein und wurde 2016 mit der Ehrenbürgerschaft der Stadt Wesel ausgezeichnet. Für die Familie Kohlmann wurden weitere Stolpersteine in der Moltkestraße 1 in Wesel verlegt. |
| Stolperstein für Martin Kohlmann (Roonstraße 58) | Hier wohnte Martin Kohlmann (Jahrgang 1884) Deportiert 1941 Riga Für tot erklärt | Roonstr. 58 (Standort)                                               | Der Stolperstein erinnert an Martin Kohlmann, geboren am 15. Juli 1884 in Diespeck. Der Kaufmann Martin Kohlmann war mit Frieda Marx verheiratet. Das Ehepaar hatte zwei Kinder, Margit und Ernst. Martin Kohlmann betrieb mit seiner Frau in Wesel einen Großhandel für Teppiche und Gardinen. Nachdem sie ihr Geschäft aufgeben mussten, gingen sie 1934 nach Köln, um in der Anonymität der Großstadt besser überleben zu können. Ihr zwölfjähriger Sohn Ernst konnte am 18. Januar 1939 im Rahmen eines von Erich Klibansky organisierten Kindertransport nach Großbritannien ausreisen. Das Ehepaar lebte mit Tochter Margit (geboren 3. März 1924 in Wesel) in der Roonstraße. Am 7. Dezember 1941 wurde das Ehepaar mit ihrer Tochter aus einem Ghettohaus in der Blumenthalstr. 19 ins Ghetto Riga deportiert. Das Ehepaar wurde im Juli 1944 in Riga ermordet. Die Tochter wurde in verschiedene Konzentrationslager verschleppt und überlebte den Holocaust. Der Sohn nahm 1947 die britische Staatsbürgerschaft und änderte den Namen in Ernest Kolman. Für seine Erinnerungs- und Versöhnungsarbeit wurde er 2016 zum Ehrenbürger der Stadt Wesel ernannt. Für die Familie Kohlmann wurden weitere Stolpersteine in der Moltkestraße 1 in Wesel verlegt. |
| Stolperstein für Anna Kohn (Eifelstraße 10) | Hier wohnte Anna Kohn (Jahrgang 1885) Deportiert Ermordet in Auschwitz | Eifelstr. 10 (Verlegestelle Ecke Burgunderstraße) (Standort)         | |
| Stolperstein für Max Kohn (Eifelstraße 10) | Hier wohnte Max Kohn (Jahrgang 1880) Deportiert Ermordet in Auschwitz | Eifelstr. 10 (Verlegestelle Ecke Burgunderstraße) (Standort)         | |
| Stolperstein für Ernestine Koppel (Sachsenring 29) | Hier wohnte Ernestine Koppel (Jahrgang 1880) Deportiert 1941 Łódź Verschollen | Sachsenring 29 (Standort)                                            | Nach neueren Informationen, welche zum Zeitpunkt der Stolpersteinverlegung nicht bekannt waren, wurde Ernestine Koppel im Mai 1942 von Litzmannstadt (Łódź) nach Kulmhof deportiert und dort ermordet. |
| Stolperstein für Julius Koppel (Richard-Wagner-Straße 23) | Hier wohnte Julius Koppel (Jahrgang 1900) Deportiert 1941 Łódź | Richard-Wagner-Str. 23 (Standort)                                    | Nach neueren Informationen, welche zum Zeitpunkt der Stolpersteinverlegung nicht bekannt waren, wurde Julius Koppel im Mai 1942 von Litzmannstadt (Łódź) nach Kulmhof deportiert und dort ermordet. |
| Stolperstein für Mathilde Koppel (Richard-Wagner-Straße 23) | Hier wohnte Mathilde Koppel, geb. Simons (Jahrgang 1905) Deportiert 1941 Łódź | Richard-Wagner-Str. 23 (Standort)                                    | Nach neueren Informationen, welche zum Zeitpunkt der Stolpersteinverlegung nicht bekannt waren, wurde Mathilde Koppel im Mai 1942 von Litzmannstadt (Łódź) nach Kulmhof deportiert und dort ermordet. |
| Stolperstein für Amalie Kranz (Meister-Gerhard-Straße 29) | Hier lebte Amalie Kranz, geb. Levit (Jahrgang 1883) Deportiert 1941 Riga Ermordet | Meister-Gerhard-Str. 29 (Standort)                                   | |
| Stolperstein für Bernhard Kranz (Meister-Gerhard-Straße 29) | Hier lebte Bernhard Kranz (Jahrgang 1881) Deportiert 1941 Riga Ermordet | Meister-Gerhard-Str. 29 (Standort)                                   | |
| Bild gesucht Die Wikipedia wünscht sich an dieser Stelle ein Bild vom hier behandelten Ort. Weitere Infos zum Motiv findest du vielleicht auf der Diskussionsseite . Falls du dabei helfen möchtest, erklärt die Anleitung , wie das geht. BW                          | Hier lebte Kraul, Natalie (Jahrgang 1881) Überlebt | Lindenstr. 21 (Standort)                                             | Natalie Wertheim wurde am 3. August 1881 in Bochum als Tochter von Siegmund und Emma Wertheim geboren. Sie hatte fünf ältere Brüder und zwei Schwestern. Ihr Vater war Kaufmann. Als Natalie ein Jahr alt war, starb ihre Mutter. Wenig später heiratete der Vater erneut, und 1883 wurde Natalies Halbschwester Maria geboren. Mitte der 1890er Jahre zog die Familie nach Köln und wechselte mehrmals die Adresse, ehe sie sich in der Cäciliengasse 46 niederließ. Natalie Wertheim machte eine Ausbildung zur Modistin. Am 28. November 1907 heiratete sie den zwei Jahre jüngeren protestantischen Kaufmann Alfred Kraul aus Witten und zog mit ihm nach Netphen. Dort führte das kinderlose Ehepaar gemeinsam mit Alfred Krauls Mutter Anna ein Hotel. 1931 überschrieb Anna Kraul Betrieb und Grundstück ihrer Schwiegertochter. Sieben Jahre später musste Natalie Kraul das Hotel verkaufen; neuer „arischer“ Besitzer wurde der bisherige Pächter August Schubert, der 26.000 Reichsmark dafür bezahlte. Das Ehepaar Kraul war bereits im November 1937 nach Köln in die Lindenstraße 21 gezogen. Natalie Krauls Ehe mit einem Nicht-Juden schützte sie zunächst vor Verfolgung und Zwangsmaßnahmen, sie Alfred Kraul am 2. Oktober 1940 starb. Bis Ende 1943 lebte sie weiterhin in der Lindenstraße; dann floh sie zu Bekannten nach Gillenberg bei Kall in der Eifel. Natalie Kraul hatte das Ehepaar während eines Bombenangriffs auf Köln in einem Schutzbunker kennengelernt, und Clemens und Maria Ehlen hatten ihr angeboten, sie bei sich in der Eifel zu verstecken. Mehr als ein Jahr lebte sie versteckt im Haus der Familie Ehlen. Am 5. September 1946 starb sie in Gillenberg im Alter von 65 Jahren. Der Stolperstein wird auf Wunsch einer Tochter der Familie Ehlen verlegt. |
| Stolperstein für Clara Krypka (Mozartstraße 54) | Hier wohnte Clara Krypka, geb. Meyer (Jahrgang 1881) Deportiert 1941 Łódź | Mozartstr. 54 (Standort)                                             | Der Stolperstein erinnert an Clara Krypka (geb. Meyer), geboren am 3. Oktober 1875 in Fordon. Clara Krypka (auch: Klara Krupka; Klara Krypka; Klara Krüpka). Nach neueren Informationen, welche zum Zeitpunkt der Stolpersteinverlegung nicht bekannt waren, wurde Clara Krypka im Mai 1942 von Litzmannstadt (Łódź) nach Kulmhof deportiert und dort ermordet. |
| Stolperstein für Norbert Maria Kubiak OP (Lindenstraße 45) | Hier wohnte Norbert Maria Kubiak OP (Jahrgang 1892) 1941 Gestapohaft Ermordet 20. April 1942 KZ Oranienburg                                                                              | Lindenstr. 45 (Standort)                                             | Der Stolperstein erinnert an Norbert Maria Kubiak, geboren am 10. November 1892 in Magdeburg. Johann Kubiak entstammte einer Arbeiterfamilie und wuchs in Magdeburg auf. Zunächst besuchte er eine kaufmännische Fortbildungsschule und arbeitete als Handelsgehilfe, bevor er am 13. April 1913 in den Dominikaner-Orden eintrat. Im niederländischen Venlo wurde er eingekleidet und erhielt den Ordensnamen Norbert Maria. Von Januar 1915 bis zum November 1918 leistete er Kriegsdienst. Ab 1919 lebte er im Dominikanerkonvent St. Joseph an St. Andreas in Düsseldorf, wo er 1924 auch sein ewiges Gelübde ablegte. Über die Klöster Meckinghoven, Köln und Venlo kam Bruder Norbert Maria Kubiak im Januar 1939 in das Kloster St. Paulus in Berlin-Moabit. Wo er 1941 wegen „abfälliger Bemerkungen über die Nationalsozialisten“ verhaftet wurde und mit der Häftlingsnummer 39965 in das KZ Oranienburg eingeliefert wurde. Dort starb er am 20. April 1942. Die deutsche Römisch-katholische Kirche hat Norbert Maria Kubiak als Märtyrer des Nationalsozialismus in das deutsche Martyrologium des 20. Jahrhunderts aufgenommen. Ein weiterer Stolperstein für Norbert Maria Kubiak wurde in der Oldenburger Str. 46 in Berlin-Moabit verlegt. |
| Stolperstein für Alfred Landesberg (Görresstraße 15) | Hier wohnte Alfred Landesberg (Jahrgang 1921) Flucht 1937 Palästina | Görresstr. 15 (Standort)                                             | Der am 22. November 2017 verlegte Stolperstein erinnert an Alfred Landesberg, geboren 1921. Alfred Landesberg war der Sohn von Pinkas Philipp und Jeanette Landesberg (geb. Hausner). Alfred Landesberg konnte 1937 nach Palästina emigrieren. |
| Stolperstein für Jeanette Landesberg (Görresstraße 15) | Hier wohnte Jeanette Landesberg, geb. Hausner (Jahrgang 1891) Flucht Juni 1939 Polen Trembowla Ermordet                                                                                  | Görresstr. 15 (Standort)                                             | Der am 22. November 2017 verlegte Stolperstein erinnert an Jeanette Landesberg (geb. Hausner), geboren am 1. April 1891 in Kolomea. Jeanette Landesberg war die Tochter von Gerschon und Rivka (Rebecca) Hausner (geb. Aberbukh) und Schwester von Sara Gittel Selzer (geb. Hausner). Verheiratet war sie mit Pinkas Philipp Landesberg. Ihre gemeinsamen Kinder konnten in den Jahren 1934 bis 1937 nach Palästina emigrieren. Ihr Ehemann wurde am 28. Oktober 1938 im Rahmen der sogenannten Polenaktion nach Bentschen abgeschoben. Er und seine Frau Jeanette konnten 1939 nach Trembowla in Polen fliehen. Sie wurde am 31. März 1944 mit unbekanntem Ziel deportiert. Ihr weiteres Schicksal ist nicht bekannt. |
| Stolperstein für Klara Landesberg (Görresstraße 15) | Hier wohnte Klara Landesberg, (verh. Sher) (Jahrgang 1913) Flucht 1934 Palästina 1938 Frankreich 1939 USA                                                                                | Görresstr. 15 (Standort)                                             | Der am 22. November 2017 verlegte Stolperstein erinnert an Klara Landesberg (verheiratete Sher), geboren 1913. Klara Landesberg war die Tochter von Pinkas Philipp und Jeanette Landesberg (geb. Hausner). Klara Landesberg konnte 1934 zunächst nach Palästina emigrieren. 1938 ging sie nach Frankreich und 1939 in die USA. |
| Stolperstein für Martha Landesberg (Görresstraße 15) | Hier wohnte Martha Landesberg (Jahrgang 1912) Flucht 1935 Palästina | Görresstr. 15 (Standort)                                             | Der am 22. November 2017 verlegte Stolperstein erinnert an Martha Landesberg, geboren 1913. Martha Landesberg war die Tochter von Pinkas Philipp und Jeanette Landesberg (geb. Hausner). Martha Landesberg konnte 1935 nach Palästina emigrieren. |
| Stolperstein für Pinkas Philipp Landesberg (Görresstraße 15) | Hier wohnte Pinkas Philipp Landesberg (Jahrgang 1883) 'Polenaktion' 1938 Bentschen / Zbaszyn Trembowla Ermordet                                                                          | Görresstr. 15 (Standort)                                             | Der am 22. November 2017 verlegte Stolperstein erinnert an Pinkas Philipp Landesberg, geboren am 5. Februar 1883 in Mogielnica. Der Kaufmann Pinkas Philipp Landesberg war der Sohn von Mendel und Malka Landesberg. Verheiratet war er mit Jeanette Landesberg (geb. Hausner). Ihre gemeinsamen Kinder konnten in den Jahren 1934 bis 1937 nach Palästina emigrieren. Pinkas Philipp Landesberg wurde am 28. Oktober 1938 im Rahmen der sogenannten Polenaktion nach Bentschen abgeschoben. Er und seine Frau Jeanette Landesberg konnten nach Trembowla in Polen fliehen. Sein weiteres Schicksal ist nicht bekannt. Jeanette Landesberg wurde am 31. März 1944 mit unbekanntem Ziel deportiert. Ihr weiteres Schicksal ist ebenfalls nicht bekannt. |
| Stolperstein für Ruth Landesberg (Görresstraße 15) | Hier wohnte Ruth Landesberg (Jahrgang 1925) Flucht 1937 Palästina | Görresstr. 15 (Standort)                                             | Der am 22. November 2017 verlegte Stolperstein erinnert an Ruth Landesberg, geboren 1925. Ruth Landesberg war die Tochter von Pinkas Philipp und Jeanette Landesberg (geb. Hausner). Ruth Landesberg konnte 1937 nach Palästina emigrieren. |
| Stolperstein für Sonia Landesberg (Görresstraße 15) | Hier wohnte Sonia Landesberg (Jahrgang 1918) Flucht 1934 Palästina | Görresstr. 15 (Standort)                                             | Der am 22. November 2017 verlegte Stolperstein erinnert an Sonia Landesberg, geboren 1918. Sonia Landesberg war die Tochter von Pinkas Philipp und Jeanette Landesberg (geb. Hausner). Sonia Landesberg konnte 1934 nach Palästina emigrieren. |
| Stolperstein für Berta Langstaat (Luxemburger Straße 37) | Hier wohnte Berta Langstaat, geb. Levy (Jahrgang 1888) Deportiert 1941 Łódź ??? | Luxemburger Str. 37 (Standort)                                       | Nach neueren Informationen, welche zum Zeitpunkt der Stolpersteinverlegung nicht bekannt waren, wurde Berta Langstadt im Mai 1942 von Litzmannstadt (Łódź) nach Kulmhof deportiert und dort ermordet. |
| Stolperstein für Therese Leiser (Meister-Gerhard-Straße 29) | Hier lebte Therese Leiser (Jahrgang 1898) Deportiert 1941 Łódź/Litzmannstadt Ermordet 22. September 1942 Chelmno/Kulmhof                                                                 | Meister-Gerhard-Str. 29 (Standort)                                   | Nach neueren Informationen, welche zum Zeitpunkt der Stolpersteinverlegung nicht bekannt waren, wurde Therese Leiser im September 1942 von Litzmannstadt (Łódź) nach Kulmhof deportiert und dort ermordet. |
| Bild gesucht Der Benutzer GeorgDerReisende ( Diskussion ) wünscht sich an dieser Stelle ein Bild vom Ort mit diesen Koordinaten 50.921382 6.957946 . Motiv: der Stolperstein für Johanna Lenz Falls du dabei helfen möchtest, erklärt die Anleitung , wie das geht. BW | Hier wohnte Johanna Lenz (Jahrgang 1900) seit 1929 verschiedene Heilanstalten 'verlegt' 18.8.1942 Heilanstalt Hadamar ermordet 19.9.1942                                                 | Karolingerring 11-15 (Standort)                                      | |
| Stolperstein für Anna Levi (Luxemburger Straße 5) | Hier wohnte Anna Levi, geb. Gärtner (Jahrgang 1892) Deportiert 1941 Łódź Für tot erklärt                                                                                                 | Luxemburger Str. 5 (Standort)                                        | Nach neueren Informationen, welche zum Zeitpunkt der Stolpersteinverlegung nicht bekannt waren, wurde Anna Levi im Sommer 1944 von Litzmannstadt (Łódź) nach Kulmhof deportiert und dort ermordet. |
| Stolperstein für Isidor Levi (Beethovenstraße Ecke Roonstraße) | Hier wohnte Isidor Levi (Jahrgang 1884) Deportiert 1941 Łódź Ermordet 18. August 1942 | Beethovenstraße 35 (Standort)                                        | |
| Stolperstein für Josef Levi (Luxemburger Straße 5) | Hier wohnte Josef Levi (Jahrgang 1888) Deportiert 1941 Łódź Für tot erklärt | Luxemburger Str. 5 (Standort)                                        | Nach neueren Informationen, welche zum Zeitpunkt der Stolpersteinverlegung nicht bekannt waren, wurde Josef Levi im Sommer 1944 von Litzmannstadt (Łódź) nach Kulmhof deportiert und dort ermordet. |
| Stolperstein für Rika Levi (Beethovenstraße Ecke Roonstraße) | Hier wohnte Rika Levi, geb. Noach (Jahrgang 1885) Deportiert 1941 Łódź Ermordet | Beethovenstraße 35 (Standort)                                        | Nach neueren Informationen, welche zum Zeitpunkt der Stolpersteinverlegung nicht bekannt waren, wurde Rika Levi im September 1942 von Litzmannstadt (Łódź) nach Kulmhof deportiert und dort ermordet. |
| Stolperstein für Albert Levy (Metzer Straße 5) | Hier wohnte Albert Levy (Jahrgang 1879) Deportiert 1941 Łódź Für tot erklärt | Metzer Str. 5 (Standort)                                             | |
| Stolperstein für Arthur Levy (Saarstraße 1) | Hier wohnte Arthur Levy (Jahrgang 1896) Interniert 1942 Lager Müngersdorf und Niederbardenberg Deportiert 1942 Minsk Ermordet 24. Juli 1942                                              | Saarstr. 1 (Standort)                                                | |
| Stolperstein für Emma Levy (Metzer Straße 5) | Hier wohnte Emma Levy, geb. Simon (Jahrgang 1876) Deportiert 1941 Łódź Für tot erklärt                                                                                                   | Metzer Str. 5 (Standort)                                             | Nach neueren Informationen, welche zum Zeitpunkt der Stolpersteinverlegung nicht bekannt waren, wurde Emma Levy im Mai 1942 von Litzmannstadt (Łódź) nach Kulmhof deportiert und dort ermordet. |
| Stolperstein für Friedericke Levy (Luxemburger Straße 37) | Hier wohnte Friedericke Levy (Jahrgang 1863) Deportiert 1941 Łódź Für tot erklärt | Luxemburger Str. 37 (Standort)                                       | |
| Stolperstein für Herbert Levy (Saarstraße 1) | Hier wohnte Herbert Levy (Jahrgang 1924) Interniert 1942 Lager Müngersdorf und Niederbardenberg Deportiert 1942 Minsk Ermordet 24. Juli 1942                                             | Saarstr. 1 (Standort)                                                | |
| Stolperstein für Werner Levy (Saarstraße 1) | Hier wohnte Werner Levy (Jahrgang 1929) Interniert 1942 Lager Müngersdorf und Niederbardenberg Deportiert 1942 Minsk Ermordet 24. Juli 1942                                              | Saarstr. 1 (Standort)                                                | |
| Stolperstein für Wilhelmine Levy (Saarstraße 1) | Hier wohnte Wilhelmine Levy, geb. Kaufmann (Jahrgang 1896) Interniert 1942 Lager Müngersdorf und Niederbardenberg Deportiert 1942 Minsk Ermordet 24. Juli 1942                           | Saarstr. 1 (Standort)                                                | |
| Stolperstein für Selma Leyser (Aachener Straße 28) | Hier wohnte Selma Leyser, geb. Falkenstein (Jahrgang 1883) Deportiert 1941 Łódź | Aachener Str. 28 (Standort)                                          | Der im Juli 2000 verlegte Stolperstein erinnert an Selma Leyser (geb. Falkenstein), geboren 1883. Nach neueren Informationen, welche zum Zeitpunkt der Stolpersteinverlegung nicht bekannt waren, wurde Selma Leyser im Mai 1942 von Litzmannstadt (Łódź) nach Kulmhof deportiert und dort ermordet. |
| Stolperstein für Richard Lilienfeld (Rathenauplatz 17) | Hier wohnte Richard Lilienfeld (Jahrgang 1889) Flucht 1933 Luxemburg Frankreich Interniert Drancy Deportiert 1943 Lublin Ermordet 11. März 1943                                          | Rathenauplatz 17 (Standort)                                          | Der Stolperstein erinnert an Richard Lilienfeld, geboren am 30. Dezember 1889 in Merzig an der Saar Richard Lilienfeld war ein jüdischer Rechtsanwalt. 1908 machte er in Saargemünd (Lothringen) sein Abitur und studierte später Rechtswissenschaften in Straßburg, München und Berlin. Am 21. Juni 1912 bestand er in Straßburg das erste juristische Examen. Seine Promotion legte er am 10. Juli 1912, ebenfalls in Straßburg, ab. Im Ersten Weltkrieg leistete er seinen Wehrdienst vom 15. Februar 1915 bis 31. März 1916 ab und wurde als „dauernd garnisonsverwendungsfähig“ entlassen. Er wurde mit der Rote Kreuz-Medaille III. Klasse ausgezeichnet. Nach dem Krieg zog Richard Lilienfeld mit seinen Eltern nach Köln und setzte dort seine Referendarsausbildung fort. Die Große Staatsprüfung bestand er am 4. März 1920 und wurde zum Gerichtsassessor ernannt. Als Rechtsanwalt wurde er am 8. Juni 1920 zum Amts- und Landgericht Köln zugelassen. Seine Kanzlei befand sich zunächst in der Neue Maastrichterstraße 8 und ab 1926 in der Erftstraße 4 / Ecke Hansaring. Am 5. Mai 1933 wurde gegen ihn zunächst ein „Vertretungsverbot“ ausgesprochen und am 27. Juni 1933 wurde seine Anwaltszulassung widerrufen. Richard Lilienfeld wurde 1943 nach Lublin/Majdanek deportiert und wurde dort am 15. März 1943 ermordet. |
| Stolperstein für Louis Lion (Kurfürstenstraße 23) | Hier wohnte Louis Lion (Jahrgang 1873) Deportiert 1942 Theresienstadt 1942 Treblinka Ermordet                                                                                            | Kurfürstenstr. 23 (Standort)                                         | |
| Stolperstein für Rikka Elfriede Lion (Kurfürstenstraße 23) | Hier wohnte Rikka Elfriede Lion, geb. Röttgen (Jahrgang 1875) Deportiert 1942 Theresienstadt 1942 Treblinka Ermordet                                                                     | Kurfürstenstr. 23 (Standort)                                         | |
| Stolperstein für Regina Littwas (Brüsseler Straße 17) | Hier wohnte Regina Littwas (Jahrgang 1926) Deportiert 1941 Riga ??? | Brüsseler Str. 17 (Standort)                                         | |
| Stolperstein für Emilie Löw (Darmstädter Straße 4) | Hier wohnte Emilie Löw, geb. Stern (Jahrgang 1878) Deportiert 1942 Minsk Ermordet | Darmstädter Str. 4 (Standort)                                        | |
| Stolperstein für Jakob Löw (Darmstädter Straße 4) | Hier wohnte Jakob Löw (Jahrgang 1881) Deportiert 1942 Minsk Ermordet | Darmstädter Str. 4 (Standort)                                        | |
| Stolperstein für Emma Löwenstein (Zülpicher Platz 4) | Emma Löwenstein, geb. Goldschmidt (Jahrgang 1907) Deportiert 1942 Minsk Ermordet 24. Juli 1942 Maly Trostinec                                                                            | Zülpicher Platz 4 (Standort)                                         | Der ursprünglich 2001 verlegte Stolperstein wurde wegen starker Abnutzung am 11. April 2016 erneuert und neu verlegt. |
| Stolperstein für Erna Löwenstein (Sachsenring 29) | Hier wohnte Erna Löwenstein (Jahrgang 1895) Deportiert 1941 Łódź Tod am 27. April 1943                                                                                                   | Sachsenring29 (Standort)                                             | |
| Stolperstein für Manfred Löwenstein (Zülpicher Platz 4) | Manfred Löwenstein (Jahrgang 1935) Deportiert 1942 Minsk Ermordet 24. Juli 1942 Maly trostinec                                                                                           | Zülpicher Platz 4 (Standort)                                         | Der ursprünglich 2001 verlegte Stolperstein wurde wegen starker Abnutzung am 11. April 2016 erneuert und neu verlegt. |
| Stolperstein für Martin Löwenstein (Zülpicher Platz 4) | Martin Löwenstein (Jahrgang 1902) Deportiert 1942 Minsk Ermordet 24. Juli 1942 Maly Trostinec                                                                                            | Zülpicher Platz 4 (Standort)                                         | Der ursprünglich 2001 verlegte Stolperstein wurde wegen starker Abnutzung am 11. April 2016 erneuert und neu verlegt. |
| Stolperstein für Johanna Löwenthal (Bonner Straße 33) | Hier wohnte Johanna Löwenthal, geb. Siebenborn (Jahrgang 1880) Deportiert 1941 Łódź Tod am 21. Mai 1942                                                                                  | Bonner Str. 33 (Standort)                                            | |
| Stolperstein für Karl Lulsdorff (Rathenauplatz 4) | Hier wohnte Karl Lülsdorff (Jahrgang 1924) Deportiert 1941 Riga Für tot erklärt | Rathenauplatz 4 (Standort)                                           | |
| Stolperstein für Jacob Maas (Bonner Straße 26) | Hier wohnte Jacob Maas (Jahrgang 1869) Deportiert 1943 Theresienstadt Ermordet 14. Dezember 1943                                                                                         | Bonner Str. 26 (Standort)                                            | Der am 18. April 2018 verlegte Stolperstein erinnert an Jakob Maas, geboren am 17. Mai 1869 in Hattingen. Der Metzger Jakob Maas war der Sohn von Isaac Maas und seiner Frau Sophie. Verheiratet war er mit Sibilla Levy. Jakob Maas wurde im Barackenlager Fort V Müngersdorf interniert und am 1. August 1943 mit dem Transport III/9 in das Ghetto Theresienstadt deportiert. In der Transportliste wurde Jakob Maas als „getrennt lebend“ eingetragen. Jakob Maas starb am 14. Dezember 1943 im Ghetto Theresienstadt. |
| Stolperstein für Jakob Maas (Bonner Straße 26) | Hier wohnte Jakob Maas (Jahrgang 1916) Tot nach Hetzjagd 28. Oktober 1943 Herzschlag | Bonner Str. 26 (Standort)                                            | Der am 18. April 2018 verlegte Stolperstein erinnert an Jakob Maas, geboren 1916. |
| | Hier wohnte Max Mann (Jahrgang 1902) im Widerstand/KPD verurteilt 28.9.1935 'Vorbereitung Hochverrat' 6 Jahre Zuchthaus 1942 KZ Mauthausen ermordet 20.8.1942                            | Trierer Straße 37 (Standort)                                         | |
| | Hier wohnte Hermann Manuel (Jahrgang 1864) gedemütigt/entrechtet tot 27.6.1940 | Luxemburger Straße 14 (Standort)                                     | |
| | Hier wohnte Leopoldine Manuel, geb. Geismar (Jahrgang 1864) deportiert 1942 Theresienstadt ermordet Sept. 1942 Treblinka                                                                 | Luxemburger Straße 14 (Standort)                                     | |
| | Hier wohnte Siegfried Manuel (Jahrgang 1899) Flucht Luxemburg 1940 Frankreich interniert Drancy deportiert 1942 ermordet in Auschwitz                                                    | Luxemburger Straße 14 (Standort)                                     | |
| Stolperstein für Emma Marchand (Boisseréestraße 10) | Hier wohnte Emma Marchand, geb. Loeb (Jahrgang 1889) Deportiert 1941 Riga Für tot erklärt                                                                                                | Boisseréestr. 10 (Standort)                                          | Der Stolperstein erinnert an Emma Marchand (geb. Loeb), geboren am 14. Dezember 1889 in Köln. Emma Loeb wurde Gemeinsam mit ihrem Mann Maximilian und ihrem Sohn Walter wurde sie am 7. Dezember 1941 in das Ghetto Riga deportiert. Vom Ghetto in Riga wurde sie am 9. August 1944 in das Konzentrationslager Stutthof verbracht. Hier starb sie am 27. Dezember 1944. |
| Stolperstein für Maximilian Marchand (Boisseréestraße 10) | Hier wohnte Maximilian Marchand (Jahrgang 1881) Deportiert 1941 Riga Für tot erklärt | Boisseréestr. 10 (Standort)                                          | Der Stolperstein erinnert an Maximilian Marchand, geboren am 24. August 1881 in Glehn. Maximilian Marchand war der Sohn von Christina Levy und Aaron Levy, gen. Marchand. Der Installateur war mit Emma Loeb verheiratet. Die Familie wurde am 7. Dezember 1941 in das Ghetto Riga deportiert, wo er am 19. März 1943 verstarb. |
| Stolperstein für Walter Marchand (Boisseréestraße 10) | Hier wohnte Walter Marchand (Jahrgang 1917) Deportiert 1941 Riga Für tot erklärt | Boisseréestr. 10 (Standort)                                          | Der Stolperstein erinnert an Walter Marchand, geboren am 6. Juli 1917 (nach anderen Quellen 1919). Walter Marchand war der Sohn von Emma und Maximilian Marchand. Er war als kaufmännischer Angestellter tätig. Gemeinsam mit seinen Eltern wurde er am 7. Dezember 1941 in das Ghetto Riga deportiert. Wie seine Mutter, wurde er vom Ghetto Riga am 9. August 1944 in das Konzentrationslager Stutthof verbracht. Bereits eine Woche später, am 16. August 1944 wurde er mit einem Transport in das KZ Buchenwald deportiert. Hier verliert sich seine Spur, ein genaues Todesdatum ist nicht bekannt. |
| Stolperstein für Hans Marcus (Boisseréestraße 10) | Hier wohnte Hans Marcus (Jahrgang 1892) Deportiert 1941 Riga Schicksal unbekannt | Boisseréestr. 10 (Standort)                                          | Der Stolperstein erinnert an Hans Marcus, geboren am 20. April 1892 in Halle an der Saale. Hans Marcus war der Sohn von Moritz und Anna Marcus (geb. Simonsohn). Im Adressbuch von Köln 1941/42 wird als seine Berufsbezeichnung „Schauspieler“ angegeben. Wie die Familie Marchand wurde auch Hans Marcus am 7. Dezember 1941 aus der Boisseréestraße 10 in das Ghetto Riga deportiert. Danach verliert sich seine Spur und sein weiteres Schicksal ist unbekannt. |
| | Hier wohnte Henriette Marcus, geb. Feist (Jahrgang 1864) deportiert 1942 Theresienstadt ermordet 20.9.1942                                                                               | Jülicher Straße 19 (Standort)                                        | |
| | Hier wohnte Margarete Marcus (Jahrgang 1892) deportiert 1942 Theresienstadt ermordet 13.9.1942                                                                                           | Jülicher Straße 19 (Standort)                                        | |
| Stolperstein für Julius Margolinsky (Ohmstraße 38) | Hier wohnte Julius Margolinsky (Jahrgang 1877) Deportiert 1942 Theresienstadt Ermordet 24. November 1942                                                                                 | Ohmstr. 38 (Standort)                                                | |
| Stolperstein für Rosa Margolinsky (Ohmstraße 38) | Hier wohnte Rosa Margolinsky, geb. Nathan (Jahrgang 1881) Deportiert 1943 Ermordet in Auschwitz                                                                                          | Ohmstr. 38 (Standort)                                                | |
| Stolperstein für Waltraud Margolinsky (Ohmstraße 38) | Hier wohnte Waltraud Margolinsky (Jahrgang 1914) Eingewiesen Jacoby’schen Anstalt, Bendorf-Sayn Deportiert 1942 Sobibor Ermordet                                                         | Ohmstr. 38 (Standort)                                                | |
| Stolperstein für Alfred Marx (Karolingerring 17) | Hier wohnte Alfred Marx (Jahrgang 1880) Deportiert 1941 Łódź Für tot erklärt | Karolingerring 17 (Standort)                                         | Der Stolperstein erinnert an Alfred Gerd Marx, geboren am 3. Juni 1880 in Metz. Alfred Marx war der Sohn von Ferdinand und Rosa Marx (geb. Rotschild). Verheiratet war er mit Ernestine (Tynia) Weile. Gemeinsam mit seiner Frau und Tochter Rita wurde er am 22. Oktober 1941 mit dem ersten Kölner Transport von Köln aus in das Ghetto Litzmannstadt (Łódź) deportiert. Alfred Marx wurde am 8. September 1942 in das Vernichtungslager Kulmhof verbracht, wo er im September 1942 starb. Sohn Charles Murray überlebte den Holocaust. |
| Stolperstein für Rita Marx (Karolingerring 17) | Hier wohnte Rita Marx (Jahrgang 1916) Deportiert 1941 Łódź Für tot erklärt | Karolingerring 17 (Standort)                                         | Der Stolperstein erinnert an Rita Marx, geboren am 18. Dezember 1916 in Köln. Rita Marx war die Tochter von Alfred und Ernestine Marx (geb. Weile). Gemeinsam mit ihren Eltern wurde sie am 22. Oktober 1941 mit dem ersten Kölner Transport von Köln aus in das Ghetto Litzmannstadt (Łódź) deportiert. Rita Marx wurde am 8. September 1942 in das Vernichtungslager Kulmhof verbracht, wo sie im September 1942 starb. Ihr Bruder Charles Murray überlebte den Holocaust. |
| Stolperstein für Tynia Marx (Karolingerring 17) | Hier wohnte Tynia Marx, geb. Welle (Jahrgang 1890) Deportiert 1941 Łódź Für tot erklärt                                                                                                  | Karolingerring 17 (Standort)                                         | Der Stolperstein erinnert an Ernestine (Tynia) Marx (geb. Welle), geboren am 9. Oktober 1890 in Łódź. Ernestine Marx war die Tochter von Karl und Regina Weile (geb. Landau). Verheiratet war sie mit Alfred Marx. Gemeinsam mit ihrem Mann und Tochter Rita wurde sie am 22. Oktober 1941 mit dem ersten Kölner Transport von Köln aus in das Ghetto Litzmannstadt (Łódź) deportiert. Ernestine Marx wurde am 26. September 1942 in das Vernichtungslager Kulmhof verbracht, wo sie im September 1942 starb. Sohn Charles Murray überlebte den Holocaust. |
| Stolperstein für Walter Ernst L. Marx (Zülpicher Platz 4) | Walter Ernst Ludwig Marx (Jahrgang 1905) Deportiert 1941 Łódź/Litzmannstadt Ermordet 1942 Chelmno/Kulmhof                                                                                | Zülpicher Platz 4 (Standort)                                         | Der ursprünglich 2001 verlegte Stolperstein wurde wegen starker Abnutzung am 11. April 2016 erneuert und neu verlegt. |
| | Hier wohnte Josepha May, geb. Pollak (Jahrgang 1908) Flucht 1939 Palästina | Eifelstraße 27 (Standort)                                            | |
| | Hier wohnte Otto May (Jahrgang 1893) Berufsverbot 1935 Flucht 1939 Palästina | Eifelstraße 27 (Standort)                                            | |
| | Hier wohnte Siegmund May (Jahrgang 1858) deportiert 1942 Theresienstadt ermordet 14.7.1943                                                                                               | Eifelstraße 27 (Standort)                                            | |
| | Hier wohnte Sophie May, geb. Bamberger (Jahrgang 1871) deportiert 1942 Theresienstadt 1944 Auschwitz ermordet                                                                            | Eifelstraße 27 (Standort)                                            | |
| Stolperstein für Alice Mayer (Titusstraße 10) | Hier wohnte Alice Mayer, geb. Spandow (Jahrgang 1909) Deportiert 1941 Riga ??? | Titusstr. 10 (Standort)                                              | Die im Februar 2001 verlegten Stolpersteine zeigen seit 2004 Spuren von Gewalteinwirkung. |
| | Hier wohnte Edith Minna Mayer, geb. Falkenstein (Jahrgang 1904) Flucht 1938 Belgien interniert Mechelen deportiert 1943 ermordet in Auschwitz                                            | Kaesenstraße 28 (Standort)                                           | |
| | Hier wohnte Erika Mayer (Jahrgang 1928) deportiert 1941 Łodz/Litzmannstadt ermordet Mai 1942 Chelmno/Kulmhof                                                                             | Mainzer Straße 77 (Standort)                                         | |
| | Hier wohnte Eugenie Mayer, geb. Wolf (Jahrgang 1901) deportiert 1941 Łodz/Litzmannstadt ermordet Mai 1942 Chelmno/Kulmhof                                                                | Mainzer Straße 77 (Standort)                                         | |
| | Hier wohnte Friedrich 'Fritz' Mayer (Jahrgang 1897) Flucht 1936 Frankreich | Mainzer Straße 77 (Standort)                                         | |
| | Hier wohnte Gerhard Mayer (Jahrgang 1901) deportiert 1941 Łodz/Litzmannstadt ermordet Mai 1942 Chelmno/Kulmhof                                                                           | Mainzer Straße 77 (Standort)                                         | |
| Stolperstein für Julius Mayer (Titusstraße 10) | Hier wohnte Julius Mayer (Jahrgang 1897) Deportiert 1941 Riga ??? | Titusstr. 10 (Standort)                                              | Die im Februar 2001 verlegten Stolpersteine zeigen seit 2004 Spuren von Gewalteinwirkung. |
| | Hier wohnte Philipp Erich Mayer (Jahrgang 1892) Flucht 1938 Belgien interniert Mechelen deportiert 1943 ermordet in Auschwitz                                                            | Kaesenstraße 28 (Standort)                                           | |
| | Hier wohnte Ralph Mayer (Jahrgang 1924) Flucht 1938 Belgien mit Hilfe versteckt überlebt                                                                                                 | Kaesenstraße 28 (Standort)                                           | |
| Stolperstein für Albert Jakob Mendel (Aachener Straße 67) | Hier wohnte Albert Jakob Mendel (Jahrgang 1907) Deportiert 1943 Ermordet in Auschwitz | Aachener Str. 67 (Standort)                                          | Der Stolperstein erinnert an Albert Jakob Mendel, geboren am 31. Dezember 1907 in Köln. Der Krankenpfleger des Israelitischen Asyls in Köln Albert Jakob Mendel war mit der Krankenschwester Fanny Mendel verheiratet, gemeinsam wurden sie im Barackenlager Fort V Müngersdorf interniert. Von hier aus wurde Albert Jakob Mendel, gemeinsam mit seiner Mutter Lilly Mendel und seiner Ehefrau Fanny am 15. Januar 1943 zunächst nach Berlin und von dort aus, am 29. Januar 1943, mit dem 27. Osttransport nach Auschwitz deportiert. In der Transportliste wurde Albert Jakob Mendel als „verheiratet“ und „arbeitsfähig“ eingetragen. Seine Kennkarten-Nr. lautet J 03697. Dort starb Albert Jakob Mendel am 12. Februar 1943. Für Jakob Albert Mendel wurde ein weiterer Stolperstein vor seiner ehemaligen Schule dem Deutzer Gymnasium Schaurtestraße verlegt. |
| Stolperstein für Fanny Mendel (Aachener Straße 67) | Hier wohnte Fanny Mendel, geb. Lohn (Jahrgang 1911) Interniert 1942 Lager Müngersdorf Deportiert 1943 Ermordet in Auschwitz                                                              | Aachener Str. 67 (Standort)                                          | Der Stolperstein erinnert an Fanny Mendel (geb. Lohn), geboren am 26. Oktober 1911 in Köln. Die Krankenschwester des Israelitischen Asyls Fanny Mendel war die Tochter von Max und Malchen Lohn (geb. Wolf). Ihr Bruder Helmut Lohn überlebte den Holocaust. Sie war mit dem Krankenpfleger Albert Jakob Mendel verheiratet, gemeinsam wurden sie im Barackenlager Fort V Müngersdorf interniert. Von hier aus wurde Fanny Mendel am 15. Januar 1943 zunächst nach Berlin und von dort aus, am 29. Januar 1943, mit dem 27. Osttransport nach Auschwitz deportiert. In der Transportliste wurde Fanny Mendel als „verheiratet“ und „arbeitsfähig“ eingetragen. Ihre Kennkarten-Nr. lautet J 03698. Dort verliert sich ihre Spur. |
| Stolperstein für Else Meyer (Görresstraße 15) | Hier wohnte Else Meyer, geb. Wolff (Jahrgang 1906) Deportiert 1941 Łódź ??? | Görresstr. 15 (Standort)                                             | Nach neueren Informationen, welche zum Zeitpunkt der Stolpersteinverlegung nicht bekannt waren, wurde Else Meyer im Mai 1942 von Litzmannstadt (Łódź) nach Kulmhof deportiert und dort ermordet. |
| Stolperstein für Eva Meyer (Richard-Wagner-Straße 23) | Hier wohnte Eva Meyer, geb. Brieger (Jahrgang 1900) Deportiert 1941 Łódź | Richard-Wagner-Str. 23 (Standort)                                    | |
| Stolperstein für Hanni Meyer (Luxemburger Straße 37) | Hier wohnte Hanni Meyer (Jahrgang 1884) Deportiert 1941 Łódź ??? | Luxemburger Str. 37 (Standort)                                       | |
| Stolperstein für Julius Meyer (Görresstraße 15) | Hier wohnte Julius Meyer (Jahrgang 1905) Deportiert 1941 Łódź ??? | Görresstr. 15 (Standort)                                             | Nach neueren Informationen, welche zum Zeitpunkt der Stolpersteinverlegung nicht bekannt waren, wurde Julius Meyer am 14. November 1941 aus dem Ghetto Litzmannstadt (Łódź) in ein Zwangsarbeitslager in der Region Posen verschleppt. Er starb am 23. Dezember 1942 im Arbeitslager Paulseck. |
| Stolperstein für Kurt Meyer (Richard-Wagner-Straße 23) | Hier wohnte Kurt Meyer (Jahrgang 1935) Deportiert 1941 Łódź | Richard-Wagner-Str. 23 (Standort)                                    | Nach neueren Informationen, welche zum Zeitpunkt der Stolpersteinverlegung nicht bekannt waren, wurde Kurt Meyer im Mai 1942 von Litzmannstadt (Łódź) nach Kulmhof deportiert und dort ermordet. |
| Stolperstein für Leopold Meyer (Richard-Wagner-Straße 23) | Hier wohnte Leopold Meyer (Jahrgang 1898) Deportiert 1941 Łódź | Richard-Wagner-Str. 23 (Standort)                                    | Nach neueren Informationen, welche zum Zeitpunkt der Stolpersteinverlegung nicht bekannt waren, wurde Leopold Meyer im Mai 1942 von Litzmannstadt (Łódź) nach Kulmhof deportiert und dort ermordet. |
| Stolperstein für Ludwig Meyer (Richard-Wagner-Straße 23) | Hier wohnte Ludwig Meyer (Jahrgang 1928) Deportiert 1941 Łódź | Richard-Wagner-Str. 23 (Standort)                                    | Nach neueren Informationen, welche zum Zeitpunkt der Stolpersteinverlegung nicht bekannt waren, wurde Ludwig Meyer im Mai 1942 von Litzmannstadt (Łódź) nach Kulmhof deportiert und dort ermordet. |
| Stolpersteine Köln, Markus Meyer (Rolandstraße 63) | Hier wohnte Markus Meyer (Jahrgang 1874) Deportiert 1941 Łódź Für tot erklärt | Rolandstr. 63 (Standort)                                             | Nach neueren Informationen, welche zum Zeitpunkt der Stolpersteinverlegung nicht bekannt waren, starb Markus Meyer am 2. Mai 1942 im Ghetto Litzmannstadt (Łódź). |
| Stolperstein für Otto Meyer (Luxemburger Straße 37) | Hier wohnte Otto Meyer (Jahrgang 1886) Deportiert 1941 Łódź Tod am 24. April 1942 | Luxemburger Str. 37 (Standort)                                       | |
| Bild gesucht Der Benutzer GeorgDerReisende ( Diskussion ) wünscht sich an dieser Stelle ein Bild vom Ort mit diesen Koordinaten 50.920834 6.956751 . Motiv: der Stolperstein für Sophia Meyer Falls du dabei helfen möchtest, erklärt die Anleitung , wie das geht. BW | Hier wohnte Sophia Meyer (Jahrgang 1871) deportiert 1942 Theresienstadt ermordet Sept. 1942 Treblinka                                                                                    | Elsaßstr. 59 (Standort)                                              | |
| Stolperstein für Else Meyerhof (Richard-Wagner-Straße 23) | Hier wohnte Else Meyerhof, geb. Aschoff (Jahrgang 1886) Deportiert 1941 Riga Verschollen                                                                                                 | Richard-Wagner-Str. 23 (Standort)                                    | |
| Stolperstein für Inge Meyerhof (Richard-Wagner-Straße 23) | Hier wohnte Inge Meyerhof (Jahrgang 1926) Deportiert 1941 Riga | Richard-Wagner-Str. 23 (Standort)                                    | |
| Stolperstein für Ruth Meyerhof (Richard-Wagner-Straße 23) | Hier wohnte Ruth Meyerhof (Jahrgang 1923) Deportiert 1941 Riga | Richard-Wagner-Str. 23 (Standort)                                    | |
| Stolperstein für Hildegard Miloskanski (Hardefuststraße 8) | Hier wohnte Hildegard Miloskanski (Jahrgang 1921) Deportiert 1941 Łódź ??? | Hardefuststr. 8 (Standort)                                           | Nach neueren Informationen, welche zum Zeitpunkt der Stolpersteinverlegung nicht bekannt waren, wurde Hildegard Miloskanski im Mai 1942 von Litzmannstadt (Łódź) nach Kulmhof deportiert und dort ermordet. |
| Stolperstein für Heinrich Miltrup (Lothringer Straße 16) | Hier wohnte Heinrich Miltrup (Jahrgang 1912) Seit 1933 verschiedene Heilanstalten Zwangssterilisiert 1935 Bedburg-Hau 'Verlegt' 8. März 1940 Brandenburg Ermordet 8. März 1940 Aktion T4 | Lothringer Str. 16 (Standort)                                        | Der am 21. Oktober 2015 verlegte Stolperstein erinnert an Heinrich Miltrup, geboren am 1. Oktober 1912 in Köln. Heinrich Miltrup war der Sohn eines Dekorateurs und Polsterers. Nach dem Besuch der Volksschule wurde er Gärtner. Als ihm 1933 sein Fahrrad gestohlen wird stiehlt er ein anderes Fahrrad und wird verhaftet. Im darauffolgendem Verfahren wird er begutachtet und zum „gemeingefährlichen Geisteskranken erklärt, der dringend der geschlossenen Anstalt bedarf“ und wird in die Lindenburg eingewiesen. Am 19. Juli 1933 wird er in die Heil- und Pflegeanstalt Bonn verlegt. Im psychiatrischen Gutachten wird „Debil, primitiv, stumpf,… aber zu kurzschlussartigen Handlungen neigend…“ vermerkt. Am 29. Juli 1934 wird Heinrich Miltrup nach Bedburg-Hau verlegt, dort gelingt ihm ein Fluchtversuch. Am 29. August 1933 erfolgt der Beschluss des Erbgesundheitsgerichtes Cleve zur Zwangssterilisation wegen angeborenen Schwachsinns. Die Zwangssterilisation erfolgte am 27. September 1935 in der Pflegeanstalt Bedburg-Hau. In den folgenden Jahren gelangen ihm weitere Fluchtversuche, worauf er ab dem 4. Oktober 1938 ruhiggestellt wurde. Im Februar 1940 erfolgte der letzte Eintrag in seiner Krankenakte. Danach verliert sich seine Spur. Vermutlich wurde Heinz Miltrup in der Tötungsanstalt Brandenburg vergast und verbrannt (Aktion T4). Am 20. Juli 1940 wurde Heinz Miltrup auf dem Kölner Südfriedhof beerdigt. 1964 wurde seine Urne auf die Ehrengräber des Kölner Westfriedhof überführt. |
| Stolperstein für Abraham Mohl (Richard-Wagner-Straße 23) | Hier wohnte Abraham Mohl (Jahrgang 1876) Deportiert 1941 Łódź Für tot erklärt | Richard-Wagner-Str. 23 (Standort)                                    | |
| Stolperstein für Johanna Mohl (Richard-Wagner-Straße 23) | Hier wohnte Johanna Mohl (Jahrgang 1924) Deportiert 1941 Łódź Für tot erklärt | Richard-Wagner-Str. 23 (Standort)                                    | |
| Stolperstein für Josef Mohl (Richard-Wagner-Straße 23) | Hier wohnte Josef Mohl (Jahrgang 1920) Deportiert 1941 Łódź Für tot erklärt | Richard-Wagner-Str. 23 (Standort)                                    | |
| Stolperstein für Martha Mohl (Richard-Wagner-Straße 23) | Hier wohnte Martha Mohl (Jahrgang 1927) Deportiert 1941 Łódź Für tot erklärt | Richard-Wagner-Str. 23 (Standort)                                    | Nach neueren Informationen, welche zum Zeitpunkt der Stolpersteinverlegung nicht bekannt waren, wurde Martha Mohl im Mai 1942 von Litzmannstadt (Łódź) nach Kulmhof deportiert und dort ermordet. |
| Stolperstein für Rosalie Mohl (Richard-Wagner-Straße 23) | Hier wohnte Rosalie Mohl, geb. Simons (Jahrgang 1893) Deportiert 1941 Łódź Für tot erklärt                                                                                               | Richard-Wagner-Str. 23 (Standort)                                    | Nach neueren Informationen, welche zum Zeitpunkt der Stolpersteinverlegung nicht bekannt waren, wurde Rosalie Mohl im Mai 1942 von Litzmannstadt (Łódź) nach Kulmhof deportiert und dort ermordet. |
| Stolperstein für Walter Mohl (Richard-Wagner-Straße 23) | Hier wohnte Walter Mohl (Jahrgang 1922) Deportiert 1941 Łódź Für tot erklärt | Richard-Wagner-Str. 23 (Standort)                                    | Nach neueren Informationen, welche zum Zeitpunkt der Stolpersteinverlegung nicht bekannt waren, starb Walter Mohl am 22. Oktober 1942 im Ghetto Litzmannstadt (Łódź). |
| Bild gesucht Die Wikipedia wünscht sich an dieser Stelle ein Bild vom hier behandelten Ort. Weitere Infos zum Motiv findest du vielleicht auf der Diskussionsseite . Falls du dabei helfen möchtest, erklärt die Anleitung , wie das geht. BW                          | Hier wohnte Rosa Mohlberg, geb. Rosenthal (Jahrgang 1893) Interniert 1944 Lager Müngersdorf Arbeitslager 'Bähr' Kassel-Bettenhausen Geflohen / Überlebt                                  | Richard-Wagner-Str. 43 (Standort)                                    | Der Stolperstein erinnert an Rosa Mohlberg, geboren 1893. Die Verlegung erfolgte am 12. Juni 2025. |
| Stolperstein für Bruno Möller (Kleingedankstraße 16) | Hier wohnte Bruno Möller (Jahrgang 1893) Deportiert 1941 Łódź ??? | Kleingedankstr. 16 (Standort)                                        | |
| Stolperstein für Hildegard Möller (Kleingedankstraße 16) | Hier wohnte Hildegard Möller, geb. Rheingold (Jahrgang 1904) Deportiert 1941 Łódź Für tot erklärt                                                                                        | Kleingedankstr. 16 (Standort)                                        | |
| Stolperstein für Sara Monetta (Engelbertstraße 44) | Hier wohnte Sara Monetta (Jahrgang 1895) Deportiert 1941 Łódź ??? | Engelbertstr. 44 (Standort)                                          | Nach neueren Informationen, welche zum Zeitpunkt der Stolpersteinverlegung nicht bekannt waren, wurde Sara Monetta im Mai 1942 von Litzmannstadt (Łódź) nach Kulmhof deportiert und dort ermordet. |
| | Hier wohnte Andreas Walter Moses (Jahrgang 1893) Flucht 1938 Belgien 1940 Frankreich interniert Drancy deportiert 1942 ermordet in Auschwitz                                             | Ubierring 26-28 (Standort)                                           | |
| Stolperstein für Hans Moses (Hardefuststraße 8) | Hier wohnte Hans Moses (Jahrgang 1897) Deportiert 1941 Łódź Für tot erklärt | Hardefuststr. 8 (Standort)                                           | Nach neueren Informationen, welche zum Zeitpunkt der Stolpersteinverlegung nicht bekannt waren, wurde Hans Moses im Mai 1942 von Litzmannstadt (Łódź) nach Kulmhof deportiert und dort ermordet. |
| | Hier wohnte Helene Ellen Moses (Jahrgang 1922) Flucht 1938 Belgien 1940 Frankreich interniert Drancy deportiert 1942 Auschwitz ermordet 9.10.1942                                        | Ubierring 26-28 (Standort)                                           | |
| Stolperstein für Ilse Moses (Lochnerstraße 12–14) | Hier wohnte Ilse Moses, geb. Moore (Jahrgang 1929) Deportiert 1941 Łódź ??? | Lochnerstr. 12–14 (Standort)                                         | |
| Stolperstein für Julie Moses (Hardefuststraße 8) | Hier wohnte Julie Moses, geb. Deutschlaender (Jahrgang 1910) Deportiert 1941 Łódź Für tot erklärt                                                                                        | Hardefuststr. 8 (Standort)                                           | Nach neueren Informationen, welche zum Zeitpunkt der Stolpersteinverlegung nicht bekannt waren, wurde Julie Moses im Mai 1942 von Litzmannstadt (Łódź) nach Kulmhof deportiert und dort ermordet. |
| | Hier wohnte Kurt Moses (Jahrgang 1928) Flucht 1938 Belgien 1940 Frankreich interniert Drancy deportiert 1942 Auschwitz 1945 Buchenwald befreit                                           | Ubierring 26-28 (Standort)                                           | |
| | Hier wohnte Lilli Moses (Jahrgang 1897) Flucht 1938 Belgien 1940 Frankreich interniert Drancy deportiert 1942 ermordet in Auschwitz                                                      | Ubierring 26-28 (Standort)                                           | |
| Stolperstein für Mathel Moses (Hardefuststraße 8) | Hier wohnte Mathel Moses (Jahrgang 1939) Deportiert 1941 Łódź Für tot erklärt | Hardefuststr. 8 (Standort)                                           | Nach neueren Informationen, welche zum Zeitpunkt der Stolpersteinverlegung nicht bekannt waren, wurde Mathel Moses im Mai 1942 von Litzmannstadt (Łódź) nach Kulmhof deportiert und dort ermordet. |
| Stolperstein für Elfriede Nathan (Lothringer Straße 39) | Hier lebte Elfriede Nathan (Jahrgang 1923) Deportiert 1941 Łódź/Litzmannstadt Ermordet Mai 1942 Chelmno/Kulmhof                                                                          | Lothringer Str. 39 (Standort)                                        | |
| Stolperstein für Johanna Nathan (Heinsbergstraße 22) | Hier wohnte Johanna Nathan, geb. Zimmermann (Jahrgang 1879) Deportiert 1941 Łódź ??? | Heinsbergstr. 22 (Standort)                                          | Nach neueren Informationen, welche zum Zeitpunkt der Stolpersteinverlegung nicht bekannt waren, wurde Johanna Nathan im Mai 1942 von Litzmannstadt (Łódź) nach Kulmhof deportiert und dort ermordet. |
| Stolperstein für Siegmund Nathan (Heinsbergstraße 22) | Hier wohnte Siegmund Nathan (Jahrgang 1882) Deportiert 1941 Łódź Für tot erklärt | Heinsbergstr. 22 (Standort)                                          | Nach neueren Informationen, welche zum Zeitpunkt der Stolpersteinverlegung nicht bekannt waren, wurde Siegmund Nathan im Mai 1942 von Litzmannstadt (Łódź) nach Kulmhof deportiert und dort ermordet. |
| Stolperstein für Erika Neubrand (Mainzer Straße 75) | Hier wohnte Erika Neubrand (Jahrgang 1912) Deportiert 1943 Theresienstadt Tod auf dem Rücktransport                                                                                      | Mainzer Str. 75 (Standort)                                           | Der Stolperstein erinnert an Erika Lieselotte Erike Neubrand, geboren am 4. Juli 1912 in Heidelberg. Erika Neubrand war die Tochter von Emil Neubrand und seiner Frau Helene Schwend. Erika Neubrand wurde am 27. Oktober 1944, gemeinsam mit ihrer Tochter Vera, mit dem Transport I/118 in das Ghetto Theresienstadt deportiert. In der Transportliste wurde Erika Neubrand als Hausangestellte und „Geltungsjüdin“ eingetragen. Erika Neubrand starb nach ihrer Befreiung am 29. Juli 1945 in Hannover. |
| Stolperstein für Gerda Neubrand (Mainzer Straße 75) | Hier wohnte Gerda Neubrand (Jahrgang 1921) Deportiert 1943 Überlebt im Jüdischen Krankenhaus Berlin                                                                                      | Mainzer Str. 75 (Standort)                                           | |
| Stolperstein für Helene Neubrand (Mainzer Straße 75) | Hier wohnte Helene Neubrand, geb. Schwed (Jahrgang 1878) Deportiert 1943 Theresienstadt Überlebt                                                                                         | Mainzer Str. 75 (Standort)                                           | Der Stolperstein erinnert an Helene Neubrand (geb. Schwend), geboren 1878. Helene Neubrand war die Ehefrau von Emil Neubrand und die Mutter der gemeinsamen Tochter Erika Lieselotte Erike Neubrand (geb. 1912 in Heidelberg). |
| Stolperstein für Vera Neubrand (Mainzer Straße 75) | Hier wohnte Vera Neubrand (Jahrgang 1938) Deportiert 1943 Theresienstadt Überlebt | Mainzer Str. 75 (Standort)                                           | Der Stolperstein erinnert an Vera Neubrand, geboren am 6. April 1938 in Köln. Vera Neubrand war die Tochter von Erika Neubrand. Die sechsjährige Vera Neubrand wurde am 27. Oktober 1944, gemeinsam mit ihrer Mutter, mit dem Transport I/118 in das Ghetto Theresienstadt deportiert. In der Transportliste wurde Vera Neubrand als „Kind zu Nr.28 (Erika Neubrand)“ eingetragen. Vera Neubrand überlebte den Holocaust. |
| Stolperstein für Julie Nussbaum (Eifelstraße 27) | Hier wohnte Julie Nussbaum (Jahrgang 1875) Deportiert 1941 Łódź ??? | Eifelstr. 27 (Standort)                                              | Nach neueren Informationen, welche zum Zeitpunkt der Stolpersteinverlegung nicht bekannt waren, wurde Julie Nussbaum im Mai 1942 von Litzmannstadt (Łódź) nach Kulmhof deportiert und dort ermordet. |
| Stolperstein für CMathilde Nussbaum (Eifelstraße 27) | Hier wohnte Mathilde Nussbaum (Jahrgang 1877) Deportiert 1941 Łódź ??? | Eifelstr. 27 (Standort)                                              | Nach neueren Informationen, welche zum Zeitpunkt der Stolpersteinverlegung nicht bekannt waren, wurde Mathilde Nussbaum im Mai 1942 von Litzmannstadt (Łódź) nach Kulmhof deportiert und dort ermordet. |
| Stolperstein für Josef Nussbaum-Kappel (Eifelstraße 27) | Hier wohnte Josef Nussbaum-Kappel (Jahrgang 1881) Deportiert 1941 Łódź Tod am 19. April 1942                                                                                             | Eifelstr. 27 (Standort)                                              | Nach neueren Informationen, welche zum Zeitpunkt der Stolpersteinverlegung nicht bekannt waren, starb Josef Kappel-Nussbaum am 24. April 1942 im Ghetto Litzmannstadt (Łódź). |
| Stolperstein für Ilse Obar (Görresstraße 15) | Hier wohnte Ilse Obar, geb. Hertz (Jahrgang 1919) Deportiert 1942 Riga 1943 Kaiserwald 1944 Stutthof Überlebt                                                                            | Görresstr. 15 (Standort)                                             | |
| Stolperstein für Hans Abraham Ochs (Römerpark) | Hans Abraham Ochs (Jahrgang 1928) Im Römerpark erschlagen von Hitlerjugend Tod 30. September 1936                                                                                        | Römerpark Höhe Titusstr. 26 (Standort)                               | Der Stolperstein erinnert an Hans Abraham Ochs, geboren am 10. Juni 1928 in Köln. Im September 1936 spazierte der achtjährige „Halbjude“ Hans Abraham Ochs aus der nahe gelegenen Trajanstraße 41 mit seiner Mutter und dem kleinen Bruder an der Grenze zwischen Römer- und Hindenburgpark, wo er von Mitgliedern der Hitlerjugend angepöbelt und zusammengeschlagen wurde. Als er bereits am Boden lag, traten sie ihn so lange, bis er sich nicht mehr rührte. Am 30. September 1936 erlag Ochs im Krankenhaus seinen Verletzungen. In der offiziellen Todesfallanzeige wurde als Todesursache „Bauchfellentzündung“ eingetragen. Hans Abraham Ochs wurde auf dem jüdischen Friedhof in Köln-Bocklemünd (Flur 16b Nr. 7) beerdigt. Sein Grabstein trägt die Inschrift: „Hans Abraham Ochs. Umgekommen durch eine irregeleitete Jugend.“ Die Mutter hat die Tat nie angezeigt. Ihren jüngeren Sohn Gerhard gab sie kurze Zeit später zu einer Pflegefamilie in die Niederlande, wo er bis Ende der 1990er Jahre lebte. |
| Stolperstein für Hans Abraham Ochs (Trajanstraße 41) | Hier wohnte Hans Abraham Ochs (Jahrgang 1928) Tod am 30. September 1936 Erschlagen von Hitlerjugend                                                                                      | Trajanstr. 41 (Standort)                                             | siehe oben |
| | Hier lebte Emma Oppenheimer, geb. Kratz (Jahrgang 1878) gedemütigt/entrechtet tot 8. Dez. 1937                                                                                           | Stolzestraße 4 (Standort)                                            | |
| Stolperstein für Ida Oppenheimer (Beethovenstraße 8) | Hier lebte Ida Oppenheimer (Jahrgang 1894) Deportiert 1941 Łódź/Litzmannstadt Ermordet Mai 1942 Chelmno/Kulmhof                                                                          | Beethovenstr. 8 (Standort)                                           | |
| | Hier lebte Josef Oppenheimer (Jahrgang 1908) gedemütigt/entrechtet tot 25. Juli 1940 | Stolzestraße 4 (Standort)                                            | |
| Stolperstein für Louis Oppenheimer (Beethovenstraße 8) | Hier lebte Louis Oppenheimer (Jahrgang 1894) Deportiert 1941 Łódź/Litzmannstadt Ermordet Mai 1942 Chelmno/Kulmhof                                                                        | Beethovenstr. 8 (Standort)                                           | |
| | Hier lebte Siegfried Oppenheimer (Jahrgang 1909) deportiert 1941 Łodz/Litzmannstadt 1941 Zwangsarbeitslager Posen-Remow ermordet                                                         | Stolzestraße 4 (Standort)                                            | |
| Stolperstein für Simon Oppenheimer (Elsaßstraße 39) | Hier wohnte Simon Oppenheimer (Jahrgang 1876) Schicksal unbekannt | Elsaßstr. 39 (Standort)                                              | |
| Stolperstein für Selma Oster (Kurfürstenstraße 18) | Hier wohnte Selma Oster (Jahrgang 1884) Deportiert 1941 Riga Verschollen | Kurfürstenstr. 18 (Standort)                                         | |
| Stolperstein für Johanna Oppenheimer (Teutoburgerstraße 27) | Hier wohnte Johanna Ostheimer, geb. Halle (Jahrgang 1888) Flucht Holland Interniert Westerbork Deportiert 1942 Auschwitz Ermordet 24. September 1942                                     | Teutoburgerstr. 27 (Standort)                                        | |
| Stolperstein für Ludwig Penas (Mozartstraße 26) | Hier wohnte Ludwig Penas (Jahrgang 1898) Deportiert 1941 Riga Ermordet 1942 in Riga-Salaspils                                                                                            | Mozartstr. 26 (Standort)                                             | |
| Stolperstein für Rosalie Penas (Mozartstraße 26) | Hier wohnte Rosalie Penas, geb. Heimann (Jahrgang 1902) Deportiert 1941 Riga Stutthof 1944 ???                                                                                           | Mozartstr. 26 (Standort)                                             | |
| Stolperstein für David Perlmutter (Dasselstraße 59) | Hier wohnte David Perlmutter (Jahrgang 1863) Deportiert 1942 Theresienstadt Treblinka 1942 ???                                                                                           | Dasselstr. 59 (Standort)                                             | |
| Stolperstein für Max Platz (Lindenstraße 84) | Hier wohnte Max Platz (Jahrgang 1874) Deportiert 1941 Łódź Tod am 26. Juni 1942 | Lindenstr. 84 (Standort)                                             | |
| | Hier wohnte Eleonore Prawer, (geb. Cohn) (Jahrgang 1899) Flucht 1939 England | Hochstadenstraße 35 ()                                               | |
| | Hier wohnte Markus Prawer (Jahrgang 1893) Flucht 1939 England | Hochstadenstraße 35 ()                                               | |
| | Hier wohnte Ruth Prawer (Jahrgang 1927) Flucht 1939 England | Hochstadenstraße 35 ()                                               | |
| | Hier wohnte Siegbert Prawer (Jahrgang 1925) Flucht 1939 England | Hochstadenstraße 35 ()                                               | |
| Stolperstein für Benno Hermann Proter (Lochnerstraße 11) | Hier wohnte Benno Hermann Proter (Jahrgang 1914) 'Polenaktion' 1938 Bentschen / Zbaszyn Flucht Belgien Palästina                                                                         | Lochnerstr. 11 (Standort)                                            | Der am 19. April 2018 verlegte Stolperstein erinnert an Benno Hermann Proter, geboren am 3. Januar 1914. Benno Hermann Proter war ein Sohn von Lejzor Lippa und seiner Frau Rosa Proter (geb. Hochhaus). Benno Hermann und sein Vater Lejzor Lippa Proter wurden am 28. Oktober 1938 im Rahmen der sogenannten Polenaktion nach Bentschen abgeschoben, konnten von dort nach Belgien fliehen. Benno Hermann Proter gelangte von dort aus nach Palästina. Benno Hermann Proter starb am 3. August 1979 in Dallas. Seine Grabstätte befindet sich auf dem Sparkman Hillcrest Memorial Park-Friedhof. Der Stolperstein wurde gestiftet durch die Kollektensammlung „Beatmesse“ der Kirchengemeinde der Johanneskirche (Köln-Sülz). |
| Stolperstein für Jakob Proter (Lochnerstraße 11) | Hier wohnte Jakob Proter (Jahrgang 1911) Flucht 1936 Palästina | Lochnerstr. 11 (Standort)                                            | Der am 19. April 2018 verlegte Stolperstein erinnert an Jakob Proter, geboren 1911. Jakob Proter war ein Sohn von Lejzor Lippa und Rosa Proter (geb. Hochhaus). 1936 konnte Jakob Proter nach Palästina emigrieren. Der Stolperstein wurde gestiftet durch die Kollektensammlung „Beatmesse“ der Kirchengemeinde der Johanneskirche (Köln-Sülz). |
| Stolperstein für Joseph Proter (Lochnerstraße 11) | Hier wohnte Joseph Proter (Jahrgang 1918) Flucht 1937 Schweiz 1942 Palästina | Lochnerstr. 11 (Standort)                                            | Der am 19. April 2018 verlegte Stolperstein erinnert an Joseph Proter, geboren am 17. Dezember 1918 in Köln. Joseph Proter (später Joseph „Yubshen“ Porat) war ein Sohn von Lejzor Lippa und Rosa Proter (geb. Hochhaus). 1937 konnte Joseph Proter in die Schweiz emigrieren und gelangte 1942 schließlich nach Palästina. In Israel starb er am 9. August 1996. Der Stolperstein wurde gestiftet durch die Kollektensammlung „Beatmesse“ der Kirchengemeinde der Johanneskirche (Köln-Sülz). |
| Stolperstein für Lejzor Lippa Proter (Lochnerstraße 11) | Hier wohnte Lejzor Lippa Proter (Jahrgang 1883) 'Polenaktion' 1938 Bentschen / Zbaszyn Flucht Belgien Tot 29. Juli 1944                                                                  | Lochnerstr. 11 (Standort)                                            | Der am 19. April 2018 verlegte Stolperstein erinnert an Lejzor Lippa Proter, geboren am 22. Oktober 1883 in Popowicze, Polen. Lejzor Lippa Proter (auch Eliezer Proter oder Leopold Proter) wurde in der damaligen österreichischen Provinz Galizien geboren, um 1900 kam er mit seinen Eltern nach Köln. Lejzor Lippa Proter heiratete 1911 in Belgien Rosa Hochhaus. Gemeinsam hatten sie fünf Kinder (eines starb kurz nach der Geburt). Die Familie Proter gehörte einer ostjüdisch-orthodoxen Gemeinde an, die in der Bayardsgasse 26 einen eigenen Betsaal unterhielt. Nach Ende des Ersten Weltkrieges gründete Leopold Proter zusammen mit einem nichtjüdischen Partner eine Fabrik für Arbeitsschutzbekleidung. Mitte der 1930er Jahre sorgten die Eltern dafür, dass ihre Kinder Jakob, Joseph und Selma Deutschland verließen. Leopold Proter und Sohn Benno Hermann wurden am 28. Oktober 1938 im Rahmen der sogenannten Polenaktion nach Bentschen abgeschoben, konnten von dort nach Belgien fliehen. Lejzor Lippa Proter starb am 29. Juli 1944 in einem Belgischen Krankenhaus. Der Stolperstein wurde gestiftet durch die Kollektensammlung „Beatmesse“ der Kirchengemeinde der Johanneskirche (Köln-Sülz). |
| Stolperstein für Rosa Proter (Lochnerstraße 11) | Hier wohnte Rosa Proter, geb. Hochhaus (Jahrgang 1888) Flucht 1939 Belgien Interniert Mechelen Deportiert 1942 Ermordet in Auschwitz                                                     | Lochnerstr. 11 (Standort)                                            | Der am 19. April 2018 verlegte Stolperstein erinnert an Rosa Proter (geb. Hochhaus), geboren am 10. Juni 1888 in Mogielnica, Polen. Rosa Hochhaus war die Tochter von Beila Malka Hochhaus. Seit 1906 lebte sie in Köln. Ihren Ehemann Lejzor Lippa Proter heiratete sie 1911 in Belgien. Gemeinsam hatten sie fünf Kinder (eines starb kurz nach der Geburt). Mitte der 1930er Jahre sorgten die Eltern dafür, dass ihre Kinder Jakob, Joseph und Selma Deutschland verließen. Ihr Mann und Sohn Benno Hermann wurden am 28. Oktober 1938 im Rahmen der sogenannten Polenaktion nach Bentschen abgeschoben, konnten von dort nach Belgien fliehen. 1939 floh auch Rosa Proter nach Belgien. Nach dem Einmarsch der Deutschen Truppen wurde Rosa Proter im SS-Sammellager Mecheln interniert. Von dort aus wurde sie am 1. September 1942 mit dem Transport VII in das Vernichtungslager Auschwitz deportiert. Dort verliert sich ihre Spur. Der Stolperstein wurde gestiftet durch die Kollektensammlung „Beatmesse“ der Kirchengemeinde der Johanneskirche (Köln-Sülz). |
| Stolperstein für Selma Proter (Lochnerstraße 11) | Hier wohnte Selma Proter (Jahrgang 1921) Flucht 1939 Belgien Palästina | Lochnerstr. 11 (Standort)                                            | Der am 19. April 2018 verlegte Stolperstein erinnert an Selma Proter, geboren 1921. Selma Proter war die Tochter von Lejzor Lippa und Rosa Proter (geb. Hochhaus). 1939 konnte Selma Proter zu ihren Eltern nach Belgien flüchten und gelangte schließlich nach Palästina. Der Stolperstein wurde gestiftet durch die Kollektensammlung „Beatmesse“ der Kirchengemeinde der Johanneskirche (Köln-Sülz). |
| Stolperstein für Ernst Ransenberg (Eifelstraße 6) | Hier wohnte Ernst Ransenberg (Jahrgang 1908) Deportiert 1941 Riga Treblinka Ermordet | Eifelstr. 6 (Standort)                                               | Der im Januar 2007 verlegte Stolperstein erinnert an Ernst Ransenberg, geboren am 10. September 1908 in Köln. Ernst Ransenberg war der Sohn von Robert Ransenberg und seiner Frau Rosa. Er war wie sein Vater Robert in der SPD aktiv und schloss sich als Student nach der Machtübernahme der Nationalsozialisten einer sozialistischen Untergrundorganisation an. 1935 wurde er verhaftet und zu einer langjährigen Zuchthausstrafe verurteilt. Am 7. Dezember 1941 wurde die gesamte Familie Ransenberg in das Ghetto Riga deportiert. Ernst Ransenberg wurde im Vernichtungslager Treblinka ermordet. |
| Stolperstein für Ewald Reinhold Ransenberg (Eifelstraße 6) | Hier wohnte Ewald Reinhold Ransenberg (Jahrgang 1898) Deportiert 1941 Riga Ermordet | Eifelstr. 6 (Standort)                                               | Der im Januar 2007 verlegte Stolperstein erinnert an Ewald Reinhold Ransenberg, geboren am 8. November 1898 in Neuwied. Ewald Ransenberg war der Sohn von Julius Ransenberg und seiner Frau Mathilde Ginsberg. Ewald Reinhold Ransenberg war der Ehemann von Martha Helene Ransenberg. Am 7. Dezember 1941 wurde die gesamte Familie Ransenberg in das Ghetto Riga deportiert. Ewald Reinhold Ransenberg wurde im KZ Stutthof ermordet. |
| Stolperstein für Martha Helene Ransenberg (Eifelstraße 6) | Hier wohnte Martha Helen Ransenberg (Jahrgang 1907) Deportiert 1941 Riga Treblinka Ermordet                                                                                              | Eifelstr. 6 (Standort)                                               | Der im Januar 2007 verlegte Stolperstein erinnert an Martha Helene Ransenberg, geboren am 4. Juli 1907 in Köln. Martha Helene Ransenberg war die Tochter von Robert Ransenberg und seiner Frau Rosa. Sie war mit Ewald Reinhold Ransenberg verheiratet. Am 7. Dezember 1941 wurde die gesamte Familie Ransenberg in das Ghetto Riga deportiert. Am 1. Oktober 1944 kam sie in das KZ Stutthof und wurde dort ermordet. |
| Stolperstein für Robert Ransenberg (Eifelstraße 6) | Hier wohnte Robert Ransenberg (Jahrgang unbekannt) Deportiert 1941 Riga Todesdatum ???                                                                                                   | Eifelstr. 6 (Standort)                                               | Der Stolperstein erinnert an Robert Ransenberg, geboren am 29. Mai 1876 in Kalle. Robert Ransenberg war der Sohn von Samuel Ransenberg und seiner Frau Amalia Talheim. Er erlernte den Beruf des Buchdruckers und Schriftsetzers. 1898 trat er der SPD bei und engagierte sich in der Gewerkschaftsarbeit. Seit 1899 war er im Vorstand des Kölner Buchdruckervereins. Seit 1903 lebte er in Köln und war seit 1911 Mitglied des Kartells freier Gewerkschaften. Seit 1919 war Robert Ransenberg Mitglied des Kölner Stadtrates für die SPD und von 1924 bis 1933 war er Vorsitzender des Allgemeinen Deutschen Gewerkschaftsbundes Köln. Am 7. Dezember 1941 wurde die gesamte Familie Ransenberg in das Ghetto Riga deportiert. Robert Ransenberg wurde im Vernichtungslager Treblinka ermordet. 1945 wurde Robert Ransenberg für tot erklärt. In Köln-Bocklemünd wurde der Ransenbergweg nach ihm benannt. |
| Stolperstein für Rosa Ransenberg (Eifelstraße 6) | Hier wohnte Rosa Ransenberg, geb. Wolf (Jahrgang 1878) Deportiert 1941 Riga Treblinka Ermordet                                                                                           | Eifelstr. 6 (Standort)                                               | Der im Januar 2007 verlegte Stolperstein erinnert an Rosa Ransenberg (geb. Wolff), geboren am 19. September 1878 in Düren. Rosa Ransenberg war die Tochter von Jacob und Henriette Wolf (geb. Zondervan) und die Ehefrau von Robert Ransenberg. Am 7. Dezember 1941 wurde die gesamte Familie Ransenberg in das Ghetto Riga deportiert. Rosa Ransenberg wurde im KZ Stutthof ermordet. |
| Stolperstein für Karl H. Raphaelson (Engelbertstraße 44) | Hier wohnte Karl H. Raphaelson (Jahrgang 1903) Deportiert 1941 Łódź Tod am 29. Juni 1942                                                                                                 | Engelbertstr. 44 (Standort)                                          | |
| Stolperstein für Elli Reichenstein (Moselstraße 74) | Hier wohnte Elli Reichenstein, geb. Waltuch (Jahrgang 1892) Deportiert 1942 Riga Stutthof Ermordet Januar 1945                                                                           | Moselstr. 74 (Standort)                                              | Nach neueren Informationen, welche zum Zeitpunkt der Stolpersteinverlegung nicht bekannt waren, starb Elli Reichstein im Januar 1945 im KZ Stutthof. |
| Stolperstein für Helga Reichenstein (Moselstraße 74) | Hier wohnte Helga Reichenstein (Jahrgang 1926) Deportiert 1941 Riga 1944 Stutthof Tot 11. Dezember 1944                                                                                  | Moselstr. 74 (Standort)                                              | Nach neueren Informationen, welche zum Zeitpunkt der Stolpersteinverlegung nicht bekannt waren, starb Helga Reichenstein im November 1944 im KZ Stutthof. |
| Stolperstein für Helmuth Reichenstein (Moselstraße 74) | Hier wohnte Helmuth Reichenstein (Jahrgang 1929) Deportiert 1941 Riga Befreit/Überlebt                                                                                                   | Moselstr. 74 (Standort)                                              | Nach neueren Informationen, welche zum Zeitpunkt der Stolpersteinverlegung nicht bekannt waren, hat Helmuth Reichenstein den Holocaust überlebt. |
| Stolperstein für Klara Reichhardt (Hohenstaufenring 53–55) | Hier wohnte Klara Reichhardt (Jahrgang 1875) Deportiert 1941 Łódź Für tot erklärt | Hohenstaufenring 53/55 (Standort)                                    | Nach neueren Informationen, welche zum Zeitpunkt der Stolpersteinverlegung nicht bekannt waren, wurde Klara Reichhardt im Mai 1942 von Litzmannstadt (Łódź) nach Kulmhof deportiert und dort ermordet. |
| Stolperstein für Rahel Reichhardt (Hohenstaufenring 53–55) | Hier wohnte Rahel Reichhardt, geb. Löwenstein (Jahrgang 1875) Deportiert 1941 Łódź ???                                                                                                   | Hohenstaufenring 53/55 (Standort)                                    | Nach neueren Informationen, welche zum Zeitpunkt der Stolpersteinverlegung nicht bekannt waren, wurde Rahel Reichhardt im Mai 1942 von Litzmannstadt (Łódź) nach Kulmhof deportiert und dort ermordet. |
| Stolperstein für Hildegard Roer (Moltkestraße 8) | Hier wohnte Hildegard Roer (Jahrgang 1920) Deportiert 1941 Łódź/Litzmannstadt Ermordet 14. Juli 1944 Chelmno/Kulmhof                                                                     | Moltkestr. 8 (Standort)                                              | |
| Stolperstein für Selma Roer (Moltkestraße 8) | Hier wohnte Selma Roer, geb. Moser (Jahrgang 1879) Deportiert 1941 Łódź/Litzmannstadt Ermordet                                                                                           | Moltkestr. 8 (Standort)                                              | |
| Stolperstein für Walter Erich Roer (Moltkestraße 8) | Hier wohnte Walter Erich Roer (Jahrgang 1924) Deportiert 1941 Łódź/Litzmannstadt Auschwitz 1945 Buchenwald Ermordet                                                                      | Moltkestr. 8 (Standort)                                              | |
| Stolperstein für Ella Rosenbaum (Dasselstraße 37) | Hier wohnte Ella Rosenbaum, geb. Sommer (Jahrgang 1880) Deportiert 1941 Łódź Für tot erklärt                                                                                             | Dasselstr. 37 (Standort)                                             | Nach neueren Informationen, welche zum Zeitpunkt der Stolpersteinverlegung nicht bekannt waren, wurde Ella Rosenbaum im Mai 1942 von Litzmannstadt (Łódź) nach Kulmhof deportiert und dort ermordet. |
| Stolperstein für Elly Rosenbaum (Karolingerring 10) | Hier wohnte Elly Rosenbaum, geb. Marcus (Jahrgang 1892) Deportiert 1941 Riga Für tot erklärt                                                                                             | Karolingerring 10 (Standort)                                         | Der Stolperstein erinnert an Elly Rosenbaum (geb. Marcus), geboren am 18. März 1892 in Iserlohn. Die Hausfrau Elly Rosenbaum war die Tochter von Louis und Henriette Marcus (geb. Platz). Verheiratet war sie mit Louis Rosenbaum. Am 7. Dezember 1941 wurde sie in das Ghetto Riga deportiert. Dort verliert sich ihre Spur... |
| Stolperstein für Fritz Rosenbaum (Karolingerring 10) | Hier wohnte Fritz Rosenbaum (Jahrgang 1915) Deportiert Auschwitz Für tot erklärt | Karolingerring 10 (Standort)                                         | Der Stolperstein erinnert an Fritz Rosenbaum, geboren am 27. Mai 1915 in Witten. Fritz Rosenbaum war der Sohn von Louis und Elli Rosenbaum (geb. Marcus). Fritz Rosenmaum konnte am 13. März 1939 in die Niederlande emigrieren, dort wurde er vom 2. bis zum 4. August 1942 im Durchgangslager Amersfoort und vom 4. bis 7. August 1942 im Durchgangslager Westerbork inhaftiert. Von dort aus wurde er am 7. August 1942 in das Konzentrations- und Vernichtungslager Auschwitz deportiert, Dort starb er am 30. September 1942. |
| Stolperstein für Werner Rosenbaum (Bonner Straße 33) | Hier wohnte Werner Rosenbaum (Jahrgang 1905) Deportiert Auschwitz Für tot erklärt | Bonner Str.33 (Standort)                                             | |
| Stolperstein für Lionel Rosenthal (Richard-Wagner-Straße 23) | Hier wohnte Lionel Rosenthal (Jahrgang 1883) Deportiert 1941 Łódź Für tot erklärt | Richard-Wagner-Str. 23 (Standort)                                    | Nach neueren Informationen, welche zum Zeitpunkt der Stolpersteinverlegung nicht bekannt waren, wurde Lionel Rosenthal im Mai 1942 von Litzmannstadt (Łódź) nach Kulmhof deportiert und dort ermordet. |
| Stolperstein für Alfred Rosenzweig (Aachener Straße 28) | Hier wohnte Alfred Rosenzweig (Jahrgang 1879) Deportiert 1941 Riga Für tot erklärt | Aachener Str. 28 (Standort)                                          | Der im Juli 2000 verlegte Stolperstein erinnert an Alfred Rosenzweig, geboren 1879. |
| Stolperstein für Else Rosenzweig (Aachener Straße 28) | Hier wohnte Else Rosenzweig, geb. Schiff Deportiert 1941 Für tot erklärt | Aachener Str. 28 (Standort)                                          | Der im Juli 2000 verlegte Stolperstein erinnert an Else Rosenzweig (geb. Schiff). |
| Stolperstein für Hans Rosenzweig (Aachener Straße 28) | Hier wohnte Hans Rosenzweig (Jahrgang 1911) Deportiert 1941 Riga | Aachener Str. 28 (Standort)                                          | |
| Stolperstein für Clothilde Rothschild (Mozartstraße 56) | Hier wohnte Clothilde Rothschild, geb. Aronthal (Jahrgang 1868) Deportiert 1941 Ermordet in Łódź                                                                                         | Mozartstr. 56 (Standort)                                             | Nach neueren Informationen, welche zum Zeitpunkt der Stolpersteinverlegung nicht bekannt waren, wurde Clothilde Rothschild im Mai 1942 von Litzmannstadt (Łódź) nach Kulmhof deportiert und dort ermordet. |
| Stolperstein für Herbert Josef Rothschild (Roonstraße 56) | Hier wohnte Herbert Josef Rothschild (Jahrgang 1905) Deportiert 1943 Auschwitz Ermordet 19. März 1945 Buchenwald                                                                         | Roonstr. 56 (Standort)                                               | |
| Stolperstein für Norbert Rothschild (Mozartstraße 56) | Hier wohnte Norbert Rothschild (Jahrgang 1876) Deportiert 1941 Ermordet in Łódź | Mozartstr. 56 (Standort)                                             | Nach neueren Informationen, welche zum Zeitpunkt der Stolpersteinverlegung nicht bekannt waren, wurde Norbert Rothschild im Mai 1942 von Litzmannstadt (Łódź) nach Kulmhof deportiert und dort ermordet. |
| Stolperstein für Elise Ruben (Salierring 48) | Hier wohnte Elise Ruben, geb. Walbaum (Jahrgang 1887) Deportiert 1941 Łódź ??? | Salierring 48 (Standort)                                             | Nach neueren Informationen, welche zum Zeitpunkt der Stolpersteinverlegung nicht bekannt waren, wurde Elise Ruben im Mai 1942 von Litzmannstadt (Łódź) nach Kulmhof deportiert und dort ermordet. |
| Stolperstein für Wilhelm Rubens (Boisseréestraße 24) | Hier wohnte Wilhelm Rubens (Jahrgang 1889) Deportiert Auschwitz Für tot erklärt | Boisseréestr. 24 (Standort)                                          | Der Stolperstein erinnert an Wilhelm Rubens, geboren am 4. März 1889. Wilhelm Rubens war der Sohn von Siegmund und Helene Rubens (geb. Rosenstirn). Der Kaufmann Wilhelm Rubens emigrierte nach 1938 nach Belgien. Nach dem Einmarsch der Wehrmacht in Belgien wurde Wilhelm Rubens in die Kaserne Dossin verbracht. Von hier wurde er am 15. Januar 1943 in das Vernichtungslager Auschwitz deportiert. Nach der Ankunft am 19. Januar 1943 verliert sich in Auschwitz seine Spur. In der Bilddatenbank der Gedenkstätte des Kaserne Dossin ist ein Passfoto von Wilhelm Rubens überliefert. |
| Stolperstein für Helene runge (Volksgartenstraße 18) | Hier wohnte Helene Runge, geb. Bär (Jahrgang 1866) Deportiert 1943 Łódź Theresienstadt Tod am 23. Februar 1943                                                                           | Volksgartenstr. 18 (Standort)                                        | Der Stolperstein erinnert an Helene Runge (geb. Bär), geboren am 26. Juni 1866 in Köln. Helene Runge wurde am 29. Januar 1943 mit dem Alterstransport 1/88 in das Ghetto Theresienstadt deportiert. In der Transportliste wurde Helene Runge als „verheiratet“ und „nicht arbeitsfähig“ eingetragen. Ihre Kennzeichen-Nr. lautet 014353. Helene Runge starb am 23. Februar 1943 im Ghetto Theresienstadt. |
| Stolperstein für Chiel Ruwalski (Rolandstraße 63) | Hier wohnte Chiel Ruwalski (Jahrgang 1888) Deportiert 1941 Łódź Lublin Verschollen | Rolandstr. 63 (Standort)                                             | |
| Stolperstein für Hinda Ruwalski (Rolandstraße 63) | Hier wohnte Hinda Ruwalski, geb. Asch (Jahrgang 1887) Deportiert 1941 Łódź Tod am 28. April 1942                                                                                         | Rolandstr. 63 (Standort)                                             | |
| Stolperstein für Perez Ruwalski (Rolandstraße 63) | Hier wohnte Perez Ruwalski (Jahrgang 1922) Deportiert XXX Auschwitz Verschollen | Rolandstr. 63 (Standort)                                             | |
| Stolperstein für Amalie Inge Salm (Moselstraße 44) | Hier lebte Amalie Inge Salm (Jahrgang 1927) Deportiert 1942 Minsk Ermordet 24. Juli 1942                                                                                                 | Moselstr. 44 (Standort)                                              | |
| Stolperstein für Isidor Julius Salm (Moselstraße 44) | Hier lebte Isidor Julius Salm (Jahrgang 1892) Deportiert 1942 Minsk Ermordet 24. Juli 1942                                                                                               | Moselstr. 44 (Standort)                                              | |
| Stolperstein für Jenny Salm (Moselstraße 44) | Hier lebte Jenny Salm, geb. Boley (Jahrgang 1897) Deportiert 1942 Minsk Ermordet 24. Juli 1942                                                                                           | Moselstr. 44 (Standort)                                              | |
| Stolperstein für Salomon Erwin Salm (Moselstraße 44) | Hier lebte Salomon Erwin Salm (Jahrgang 1927) Deportiert 1942 Minsk Ermordet 24. Juli 1942                                                                                               | Moselstr. 44 (Standort)                                              | |
| Stolperstein für Christina Salomon (Lothringerstraße 1) | Hier wohnte Christina Salomon, geb. Berger (Jahrgang 1891) Flucht 1939 USA | Lothringerstr. 1 (Standort)                                          | Der am 19. März 2019 verlegte Stolperstein erinnert an Christina Salomon (geb. Berger), geboren 1891 in Krefeld. Christina Berger stammte aus einer Krefelder Kaufmannsfamilie. Sie war mit dem Kölner Kaufmann Max Salomon verheiratet. Ihr Bruder Ignaz, gen. Iwan war wie ihr Ehemann aktives Mitglied im Kleinen Kölner Klub. Ihre Schwestern Carola (verh. mit David Hirsch) und Sara Regina (verh. mit Josef Sommer) heiraten ebenfalls Kölner Kaufleute, die im Karnevalsklub ihres Ehemanns engagiert waren. Christina Salomon emigrierte im Dezember 1939 mit ihrer Tochter Erika und ihrem Ehemann Max in die Vereinigten Staaten. Nach der Emigration wohnte die Familie in Los Angeles. Die Stolpersteinverlegung erfolgte auf Initiative des neu gegründeten jüdischen Karnevalsvereins Kölsche Kippa Köpp. |
| Stolperstein für Erika Salomon (Lothringerstraße 1) | Hier wohnte Erika Salomon (Jahrgang 1922) Flucht 1939 USA | Lothringerstr. 1 (Standort)                                          | Der am 19. März 2019 verlegte Stolperstein erinnert an Erika Salomon, geboren 1922 in Köln. Erika Salomon war das einzige Kind des Kölner Textilgroßhändlers Max Salomon und seiner Ehefrau Christina Salomon. Gemeinsam mit ihren Eltern emigrierte sie im Dezember 1939 in die Vereinigten Staaten. Hier heiratete sie am 4. April 1944 den aus Berlin geflüchteten Falk Felix Gottschalkson, der nach dem Zweiten Weltkrieg die Firma NJ gründete, in der Spielkarten und Gesellschaftsspiele hergestellt wurden. Nach der Flucht, trat Erika Salomon-Gottschalkson in Los Angeles gemeinsam mit ihrem Vater bei karnevalistischen Veranstaltungen auf. Die Stolpersteinverlegung erfolgte auf Initiative des neu gegründeten jüdischen Karnevalsvereins Kölsche Kippa Köpp. |
| Stolperstein für Max Salomon (Lothringerstraße 1) | Hier wohnte Max Salomon (Jahrgang 1886) Flucht 1939 USA | Lothringerstr. 1 (Standort)                                          | Der am 19. März 2019 verlegte Stolperstein erinnert an Max Salomon, geboren am 3. Juni 1886. Max Salomon wurde als Sohn des jüdischen Textilgroßhändlers Salomon Salomon und seiner Ehefrau Henriette, geb. Lion in Köln geboren. Er arbeitete zunächst in der Garngroßhandlung seines Vaters; nach dem frühen Tod seines Vaters übernahm er die Firma. Seit 1910 trat er als Büttenredner im Kölner Karneval auf. 1922 gründete er mit seinem jüngeren Bruder Wilhelm Salomon den Kleinen Kölner Kegelklub, der in der Karnevalssession als Kleiner Kölner Klub in Erscheinung trat. Max Salomon wurde zum Präsidenten des einzigen jüdischen Kölner Karnevalsvereins gewählt. Nach der Machtergreifung der Nationalsozialisten erhielten die jüdischen Künstler Auftrittsverbote im Karneval. Seit 1933 trat er bei Veranstaltungen des Jüdischen Kulturbundes Rhein-Ruhr auf. Im November 1939 flüchtete Max Salomon mit seiner Familie nach Los Angeles. Auch in den Vereinigten Staaten trat Max Salomon mit karnevalistischen Programmen auf. Er starb 1970 in den Vereinigten Staaten. Die Stolpersteinverlegung erfolgte auf Initiative des neu gegründeten jüdischen Karnevalsvereins Kölsche Kippa Köpp. |
| Stolperstein für Amalie Salomon (Dasselstraße 37) | Hier wohnte Amalie Salomon, geb. Bähr (Jahrgang 1895) Deportiert 1941 Łódź | Dasselstr. 37 (Standort)                                             | Nach neueren Informationen, welche zum Zeitpunkt der Stolpersteinverlegung nicht bekannt waren, wurde Amalie Salomon im Sommer 1944 von Litzmannstadt (Łódź) nach Kulmhof deportiert und dort ermordet. |
| Stolperstein für Ernst Salomon (Dasselstraße 37) | Hier wohnte Ernst Salomon (Jahrgang 1898) Deportiert 1941 Łódź | Dasselstr. 37 (Standort)                                             | Nach neueren Informationen, welche zum Zeitpunkt der Stolpersteinverlegung nicht bekannt waren, wurde Ernst Salomon im September 1942 von Litzmannstadt (Łódź) nach Kulmhof deportiert und dort ermordet. |
| Stolperstein für Inge Salomon (Dasselstraße 37) | Hier wohnte Inge Salomon (Jahrgang 1925) Deportiert 1941 Łódź | Dasselstr. 37 (Standort)                                             | Nach neueren Informationen, welche zum Zeitpunkt der Stolpersteinverlegung nicht bekannt waren, wurde Ingeborg Salomon im Sommer 1944 von Litzmannstadt (Łódź) nach Kulmhof deportiert und dort ermordet. |
| Stolperstein für Martha Salomon (Jülicher Straße 9) | Hier wohnte Martha Salomon, geb. Nathan (Jahrgang 1895) Deportiert 1941 Łódź Theresienstadt Auschwitz Für tot erklärt                                                                    | Jülicher Str. 9 (Verlegestelle Ecke Brüsseler Straße) (Standort)     | Nach neueren Informationen, welche zum Zeitpunkt der Stolpersteinverlegung nicht bekannt waren, wurde Martha Salomon nicht 1941 nach Litzmannstadt (Łódź), sondern am 5. September 1942 nach Theresienstadt deportiert. Am 23. Januar 1943 wurde sie von dort nach Auschwitz verschleppt. Das weitere Schicksal ist nicht bekannt. |
| Stolperstein für Franziska Samuel (Zülpicher Platz 4) | Franziska Samuel, geb. Herrmann (Jahrgang 1878) Deportiert 1941 Łódź/Litzmannstadt Tod am 23. Dezember 1943                                                                              | Zülpicher Platz 4 (Standort)                                         | Der ursprünglich 2001 verlegte Stolperstein wurde wegen starker Abnutzung am 11. April 2016 erneuert und neu verlegt. |
| Stolperstein für Hannah Liese Samuel (Hohenstaufenring 74–76) | Hier wohnte Hannah Liese Samuel (Jahrgang 1920) Flucht 1938 England | Hohenstaufenring 74/76 (Standort)                                    | Der Stolperstein erinnert an Hannah Liese Samuel, geboren 1920. Hannah Liese Samuel war die Tochter von Maximilian und Hedwig Anna Samuel. Hannah Liese Samuel konnte, 1938, gemeinsam mit ihrem Bruder Hans Herbert, mit einem Kindertransport nach England emigrieren. Für die Schwestern Hanna Liese und Lieselotte Samuel wurden an ihrer ehemaligen Schule, der Königin-Luise-Schule (alte Wallgasse 10) weitere Stolpersteine verlegt. |
| Stolperstein für Hedwig Anna Samuel (Hohenstaufenring 74–76) | Hier wohnte Hedwig Anna Samuel, geb. Marchs (Jahrgang 1893) Flucht Belgien Interniert Drancy Deportiert 1942 Ermordet 1943 in Auschwitz                                                  | Hohenstaufenring 74/76 (Standort)                                    | Der Stolperstein erinnert an Hedwig Samuel (geb. Marcks), geboren am 20. November 1893 in Köln. Hedwig Samuel war die Ehefrau von Maximilian Samuel. Gemeinsam hatten sie die Töchter Lieselotte und Hannah Liese sowie Sohn Hans Herbert (später John, geb. 1921). Nach den Novemberpogromen 1938 flüchtete sie mit ihrem Mann und ihrer Tochter Lieselotte zunächst nach Belgien und später nach Frankreich. Ihr Sohn Hans Herbert und ihre Tochter Hannah Liese emigrierten nach England. Am 31. August 1942 wurden Maximilian, Hedwig Anna und Lieslotte Samuel über das Sammellager Drancy nach Auschwitz deportiert. Dort verliert sich die Spur von Hedwig Samuel. |
| Stolperstein für Lieselotte Samuel (Hohenstaufenring 74–76) | Hier wohnte Lieselotte Samuel (Jahrgang 1923) Flucht Belgien Interniert Drancy Deportiert 1942 Ermordet in Auschwitz                                                                     | Hohenstaufenring 74/76 (Standort)                                    | Der Stolperstein erinnert an Lieselotte Samuel, geboren am 25. August 1923 in Köln. Lieselotte Samuel war die Tochter von Maximilian und Hedwig Samuel. Nach den Novemberpogromen 1938 flüchtete sie mit ihren Eltern zunächst nach Belgien und später nach Frankreich. Ihr Bruder Hans Herbert und ihre Schwester Hannah Liese emigrierten nach England. Am 31. August 1942 wurden Maximilian, Hedwig Anna und Lieslotte Samuel über das Sammellager Drancy nach Auschwitz deportiert. Dort verliert sich die Spur von Lieselotte Samuel. Für die Schwestern Hanna Liese und Lieselotte Samuel wurden an ihrer ehemaligen Schule, der Königin-Luise-Schule (alte Wallgasse 10) weitere Stolpersteine verlegt. |
| Stolperstein für Dr. Maximilian Samuel (Hohenstaufenring 74–76) | Hier wohnte Dr. Maximilian Samuel (Jahrgang 1880) Flucht Belgien Interniert Drancy Deportiert 1942 Ermordet 1943 in Auschwitz                                                            | Hohenstaufenring 74/76 (Standort)                                    | Der Stolperstein erinnert an Maximilian Samuel, geboren am 18. August 1880 in Frechen. Maximilian Samuel war der Sohn von David Samuel und seiner Frau Bertha Cohen. Als Professor für Frauenheilkunde war er in Köln tätig. Im Ersten Weltkrieg wurde er verwundet und mit dem Eisernen Kreuz ausgezeichnet. In der Nachkriegszeit gehörte er der Bewegung gegen die französische Besatzungsmacht an. Verheiratet war Maximilian Samuel mit Hedwig Anna Marcks. Gemeinsam hatten sie die Töchter Lieselotte und Hannah Liese sowie Sohn Hans Herbert (später John, geb. 1921). Nach den Novemberpogromen 1938 flüchtete er mit seiner Frau und seiner Tochter Lieselotte zunächst nach Belgien und später nach Frankreich. Sein Sohn Hans Herbert und seine Tochter Hannah Liese emigrierten nach England. Am 31. August 1942 wurden Maximilian, Hedwig Anna und Lieslotte Samuel über das Sammellager Drancy nach Auschwitz deportiert. Maximilian Samuel wurde dort zunächst in das KZ-Außenlager Golleschau und später in das Lager Monowitz verbracht. Im Mai 1943 wurde er als jüdischer Häftlingsarzt in den medizinischen Versuchsblock 10 des Stammlagers überstellt. Vermutlich im November 1943 starb Maximilian Samuel im KZ Auschwitz-Birkenau. Seine Beteiligung als Häftlingsarzt bei gynäkologischen Operationen und Eingriffen, wie Sterilisationen und Röntgen-Bestrahlungen wird in der Literatur kontrovers bewertet. |
| Stolperstein für Else Sander (Metzer Straße 5) | Hier wohnte Else Sander (Jahrgang 1911) Deportiert Auschwitz Für tot erklärt | Metzer Str. 5 (Standort)                                             | |
| Stolperstein für Rosalie Sander (Metzer Straße 5) | Hier wohnte Rosalie Sander, geb. Marx (Jahrgang 1876) Deportiert 1941 Łódź Für tot erklärt                                                                                               | Metzer Str. 5 (Standort)                                             | |
| Stolperstein für Alfred Sanders (Heinsbergstraße 22) | Hier wohnte Alfred Sanders (Jahrgang 1937) Deportiert 1941 Łódź Für tot erklärt | Heinsbergstr. 22 (Standort)                                          | Nach neueren Informationen, welche zum Zeitpunkt der Stolpersteinverlegung nicht bekannt waren, wurde Alfred Sanders im September 1942 von Litzmannstadt (Łódź) nach Kulmhof deportiert und dort ermordet. |
| Stolperstein für Edith Sanders (Heinsbergstraße 22) | Hier wohnte Edith Sanders (Jahrgang 1938) Deportiert 1941 Łódź Für tot erklärt | Heinsbergstr. 22 (Standort)                                          | Nach neueren Informationen, welche zum Zeitpunkt der Stolpersteinverlegung nicht bekannt waren, wurde Edith Sanders im September 1942 von Litzmannstadt (Łódź) nach Kulmhof deportiert und dort ermordet. |
| Stolperstein für F.T. Eberhard Sanders (Heinsbergstraße 22) | Hier wohnte F.T. Eberhard Sanders (Jahrgang 1905) Deportiert 1941 Łódź Tod am 13. Oktober 1942                                                                                           | Heinsbergstr. 22 (Standort)                                          | Der Vorname ist falsch angegeben, der richtige Vorname lautet „Bernhard“. |
| Stolperstein für Johanna Sanders (Heinsbergstraße 22) | Hier wohnte Johanna Sanders, geb. Süskind (Jahrgang 1902) Deportiert 1941 Łódź Für tot erklärt                                                                                           | Heinsbergstr. 22 (Standort)                                          | Nach neueren Informationen, welche zum Zeitpunkt der Stolpersteinverlegung nicht bekannt waren, wurde Johanna Sanders im Sommer 1944 von Litzmannstadt (Łódź) nach Kulmhof deportiert und dort ermordet. |
| Bild gesucht Der Benutzer GeorgDerReisende ( Diskussion ) wünscht sich an dieser Stelle ein Bild vom Ort mit diesen Koordinaten 50.920834 6.956751 . Motiv: der Stolperstein für Alma Sass Falls du dabei helfen möchtest, erklärt die Anleitung , wie das geht. BW    | Hier wohnte Alma Sass (Jahrgang 1902) Deportiert 1941 Riga Ermordet | Elsaßstr. 59 (Standort)                                              | |
| Stolperstein für Alwine Sass (Elsaßstraße 59) | Hier wohnte Alwine Sass (Jahrgang 1902) Deportiert 1941 Riga Ermordet | Elsaßstr. 59 (Standort)                                              | |
| Stolperstein für Rosalie Sass (Elsaßstraße 59) | Hier wohnte Rosalie Sass, geb. Mayer (Jahrgang 1868) Deportiert 1942 Theresienstadt Tot 1943                                                                                             | Elsaßstr. 59 (Standort)                                              | |
| Stolperstein für Siegmund Sass (Elsaßstraße 59) | Hier wohnte Siegmund Sass (Jahrgang 1870) Deportiert 1942 Theresienstadt Tot 1942 | Elsaßstr. 59 (Standort)                                              | |
| Stolperstein für Albert Schaeller (Luxemburger Straße 37) | Hier wohnte Albert Schaeller (Jahrgang 1883) Deportiert 1941 Łódź Tod am 9. Mai 1942 | Luxemburger Str. 37 (Standort)                                       | |
| Stolperstein für Hildegard Schallenberg (Meister-Gerhard-Straße 29) | Hier lebte Hildegard Schallenberg (Jahrgang 1901) Deportiert Łódź/Litzmannstadt Ermordet 1942 Chelmno/Kulmhof                                                                            | Meister-Gerhard-Str. 29 (Standort)                                   | Nach neueren Informationen, welche zum Zeitpunkt der Stolpersteinverlegung nicht bekannt waren, wurde Hildegard Schallenberg im Mai 1942 von Litzmannstadt (Łódź) nach Kulmhof deportiert und dort ermordet. |
| Stolperstein für Isidor Scheiberg (Rolandstraße 69) | Hier wohnte Isidor Scheiberg (Jahrgang 1877) Deportiert 1941 Łódź Ermordet Juni 1942 | Rolandstr. 69 (Standort)                                             | Nach neueren Informationen, welche zum Zeitpunkt der Stolpersteinverlegung nicht bekannt waren, starb Isidor Scheiberg am 26. Juni 1942 im Ghetto Litzmannstadt (Łódź). |
| Stolperstein für Klara Scheiberg (Rolandstraße 69) | Hier wohnte Klara Scheiberg, geb. Haiman (Jahrgang 1878) Deportiert 1941 Łódź Ermordet September 1942 in Kulmhof                                                                         | Rolandstr. 69 (Standort)                                             | |
| Stolperstein für Alice Scheyer (Maria-Hilf-Straße 17) | Hier wohnte Alice Scheyer, geb. Friedmann (Jahrgang 1884) Deportiert 1941 Łódź Ermordet                                                                                                  | Maria-Hilf-Str. 17 (Standort)                                        | Nach neueren Informationen, welche zum Zeitpunkt der Stolpersteinverlegung nicht bekannt waren, wurde Alice Scheyer im Mai 1942 von Litzmannstadt (Łódź) nach Kulmhof deportiert und dort ermordet. |
| Stolperstein für Margarete Schiemann (Zülpicher Platz 4) | Margarete Schiemann, geb. Unger (Jahrgang 1903) Deportiert 1941 Riga Ermordet | Zülpicher Platz 4 (Standort)                                         | Der ursprünglich 2001 verlegte Stolperstein wurde wegen starker Abnutzung am 11. April 2016 erneuert und neu verlegt. |
| Stolperstein für Emilie Schild (Zülpicher Platz 4) | Emilie Schild (Jahrgang 1884) Deportiert 1942 Minsk Ermordet 24. Juli 1942 Maly Trostinec                                                                                                | Zülpicher Platz 4 (Standort)                                         | Der ursprünglich 2001 verlegte Stolperstein wurde wegen starker Abnutzung am 11. April 2016 erneuert und neu verlegt. |
| Stolperstein für Julius Schild (Roonstraße 54) | Hier wohnte Julius Schild (Jahrgang 1885) Deportiert 1941 Łódź Für tot erklärt | Roonstr. 54 (Standort)                                               | Nach neueren Informationen, welche zum Zeitpunkt der Stolpersteinverlegung nicht bekannt waren, wurde Julius Schild im September 1942 von Litzmannstadt (Łódź) nach Kulmhof deportiert und dort ermordet. |
| Stolperstein für Martha Schild (Roonstraße 54) | Hier wohnte Martha Schild, geb. Löwinsohn (Jahrgang 1896) Deportiert 1941 Łódź Für tot erklärt                                                                                           | Roonstr. 54 (Standort)                                               | Nach neueren Informationen, welche zum Zeitpunkt der Stolpersteinverlegung nicht bekannt waren, wurde Martha Schild im September 1942 von Litzmannstadt (Łódź) nach Kulmhof deportiert und dort ermordet. |
| Stolperstein für Anton Schlegel (Kurfürstenstraße 9) | Hier wohnte Anton Schlegel (Jahrgang unbekannt) Selbstmord 1938 im Klingelpütz | Kurfürstenstr. 9 (Standort)                                          | Der Stolperstein erinnert an Anton Schlegel. Anton Schlegel wurde am 21. November 1879 in Klingerswalde, Kreis Heilsberg (heute: Podleśna, Gmina Dobre Miasto, Polen), geboren. Er wurde als Homosexueller verfolgt und während einer Razzia verhaftet. Im Kölner Klingelpütz-Gefängnis beging er am 13. August 1938 Selbstmord, um weiteren Qualen zu entgehen. |
| Stolperstein für Fritz Schlesinger (Hochstadenstraße 18) | Hier wohnte Fritz Schlesinger (Jahrgang 1885) Deportiert Majdanek Ermordet Dezember 1942                                                                                                 | Hochstadenstr. 18 (Standort)                                         | |
| Stolperstein für Benedikt Schmittmann (Sachsenring 26) | Hier wohnte Benedikt Schmittmann (Jahrgang 1872) Verhaftet 1. September 1939 Ermordet am 13. September 1939 KZ Sachsenhausen                                                             | Sachsenring 26 (Standort)                                            | Der Stolperstein erinnert an Benedikt Schmittmann, geboren am 4. August 1872 in Düsseldorf. Benedikt Schmittmann war Hochschullehrer an der Universität zu Köln, Sozialwissenschaftler und Sozialpolitiker. Er stammt aus einer Kaufmannsfamilie und studierte Kulturwissenschaften in Rom, anschließend Rechtswissenschaften an der Albert-Ludwigs-Universität Freiburg, an der Universität Leipzig und der Rheinischen Friedrich-Wilhelms-Universität Bonn. 1897 promovierte er an der Universität Erlangen. 1903 heiratete Schmittmann die Kölnerin Helene („Ella“) Wahlen, eine Kusine Emma Weyers, der ersten Frau Konrad Adenauers. Benedikt Schmittmann engagierte sich in der Sozialarbeit, insbesondere der Invalidenversicherung und der Bekämpfung der Volkskrankheit Tuberkulose. 1919 wurde er Professor für Sozialwissenschaften an der Universität zu Köln. Nach der Machtergreifung wurde ihm vorgeworfen Konventikel abzuhalten um die Soziallehre der katholischen Kirche zu verbreiten. 1933 wurde er von der SA aus seiner Wohnung verschleppt, in Schutzhaft genommen und mit einem Lehrverbot belegt. Ihm wurde sowohl von den Nationalsozialisten als auch von seinem Freund Konrad Adenauer nahegelegt Deutschland zu verlassen doch Schmittmann blieb in Deutschland und lebte zurückgezogen in seinem Haus in Düsseldorf-Flehe. Am 1. September 1939 wurde er verhaftet und am 8. September 1939 in das KZ Sachsenhausen verbracht. Am 13. September 1939 wurde Schmittmann durch die SS zu Tode getreten. Seiner Witwe Ella Schmittmann gelang es, seinen Leichnam in einem Sarg nach Düsseldorf transportieren zu lassen, wo er auf dem Nordfriedhof bestattet werden konnte. Seine Kölner Kirchengemeinde ehrt ihn mit einer Gedenktafel und Statue in der Pfarrkirche St. Severin und die Stadt Köln ehrt ihn mit einer Figur an ihrem Rathausturm (Nr. 89). Seine Geburtsstadt Düsseldorf hat eine Straße nach ihm benannt. :Ein weiterer Stolperstein wurde an seiner Wirkungsstätte am Uni-Vorplatz (Lindenthal) verlegt. |
| Stolperstein für Bernhard Schmitz (Burgunder Straße 44) | Hier wohnte Bernhard Schmitz (Jahrgang 1892) Deportiert 1941 Łódź ??? | Burgunder Str. 44 (Standort)                                         | Nach neueren Informationen, welche zum Zeitpunkt der Stolpersteinverlegung nicht bekannt waren, starb Bernhard Schmitz am 23. Juli 1942 im Ghetto Litzmannstadt (Łódź). |
| Stolperstein für Selma Schmitz (Burgunder Straße 44) | Hier wohnte Selma Schmitz, geb. Spitzer (Jahrgang 1896) Deportiert 1941 Łódź Für tot erklärt                                                                                             | Burgunder Str. 44 (Standort)                                         | Nach neueren Informationen, welche zum Zeitpunkt der Stolpersteinverlegung nicht bekannt waren, wurde Selma Schmitz im September 1942 von Litzmannstadt (Łódź) nach Kulmhof deportiert und dort ermordet. |
| Stolperstein für Else Schmuckler (Sachsenring 29) | Hier wohnte Else Schmuckler (Jahrgang 1887) Deportiert 1941 Łódź ??? | Sachsenring 29 (Standort)                                            | |
| Stolperstein für Emma Schnitzler (Kyffhäuserstraße 26) | Hier wohnte Emma Schnitzler, geb. Katzenberg (Jahrgang 1878) Deportiert 1942 Theresienstadt Auschwitz 1944 Ermordet                                                                      | Kyffhäuserstr. 26 (Standort)                                         | |
| Stolperstein für Augustine Schoemann (Zülpicher Platz 4) | Augustine Schoemann (Jahrgang 1875) Deportiert 1942 Ermordet 5. März 1943 Theresienstadt                                                                                                 | Zülpicher Platz 4 (Standort)                                         | Der ursprünglich 2001 verlegte Stolperstein wurde wegen starker Abnutzung am 11. April 2016 erneuert und neu verlegt. |
| Stolperstein für Albert Schönfeld (Heinsbergstraße 22) | Hier wohnte Albert Schönfeld (Jahrgang 1899) Deportiert 1941 Riga ??? | Heinsbergstr. 22 (Standort)                                          | |
| Stolperstein für AAmely Schönfeld (Heinsbergstraße 22) | Hier wohnte Amely Schönfeld (Jahrgang 1927) Deportiert 1941 Riga ??? | Heinsbergstr. 22 (Standort)                                          | |
| Stolperstein für Hedwig Schönfeld (Heinsbergstraße 22) | Hier wohnte Hedwig Schönfeld, geb. Schwarz (Jahrgang 1899) Deportiert 1941 Riga ??? | Heinsbergstr. 22 (Standort)                                          | |
| Stolperstein für Kurt Schönfeld (Heinsbergstraße 22) | Hier wohnte Kurt Schönfeld (Jahrgang 1923) Deportiert 1941 Riga ??? | Heinsbergstr. 22 (Standort)                                          | |
| Stolperstein für Albert Schwarz (Aachener Straße 28) | Hier wohnte Albert Schwarz (Jahrgang 1889) Deportiert 1941 Riga | Aachener Str. 28 (Standort)                                          | Der im Juli 2000 verlegte Stolperstein erinnert an Albert Schwarz, geboren 1889. |
| Stolperstein für Erna Schwarz (Aachener Straße 28) | Hier wohnte Erna Schwarz, geb. Schürmann (Jahrgang 1891) Deportiert 1941 Riga | Aachener Str. 28 (Standort)                                          | Der im Juli 2000 verlegte Stolperstein erinnert an Erna Schwarz (geb. Schürmann) , geboren 1891. |
| Stolperstein für Gustav Schwarz (Richard-Wagner-Straße 23) | Hier wohnte Gustav Schwarz (Jahrgang 1882) Deportiert 1941 Riga Für tot erklärt | Richard-Wagner-Str. 23 (Standort)                                    | |
| Stolperstein für Hilde Schwarz (Kurfürstenstraße 18) | Hier wohnte Hilde Schwarz, geb. Mueckefelder (Jahrgang 1908) Deportiert 1941 Riga Verschollen                                                                                            | Kurfürstenstr. 18 (Standort)                                         | |
| Stolperstein für Johanna Schwarz (Lochnerstraße 9) | Hier wohnte Johanna Schwarz (Jahrgang 1884) Deportiert 1941 Riga | Lochnerstr. 9 (Standort)                                             | |
| Stolperstein für Josef Schwarz (Richard-Wagner-Straße 23) | Hier wohnte Josef Schwarz (Jahrgang 1876) Deportiert 1941 Riga Für tot erklärt | Richard-Wagner-Str. 23 (Standort)                                    | |
| Stolperstein für Karl Schwarz (Richard-Wagner-Straße 23) | Hier wohnte Karl Schwarz (Jahrgang 1871) Deportiert 1941 Riga Für tot erklärt | Richard-Wagner-Str. 23 (Standort)                                    | |
| Stolperstein für Leopold Schwarz (Moltkestraße 30) | Hier wohnte Leopold Schwarz (Jahrgang 1903) Deportiert Drancy / Auschwitz ??? Für tot erklärt                                                                                            | Moltkestr. 30 (Standort)                                             | |
| Stolperstein für Max Schwarz (Kurfürstenstraße 18) | Hier wohnte Max Schwarz (Jahrgang 1903) Deportiert 1941 Riga Verschollen | Kurfürstenstr. 18 (Standort)                                         | |
| Stolperstein für Rosa Schwarz (Aachener Straße 28) | Hier wohnte Rosa Schwarz (Jahrgang 1922) Deportiert 1942 Riga | Aachener Str. 28 (Standort)                                          | Der im Juli 2000 verlegte Stolperstein erinnert an Rosa Schwarz, geboren 1922. |
| Stolperstein für Sarah Schwarz (Richard-Wagner-Straße 23) | Hier wohnte Sarah Schwarz (Jahrgang 1873) Deportiert 1941 Riga Für tot erklärt | Richard-Wagner-Str. 23 (Standort)                                    | |
| Stolperstein für Julius Schweizer (Lindenstraße 84) | Hier wohnte Julius Schweizer (Jahrgang 1892) Deportiert 1941 Riga Verschollen | Lindenstr. 84 (Standort)                                             | |
| Stolperstein für Selma Seckels (Görresstraße 15) | Hier wohnte Selma Seckels (Jahrgang 1898) Deportiert 1941 Łódź Für tot erklärt | Görresstr. 15 (Standort)                                             | Nach neueren Informationen, welche zum Zeitpunkt der Stolpersteinverlegung nicht bekannt waren, wurde Selma Seckels im Mai 1942 von Litzmannstadt (Łódź) nach Kulmhof deportiert und dort ermordet. |
| Stolperstein für Hermann Seelig (Hardefuststraße 3) | Hier wohnte Hermann Seelig (Jahrgang 1921) Deportiert 1942 Minsk ??? | Hardefuststr. 3 (Standort)                                           | |
| Stolperstein für Iwan Seelig (Hardefuststraße 3) | Hier wohnte Iwan Seelig (Jahrgang 1921) Deportiert 1942 Minsk Verschollen | Hardefuststr. 3 (Standort)                                           | |
| Stolperstein für Sofia Seelig (Hardefuststraße 3) | Hier wohnte Sofia Seelig, geb. Weinberg (Jahrgang 1892) Deportiert 1942 Minsk Verschollen                                                                                                | Hardefuststr. 3 (Standort)                                           | |
| Stolperstein für Ingeborg Segall (Volksgartenstraße 15) | Hier wohnte Ingeborg Segall (Jahrgang 1923) Deportiert 1941 Riga Ermordet 1. Oktober 1944 Stutthof                                                                                       | Volksgartenstr. 15 (Standort)                                        | Der am 10. September 2018 verlegte Stolperstein erinnert an Ingeborg Segall, geboren am 6. Oktober 1923 in Köln. Die Hausangestellte Ingeborg Segall war die Tochter von Erich und Betty Segall (geb. Marcus). Ingeborg Segall wurde vermutlich gemeinsam mit ihrer Mutter Betty am 7. Dezember 1941 aus einem „Ghettohaus“ in der Sedanstraße 29 in das Ghetto Riga deportiert. Ingeborg Segall starb am 1. Oktober 1944 im KZ Stutthof. Der Stolperstein für Ingeborg Segall wurde ursprünglich 2001 und 2007 vor dem „Ghettohaus“ Sedanstraße 29 (Köln-Neustadt-Nord) verlegt, beide Stolpersteine wurden kurz nach der Verlegung von Unbekannten herausgebrochen und durch eine Gehwegplatte ersetzt. Am 10. September 2018 wurde ein neuer Stolperstein vor dem ehemaligen Wohnhaus Volksgartenstraße 15 neu verlegt. |
| Stolperstein für Lili Seiferheld (Lindenstraße 17) | Hier wohnte Lili Seiferheld, geb. Weinberg (Jahrgang 1912) Deportiert 1942 Łódź Für tot erklärt                                                                                          | Lindenstr. 17 (Standort)                                             | Nach neueren Informationen, welche zum Zeitpunkt der Stolpersteinverlegung nicht bekannt waren, wurde Lili Seiferheld nach der Auflösung des Ghettos Litzmannstadt (Łódź) im August 1944 nach Auschwitz und von dort in das KZ Stutthof verschleppt. Sie starb dort am 14. Dezember 1944. |
| Stolperstein für Mathilde Seiferheld (Lindenstraße 17) | Hier wohnte Mathilde Seiferheld, geb. Schönmann (Jahrgang 1880) Deportiert 1941 Łódź Für tot erklärt                                                                                     | Lindenstr. 17 (Standort)                                             | Der Geburtsname von Mathilde Seiferheld ist auf dem Stolperstein falsch angegeben. Er lautet richtig „Schömann“. Nach neueren Informationen, welche zum Zeitpunkt der Verlegung nicht bekannt waren, wurde Mathilde Seiferheld im September 1942 von Litzmannstadt (Łódź) nach Kulmhof deportiert und dort ermordet. |
| Stolperstein für Alfred Seligmann (Kyffhäuserstraße 11) | Hier wohnte Alfred Seligmann (Jahrgang 1907) Deportiert 1941 Łódź Für tot erklärt | Kyffhäuserstr. 11 (Standort)                                         | Nach neueren Informationen, welche zum Zeitpunkt der Stolpersteinverlegung nicht bekannt waren, wurde Alfred Seligmann im Mai 1942 von Litzmannstadt (Łódź) nach Kulmhof deportiert und dort ermordet. |
| Stolperstein für Otto Seligmann (Lochnerstraße 9) | Hier wohnte Otto Seligmann (Jahrgang 1926) Deportiert 1941 Riga | Lochnerstr. 9 (Standort)                                             | |
| Stolperstein für Paula Seligmann (Lochnerstraße 9) | Hier wohnte Paula Seligmann, geb. Greif (Jahrgang 1891) Deportiert 1941 Riga | Lochnerstr. 9 (Standort)                                             | |
| Stolperstein für Sally Seligmann (Görresstraße 15) | Hier wohnte Sally Seligmann (Jahrgang 1875) Deportiert 1941 Łódź Tod am 23. März 1942 | Görresstr. 15 (Standort)                                             | |
| Stolperstein für Cäcilie Selzer (Görresstraße 15) | Hier wohnte Cäcilie Selzer (Jahrgang 1920) Flucht 1939 Palästina | Görresstr. 15 (Standort)                                             | Der am 22. November 2017 verlegte Stolperstein erinnert an Cäcilie Selzer, geboren 1920. Cäcilie Selzer war die Tochter von Moses Max und Sara Gittel Selzer (geb. Hausner). Cäcilie Selzer konnte 1939 nach Palästina emigrieren. |
| Stolperstein für Georg Selzer (Görresstraße 15) | Hier wohnte Georg Selzer (Jahrgang 1917) Flucht 1935 Palästina | Görresstr. 15 (Standort)                                             | Der am 22. November 2017 verlegte Stolperstein erinnert an Georg Selzer, geboren 1917. Georg Selzer war der Sohn von Moses Max und Sara Gittel Selzer (geb. Hausner). Georg Selzer konnte 1935 nach Palästina emigrieren. |
| Stolperstein für Gisela Selzer (Görresstraße 15) | Hier wohnte Gisela Selzer (Jahrgang 1926) Flucht 1939 Palästina | Görresstr. 15 (Standort)                                             | Der am 22. November 2017 verlegte Stolperstein erinnert an Gisela Selzer, geboren 1926. Gisela Selzer war die Tochter von Moses Max und Sara Gittel Selzer (geb. Hausner). Gisela Selzer konnte 1939 nach Palästina emigrieren. |
| Stolperstein für Heinz Selzer (Görresstraße 15) | Hier wohnte Heinz Selzer (Jahrgang 1915) Flucht 1935 Palästina Tot 9. November 1939 | Görresstr. 15 (Standort)                                             | Der am 22. November 2017 verlegte Stolperstein erinnert an Heinz Selzer, geboren 1915. Heinz Selzer war der Sohn von Moses Max und Sara Gittel Selzer (geb. Hausner). Heinz Selzer konnte 1935 nach Palästina emigrieren. 1939 starb er bei einem Verkehrsunfall in Palästina |
| Stolperstein für Martha Selzer (Görresstraße 15) | Hier wohnte Martha Selzer (Jahrgang 1923) Flucht 1939 Palästina | Görresstr. 15 (Standort)                                             | Der am 22. November 2017 verlegte Stolperstein erinnert an Martha Selzer, geboren 1923. Martha Selzer war die Tochter von Moses Max und Sara Gittel Selzer (geb. Hausner). Martha Selzer konnte 1939 nach Palästina emigrieren. |
| Stolperstein für Moses Max Selzer (Görresstraße 15) | Hier wohnte Moses Max Selzer (Jahrgang 1893) 'Polenaktion' 1938 Bentschen / Zbaszyn Schicksal unbekannt                                                                                  | Görresstr. 15 (Standort)                                             | Der am 22. November 2017 verlegte Stolperstein erinnert an Moses Max Selzer, geboren am 29. Mai 1893 in Demyzel (heute Teil der Stadt Sabolotiw). Moses Max Selzer war verheiratet mit Sara Gittel Selzer (geb. Hausner). Bis 1933 war er Mitinhaber des Möbelhauses Schreiber und Selzer in Kassel. Die gemeinsamen Kinder konnten in den Jahren 1935 bis 1939 nach Palästina emigrieren. Sara Gittel und Moses Selzer zogen 1936 zu ihrer Schwester nach Köln. Am 26. Juli 1938 starb Sara Gittel selzer in Folge einer Krankheit im Jüdischen Krankenhaus Köln-Ehrenfeld. Sie wurde auf dem Jüdischen Friedhof Bocklemünd beigesetzt. Moses Selzer wurde im Oktober 1938 im Rahmen der sogenannten Polenaktion nach Bentschen abgeschoben. Dort verliert sich seine Spur... |
| Stolperstein für Sara Gittel Selzer (Görresstraße 15) | Hier wohnte Sara Gittel Selzer, (geb. Hausner) (Jahrgang 1893) Gedehmütigt / Entrechtet Tot 26. Juli 1938                                                                                | Görresstr. 15 (Standort)                                             | Der am 22. November 2017 verlegte Stolperstein erinnert an Sara Gittel Selzer, geboren am 17. April 1893 in Kolomea. Sara Gittel Selzer war die Tochter von Gerschon und Rivka (Rebecca) Hausner (geb. Aberbukh) und Schwester von Jeanette Landesberg (geb. Hausner). Verheiratet war sie mit Moses Max Selzer. Die gemeinsamen Kinder konnten in den Jahren 1935 bis 1939 nach Palästina emigrieren. Sara Gittel und Moses Selzer zogen 1936 zu ihrer Schwester nach Köln. Am 26. Juli 1938 starb Sara Gittel selzer in Folge einer Krankheit im Jüdischen Krankenhaus Köln-Ehrenfeld. Sie wurde auf dem Jüdischen Friedhof Bocklemünd beigesetzt. Ihr Ehemann Moses wurde im Oktober 1938 im Rahmen der sogenannten Polenaktion nach Bentschen abgeschoben. Dort verliert sich seine Spur... |
| Stolperstein für Jakob Wolff Semmel (Heinsbergstraße 27) | Hier wohnte Jakob Wolff Semmel (Jahrgang 1899) Deportiert 1942 ??? | Heinsbergstr. 27 (Standort)                                          | |
| Stolperstein für Gertrud Silberberg (Luxemburger Straße 5) | Hier wohnte Gertrud Silberberg, geb. Gärtner (Jahrgang 1882) Deportiert 1941 Łódź Für tot erklärt                                                                                        | Luxemburger Str. 5 (Standort)                                        | |
| Stolperstein für Rotel Silberblatt (Heinsbergstraße 22) | Hier wohnte Rotel Silberblatt (Jahrgang 1887) Deportiert 1941 Łódź ??? | Heinsbergstr. 22 (Standort)                                          | Nach neueren Informationen, welche zum Zeitpunkt der Stolpersteinverlegung nicht bekannt waren, wurde Rotel Silberblatt im Mai 1942 von Litzmannstadt (Łódź) nach Kulmhof deportiert und dort ermordet. |
| Stolperstein für Margot Silbermann (Trierer Straße 39) | Hier wohnte Margot Silbermann (Jahrgang 1929) Deportiert Auschwitz Für tot erklärt | Trierer Str. 39 (Standort)                                           | Der Stolperstein erinnert an Margot Silbermann, geboren am 2. Oktober 1929 in Köln. Nach der Machtergreifung der Nationalsozialisten emigrierte Margot Silbermann nach Belgien. Nach der deutschen Besetzung Belgiens wurden auch hier die Juden deportiert. Margot Silbermann wurde in das SS-Sammellager Kaserne Dossin in Mechelen verschleppt und am 31. Juli 1943 mit dem XXI. Transport von Mechelen nach Auschwitz deportiert. Hier verliert sich ihre Spur. Im Archiv der Kaserne Dossin befindet sich eine Paßfotografie von Margot Silbermann. |
| Stolperstein für Betty Bathseba Simchowitz (Boisseréestraße 3) | Hier wohnte Betty Bathseba Simchowitz, geb. Theodor (Jahrgang 1865) Deportiert 1942 Theresienstadt Ermordet 20. November 1942                                                            | Boisseréestr. 3 (Standort)                                           | Der Stolperstein erinnert an Betty Bathseba Simchowitz (geb. Theodor), geboren am 10. Januar 1865 in Tilsit. Betty Bathseba Simchowitz war die Witwe des Mediziners und Theaterwissenschaftlers Dr. Sascha Simchowitz und die Mutter des Mediziners Dr. Hermann Simchowitz. 1937 emigrierte ihr Sohn in die USA, ihr selbst war es nicht möglich auszuwandern. Sie wurde um 1939 gezwungen, ihre Wohnung in der Boisseréestraße 3 zu verlassen und in das Gettohaus St.-Apern-Straße 29–31 einzuziehen. Von dort aus wurde sie mit dem 1. Kölner Transport III/1 am 15. Juni 1942 in das Ghetto Theresienstadt deportiert, wo sie am 20. November 1942 ermordet wurde. |
| Stolperstein für Hermann Simchowitz (Boisseréestraße 3) | Hier wohnte Hermann Simchowitz (Jahrgang 1900) Flucht 1937 USA | Boisseréestr. 3 (Standort)                                           | Der Stolperstein erinnert an Hermann Simchowitz, geboren 1900 in Köln. Hermann Simchowitz war der Sohn von Sascha Simchowitz und dessen Ehefrau Betty Simchowitz (geb. Theodor). Hermann Simchowitz studierte Medizin und machte eine Facharztausbildung als Internist und Röntgenologe. Zu Beginn der 1930er Jahre arbeitete er als Assistenzarzt am Städtischen Bürgerhospital. Nach der Machtergreifung der Nationalsozialisten wurde er aus dem Dienst entlassen und eröffnete in seiner Wohnung in der Boisseréestraße eine internistische Praxis. 1937 konnte Hermann Simchowitz in die USA emigrieren und änderte seinen Nachnamen in Sims. Zuletzt lebte Hermann Sims in Genf. Den Stolperstein für Hermann Simchowitz stiftete der heutige Bewohner des Hauses Boisseréestraße 3, Rolly Brings. |
| Stolperstein für Berta Simons (Dasselstraße 58) | Hier wohnte Berta Simons, geb. Marx (Jahrgang 1895) Deportiert 1941 Łódź ??? | Dasselstr. 58 (Standort)                                             | Nach neueren Informationen, welche zum Zeitpunkt der Stolpersteinverlegung nicht bekannt waren, wurde Berta Simons im Sommer 1944 von Litzmannstadt (Łódź) nach Kulmhof deportiert und dort ermordet. |
| Stolperstein für Oskar Simons (Dasselstraße 58) | Hier wohnte Oskar Simons (Jahrgang 1895) Deportiert 1941 Łódź Ermordet am 15. Juli 1942                                                                                                  | Dasselstr. 58 (Standort)                                             | |
| Stolperstein für Ida Sinn (Sachsenring 29) | Hier wohnte Ida Sinn (Jahrgang 1876) Deportiert 1941 Riga Für tot erklärt | Sachsenring 29 (Standort)                                            | |
| Stolperstein für Jacob Sinn (Sachsenring 29) | Hier wohnte Jacob Sinn (Jahrgang 1886) Deportiert 1941 Riga Für tot erklärt | Sachsenring 29 (Standort)                                            | |
| Stolperstein für Selma Sinn (Sachsenring 29) | Hier wohnte Selma Sinn (Jahrgang 1889) Deportiert 1941 Riga Für tot erklärt | Sachsenring 29 (Standort)                                            | |
| Stolperstein für einen Sinto (Elsaßstraße 37) | Hier wohnte ein Sinto (Jahrgang 1920) Verschleppt 1940 nach Oranienburg und Sachsenhausen 73                                                                                             | Elsaßstr. 37 (Standort)                                              | Verfolgt als Sinti |
| Stolperstein für Horst Adolf Slager (Trajanstraße 5) | Hier wohnte Horst Adolf Slager (Jahrgang 1921) Deportiert / Auschwitz Ermordet | Trajanstr. 5 (Standort)                                              | |
| Stolperstein für Dora Sonn (Brüsseler Straße 4) | Hier wohnte Dora Sonn, geb. Wolf (Jahrgang 1882) Deportiert 1941 Łódź Für tot erklärt | Brüsseler Str. 4 (Standort)                                          | Nach neueren Informationen, welche zum Zeitpunkt der Stolpersteinverlegung nicht bekannt waren, wurde Dora Sonn im Mai 1942 von Litzmannstadt (Łódź) nach Kulmhof deportiert und dort ermordet. |
| Stolperstein für Levy Sonn (Brüsseler Straße 4) | Hier wohnte Levy Sonn (Jahrgang 1879) Deportiert 1941 Łódź Für tot erklärt | Brüsseler Str. 4 (Standort)                                          | Nach neueren Informationen, welche zum Zeitpunkt der Stolpersteinverlegung nicht bekannt waren, wurde Levy Sonn im Mai 1942 von Litzmannstadt (Łódź) nach Kulmhof deportiert und dort ermordet. |
| Stolperstein für Klara Spanier (Metzer Straße 5) | Hier wohnte Klara Spanier (Jahrgang 1877) Deportiert 1941 Riga ??? | Metzer Str. 5 (Standort)                                             | |
| Stolperstein für Adele Steiner (Kurfürstenstraße 18) | Hier wohnte Adele Steiner, geb. Eckstein (Jahrgang 1905) Deportiert 1941 Łódź Verschollen                                                                                                | Kurfürstenstr. 18 (Standort)                                         | Nach neueren Informationen, welche zum Zeitpunkt der Stolpersteinverlegung nicht bekannt waren, wurde Adele Steiner im Sommer 1944 von Litzmannstadt (Łódź) nach Kulmhof deportiert und dort ermordet. |
| Stolperstein für Erich Steiner (Kurfürstenstraße 18) | Hier wohnte Erich Steiner (Jahrgang 1905) Deportiert 1941 Łódź Verschollen | Kurfürstenstr. 18 (Standort)                                         | Nach neueren Informationen, welche zum Zeitpunkt der Stolpersteinverlegung nicht bekannt waren, wurde Erich Steiner im Sommer 1944 von Litzmannstadt (Łódź) nach Kulmhof deportiert und dort ermordet. |
| Stolperstein für Margot Steiner (Kurfürstenstraße 18) | Hier wohnte Margot Steiner (Jahrgang 1934) Deportiert 1941 Łódź Verschollen | Kurfürstenstr. 18 (Standort)                                         | Nach neueren Informationen, welche zum Zeitpunkt der Stolpersteinverlegung nicht bekannt waren, wurde Margot Steiner im September 1942 von Litzmannstadt (Łódź) nach Kulmhof deportiert und dort ermordet. |
| Stolperstein für Thekla Steiner (Kurfürstenstraße 18) | Hier wohnte Thekla Steiner, geb. Koppel (Jahrgang 1872) Deportiert 1941 Łódź Verschollen                                                                                                 | Kurfürstenstr. 18 (Standort)                                         | |
| Stolpersteine Köln, Bertha Stern (Rolandstraße 63) | Hier wohnte Bertha Stern, geb. Herz (Jahrgang 1887) Deportiert 1941 Łódź Verschollen | Rolandstr. 63 (Standort)                                             | Nach neueren Informationen, welche zum Zeitpunkt der Stolpersteinverlegung nicht bekannt waren, wurde Bertha Stern im Mai 1942 von Litzmannstadt (Łódź) nach Kulmhof deportiert und dort ermordet. |
| Stolperstein für Esther Stern (Zülpicher Platz 1) | Hier wohnte Esther Stern, geb. Mandel (Jahrgang 1887) Flucht Belgien Frankreich Überlebt                                                                                                 | Zülpicher Platz 1 (Standort)                                         | |
| Stolperstein für Hedwig Stern (Brüsseler Straße 4) | Hier wohnte Hedwig Stern, geb. Neugarten (Jahrgang 1881) Deportiert 1941 Łódź Auschwitz Für tot erklärt                                                                                  | Brüsseler Str. 4 (Standort)                                          | Nach neueren Informationen, welche zum Zeitpunkt der Stolpersteinverlegung nicht bekannt waren, wurde Hedwig Stern im Mai 1942 von Litzmannstadt (Łódź) nach Kulmhof deportiert und dort ermordet. |
| Stolperstein für Helga Stern (Bonner Straße 33) | Hier wohnte Helga Stern (Jahrgang 1931) Deportiert 1941 Łódź Theresienstadt Für tot erklärt                                                                                              | Bonner Str. 33 (Standort)                                            | Nach neueren Informationen, welche zum Zeitpunkt der Stolpersteinverlegung nicht bekannt waren, wurde Helga Stern im Sommer 1944 von Litzmannstadt (Łódź) nach Kulmhof deportiert und dort ermordet. |
| Stolperstein für Josef Ider Stern (Zülpicher Platz 1) | Hier wohnte Josef Ider Stern (Jahrgang 1900) Flucht 1939 Frankreich Interniert Drancy Deportiert Theresienstadt Ermordet 1945 Auschwitz                                                  | Zülpicher Platz 1 (Standort)                                         | |
| Stolpersteine Köln, Julius Stern (Rolandstraße 63) | Hier wohnte Julius Stern (Jahrgang 1881) Deportiert 1941 Łódź Verschollen | Rolandstr. 63 (Standort)                                             | Der Stolperstein erinnert an Julius Stern, geboren am 22. April 1881 in Forchtenberg. Julius Stern war vor der Machtergreifung der Nationalsozialisten als Vertreter für mehrere Schuhfabriken tätig. Nach den Boykottmaßnahmen durch die Nationalsozialisten musste er seinen Beruf 1936 aufgeben. Er gründete danach ein kleines Unternehmen, in dem mit einem Dutzend Angestellten Schuhschmuck herstellt wurde. Auch dieses Unternehmen wurde von den Nationalsozialisten 1940 geschlossen. Julius Stern versuchte vergeblich mit seiner Ehefrau Bertha auszuwandern. Kurz vor ihrer Deportation wurden sie im Ghettohaus Rolandstraße 63 interniert. Am 22. Oktober 1941 wurde Julius Stern ins Ghetto Litzmannstadt deportiert. Nach neueren Informationen, welche zum Zeitpunkt der Stolpersteinverlegung nicht bekannt waren, wurde er im Mai 1942 von Litzmannstadt (Łódź) nach Kulmhof deportiert und dort ermordet. Die zwei Kinder des Ehepaars konnten emigrieren und überlebten den Holocaust in den Vereinigten Staaten. |
| Stolperstein für Kurt Stern (Mozartstraße 54) | Hier wohnte Kurt Stern (Jahrgang 1922) Deportiert 1941 Riga Für tot erklärt | Mozartstr. 54 (Standort)                                             | |
| Stolperstein für Lilly Stern (Bonner Straße 33) | Hier wohnte Lilly Stern, geb. Wolff (Jahrgang 1922) Deportiert 1941 Łódź Für tot erklärt                                                                                                 | Bonner Str. 33 (Standort)                                            | Nach neueren Informationen, welche zum Zeitpunkt der Stolpersteinverlegung nicht bekannt waren, wurde Lilly Stern im Sommer 1944 von Litzmannstadt (Łódź) nach Kulmhof deportiert und dort ermordet. |
| Stolperstein für Max Stern (Mozartstraße 54) | Hier wohnte Max Stern (Jahrgang 1883) Deportiert 1941 Riga Tod am 5. Mai 1945 | Mozartstr. 54 (Standort)                                             | |
| Stolperstein für Nathan Stern (Luxemburger Straße 37) | Hier wohnte Nathan Stern (Jahrgang 1891) Deportiert 1941 Riga ??? | Luxemburger Str. 37 (Standort)                                       | |
| Stolperstein für Otto Stern (Bonner Straße 33) | Hier wohnte Otto Stern (Jahrgang 1894) Deportiert 1942 Theresienstadt Tod am 29. August 1942                                                                                             | Bonner Str. 33 (Standort)                                            | Nach neueren Informationen, welche zum Zeitpunkt der Stolpersteinverlegung nicht bekannt waren, starb Otto Stern am 29. August 1942 im Ghetto Litzmannstadt (Łódź). |
| Stolperstein für Pauline Stern (Mozartstraße 54) | Hier wohnte Pauline Stern, geb. Voss (Jahrgang 1886) Deportiert 1941 Łódź Für tot erklärt                                                                                                | Mozartstr. 54 (Standort)                                             | Nach neueren Informationen, welche zum Zeitpunkt der Stolpersteinverlegung nicht bekannt waren, wurde Pauline Stern im Mai 1942 von Litzmannstadt (Łódź) nach Kulmhof deportiert und dort ermordet. |
| Stolperstein für Rosalie Stern (Zülpicher Platz 4) | Rosalie Stern, geb. Müller (Jahrgang 1884) Deportiert 1941 Riga Ermordet | Zülpicher Platz 4 (Standort)                                         | Der ursprünglich 2001 verlegte Stolperstein wurde wegen starker Abnutzung am 11. April 2016 erneuert und neu verlegt. |
| Stolperstein für Max Sternheim (Mozartstraße 54) | Hier wohnte Max Sternheim (Jahrgang 1877) Deportiert 1941 Łódź Für tot erklärt | Mozartstr. 54 (Standort)                                             | Nach neueren Informationen, welche zum Zeitpunkt der Stolpersteinverlegung nicht bekannt waren, wurde Max Sternheim im Mai 1942 von Litzmannstadt (Łódź) nach Kulmhof deportiert und dort ermordet. |
| Stolperstein für Selma Sternheim (Mozartstraße 54) | Hier wohnte Selma Sternheim, geb. Marx (Jahrgang 1888) Deportiert 1941 Łódź Für tot erklärt                                                                                              | Mozartstr. 54 (Standort)                                             | Nach neueren Informationen, welche zum Zeitpunkt der Stolpersteinverlegung nicht bekannt waren, wurde Selma Sternheim im Mai 1942 von Litzmannstadt (Łódź) nach Kulmhof deportiert und dort ermordet. Ihr Geburtsname ist Selma Baum. |
| Stolperstein für Helene Stock (Lothringer Straße 39) | Hier lebte Helene Stock, geb. Buchheim (Jahrgang 1892) Deportiert 1941 Riga Ermordet 9. Januar 1945 Stutthof                                                                             | Lothringer Str. 39 (Standort)                                        | |
| Stolperstein für Leoplod Stock (Lothringer Straße 39) | Hier lebte Leopold Stock (Jahrgang 1892) Deportiert 1941 Riga 1944 Stutthof 1944 Buchenwald Entlassen Tot 3. Dezember 1944 Bochum                                                        | Lothringer Str. 39 (Standort)                                        | In der Häftlingskarte des Konzentrationslagers Buchenwald, die in den Arolsen Archives erhalten geblieben ist, wurde als Beruf „Steinsetzer“ angegeben, als Haftgrund „Politischer Jude“. Herrn Stocks Haftnummer in Buchenwald lautete 82429. |
| Stolperstein für Bernhard Straus (Händelstraße 14) | Hier wohnte Bernhard Straus (Jahrgang 1922) Flucht Holland Im Widerstand Befreit / überlebt                                                                                              | Händelstr. 14 (Standort)                                             | |
| Stolperstein für Frieda Straus (Händelstraße 14) | Hier wohnte Frieda Straus, geb. Fröhlich (Jahrgang 1897) Flucht Holland Interniert Westerbork Deportiert Auschwitz Befreit / überlebt                                                    | Händelstr. 14 (Standort)                                             | |
| Stolperstein für Carola Strauss (Aachener Straße 28) | Hier wohnte Carola Strauss (Jahrgang 1908) Deportiert 1943 Theresienstadt Auschwitz Verschollen                                                                                          | Aachener Str. 28 (Standort)                                          | Der im Juli 2000 verlegte Stolperstein erinnert an Carola Strauss, geboren 1908. |
| Stolperstein für Maier Strauss (Eifelstraße 27) | Hier wohnte Maier Strauss (Jahrgang 1875) Deportiert 1941 Łódź Tod am 25. April 1942 | Eifelstr. 27 (Standort)                                              | |
| Stolperstein für Netta Strauss (Aachener Straße 28) | Hier wohnte Netta Strauss, geb. Salomon (Jahrgang 1878) Deportiert 1941 Riga | Aachener Str. 28 (Standort)                                          | Der im Juli 2000 verlegte Stolperstein erinnert an Netta Strauss (geb. Salomon), geboren 1878. |
| Stolperstein für Wally Strauss (Eifelstraße 27) | Hier wohnte Wally Strauss, geb. Wiesengrund (Jahrgang 1880) Deportiert 1941 Łódź Tod am 31. Dezember 1941                                                                                | Eifelstr. 27 (Standort)                                              | |
| Stolperstein für Walter Strauss (Aachener Straße 28) | Hier wohnte Walter Strauss (Jahrgang 1918) Deportiert 1941 Riga | Aachener Str. 28 (Standort)                                          | Der im Juli 2000 verlegte Stolperstein erinnert an Walter Strauss, geboren 1918. |
| Stolperstein für Eugenie Struch (Görresstraße 15) | Hier wohnte Eugenie Struch, geb. Bernstein (Jahrgang 1885) Deportiert 1941 Riga Für tot erklärt                                                                                          | Görresstr. 15 (Standort)                                             | |
| Stolperstein für Hans Struch (Görresstraße 15) | Hier wohnte Hans Struch (Jahrgang 1914) Deportiert 1941 Riga Für tot erklärt | Görresstr. 15 (Standort)                                             | |
| Stolperstein für Josef Struch (Görresstraße 15) | Hier wohnte Josef Struch (Jahrgang 1875) Deportiert 1941 Riga Für tot erklärt | Görresstr. 15 (Standort)                                             | |
| Stolperstein für Lotte Struch (Görresstraße 15) | Hier wohnte Lotte Struch (Jahrgang 1911) Deportiert 1941 Riga Für tot erklärt | Görresstr. 15 (Standort)                                             | |
| Stolperstein für Ferdinand Suessmann (Aachener Straße 28) | Hier wohnte Ferdinand Suessmann (Jahrgang 1889) Deportiert 1941 Łódź Tot 2. August 1942                                                                                                  | Aachener Str. 28 (Standort)                                          | Der im Juli 2000 verlegte Stolperstein erinnert an Ferdinand Suessmann, geboren 1889. |
| Stolperstein für Melanie Suessmann (Aachener Straße 28) | Hier wohnte Melanie Suessmann, geb. Weiss (Jahrgang 1890) Deportiert 1941 Tot 30. Januar 1943                                                                                            | Aachener Str. 28 (Standort)                                          | Der im Juli 2000 verlegte Stolperstein erinnert an Melanie Suessmann (geb. Weiss), geboren 1890. |
| Stolpersteine für Jakob Sürth (Händelstraße 14) | Hier wohnte Jakob Sürth (Jahrgang 1877) Deportiert 1941 Łódź ??? | Händelstr. 14 (Standort)                                             | Nach neueren Informationen, welche zum Zeitpunkt der Stolpersteinverlegung nicht bekannt waren, wurde Jakob Sürth im Mai 1942 von Litzmannstadt (Łódź) nach Kulmhof deportiert und dort ermordet. |
| Stolpersteine für Julia Sürth (Händelstraße 14) | Hier wohnte Julia Sürth, geb. Sander (Jahrgang 1880) Deportiert 1941 Łódź ??? | Händelstr. 14 (Standort)                                             | Nach neueren Informationen, welche zum Zeitpunkt der Stolpersteinverlegung nicht bekannt waren, wurde Julie Sürth im Mai 1942 von Litzmannstadt (Łódź) nach Kulmhof deportiert und dort ermordet. |
| | Hier wohnte Bella Tietz, geb. Schuty (Jahrgang 1902) Flucht 1934 England | Volksgartenstraße 58 (Standort)                                      | |
| | Hier wohnte Flora Tietz, geb. Baumann (Jahrgang 1855) Flucht 1938 Holland 1940 England                                                                                                   | Hardefuststraße 3 (Standort)                                         | |
| | Hier wohnte Gerhard L. Tietz (Jahrgang 1894) Flucht 1934 England | Volksgartenstraße 58 (Standort)                                      | |
| Stolperstein für Anna Tobar (Kyffhäuserstraße 7) | Hier wohnte Anna Tobar, geb. Vogel (Jahrgang 1880) Deportiert 1941 Riga Ermordet | Kyffhäuserstr. 7 (Standort)                                          | Der am 6. Oktober 2020 verlegte Stolperstein erinnert an Anna Tobar (geb. Vogel), geboren 1880. |
| Stolperstein für Bernhard Tobar (Kyffhäuserstraße 7) | Hier wohnte Bernhard Tobar (Jahrgang 1876) Deportiert 1941 Riga Ermordet | Kyffhäuserstr. 7 (Standort)                                          | Der am 6. Oktober 2020 verlegte Stolperstein erinnert an Bernhard Tobar, geboren 1876. |
| Stolperstein für Hans David Tobar (Meister-Gerhard-Straße 5) | Hier wohnte Hans David Tobar (Jahrgang 1888) Auftrittsverbot 1933 Flucht 1939 USA | Meister-Gerhard-Str. 5 (Standort)                                    | Der am 18. März 2019 verlegte Stolperstein erinnert an Hans David Tobar, geboren als Hans David Rosenbaum am 18. April 1888 in Köln. Hans Rosenbaum wurde als eines von zehn Kindern des Friedhofswächters Markus Rosenboom-Tobar und seiner Ehefrau Ida Kaufmann in Köln geboren. Er wuchs im Griechenmarkt-Viertel auf. Um 1900 änderte die Familie den Familiennamen in Tobar um. Nach seinem Schulabschluss begann er 1901 eine kaufmännische Ausbildung. Anschließend verdiente er seinen Lebensunterhalt als Handelsreisender. Vor dem Ersten Weltkrieg trat Tobar als Statist und Conférencier auf. Während des Ersten Weltkrieges wurde er zum Wehrdienst einberufen. Seit Beginn der 1920er Jahre trat Tobar als Kabarettist, Krätzchensänger und Rezitator bei den Traditionsgesellschaften und Lumpenbällen auf. Nach der Machtergreifung der Nationalsozialisten durfte er nicht mehr im offiziellen Karneval, sondern nur noch bei Veranstaltungen des Jüdischen Kulturbundes Rhein-Ruhr auftreten. Am 9. Dezember 1939 gelang ihm und seiner Familie die Emigration über Rotterdam in die Vereinigten Staaten von Amerika. In Amerika arbeitete er als Maschinist und trat wieder mit karnevalistischen Programmen auf. Hans Tobar starb am 4. April 1956 in New York. Die Stolpersteinverlegung initiierte die Kölner Karnevalsgesellschaft StattGarde Colonia Ahoj. |
| Stolperstein für Lieselotte Tobar (Meister-Gerhard-Straße 5) | Hier wohnte Lieselotte Tobar (Jahrgang 1926) Flucht 1939 USA | Meister-Gerhard-Str. 5 (Standort)                                    | Der am 18. März 2019 verlegte Stolperstein erinnert an Lieselotte Tobar, geboren am 11. März 1926 in Köln. Lieselotte Tobar war die Tochter von Hans David Tobar und seiner Frau Ursel Schulames Tobar. Gemeinsam mit ihren Eltern und ihrem Bruder Theodor Max emigrierte sie 1939 in die USA. Die Stolpersteinverlegung initiierte die Kölner Karnevalsgesellschaft StattGarde Colonia Ahoj. |
| Stolperstein für Theodor Max Tobar (Meister-Gerhard-Straße 5) | Hier wohnte Theodor Max Tobar (Jahrgang 1924) Flucht 1939 USA | Meister-Gerhard-Str. 5 (Standort)                                    | Der am 18. März 2019 verlegte Stolperstein erinnert an Theodor Max Tobar, geboren am 14. Mai 1924 in Bremen. Theodor Max Tobar war der Sohn von Hans David Tobar und seiner Frau Ursel Schulames Tobar. Gemeinsam mit seinen Eltern und seiner Schwester Lieselotte emigrierte er 1939 in die USA. Die Stolpersteinverlegung initiierte die Kölner Karnevalsgesellschaft StattGarde Colonia Ahoj. |
| Stolperstein für Ursel Schulames Tobar (Meister-Gerhard-Straße 5) | Hier wohnte Ursel Schulames Tobar, geb. Dyrektorowitsch (Jahrgang 1900) Flucht 1939 USA Tot 25. Mai 1940                                                                                 | Meister-Gerhard-Str. 5 (Standort)                                    | Der am 18. März 2019 verlegte Stolperstein erinnert an Ursel Schulames Tobar (geb. Dyrektorowitsch), geboren am 26. Juni 1900 in Minsk. Ursel Tobar führte seit 1925 in der Sommersaison auf der Insel Norderney in der Poststraße ein Bekleidungsgeschäft. In der Winterzeit wohnte die Familie in Köln, wo ihr Ehemann Hans Tobar während der Karnevalssaison aufgetreten ist. Nach der Machtergreifung der Nationalsozialisten wurde Ursel Tobar ausgegrenzt und musste 1934 ihr Geschäft auf Norderney schließen. Am 9. Dezember 1939 gelang ihr, ihrem Ehemann und den Kindern Lieselotte und Theodor Max die Emigration über Rotterdam in die Vereinigten Staaten von Amerika. Ursel Tobar starb am 25. Mai 1940 in New York. Die Stolpersteinverlegung initiierte die Kölner Karnevalsgesellschaft StattGarde Colonia Ahoj. |
| Stolperstein für Emil Treumann (Kaesenstraße 24) | Hier wohnte Emil Treumann (Jahrgang 1870) Deportiert 1941 Łódź Tod am 4. August 1942 | Kaesenstr. 24 (Standort)                                             | Der Stolperstein erinnert an Emil Treumann, geboren am 7. Juni 1870 in Bamberg. Emil Treumann war der Sohn von Samuel und Doris Treumann. Um 1900 hatte er Lotte Friede (1883–1931) geheiratet und später die Leitung der Hitdorfer Bierbrauerei seines Schwiegervaters übernommen. Er, sein Sohn Hans und dessen Frau Hildegard (geb. Bachmann) wurden am 22. Oktober 1941 mit dem ersten Kölner Transport von Köln aus in das Ghetto Litzmannstadt (Łódź) deportiert. Emil Treumann starb am 4. August 1942 im Ghetto Litzmannstadt. Sein zweiter Sohn Kuno (später Kuno Toiman) konnte 1939 mit seiner Familie nach Palästina fliehen. Lotte Treumann wurde auf dem Jüdischen Friedhof in Köln-Bocklemünd bestattet. Auf der Grabstätte befindet sich eine Gedenkplatte für Emil, Hans und Hilde(gard) Treumann. |
| Stolperstein für Hans Treumann (Kaesenstraße 24) | Hier wohnte Hans Treumann (Jahrgang 1909) Deportiert 1941 Łódź Tod am 1. Mai 1945 | Kaesenstr. 24 (Standort)                                             | Der Stolperstein erinnert an Hans Treumann, geboren am 16. Mai 1909 in Köln. Hans Treumann war der Sohn des Bierbrauers Emil Treumann und seiner Frau Charlotte (Lotte Friede). Verheiratet war er mit Hildegard (geb. Bachmann). Am 22. Oktober 1941 wurden er, seine Frau und sein Vater mit dem ersten Kölner Transport von Köln aus in das Ghetto Litzmannstadt (Łódź) deportiert. Hans Treumann wurde 1944 in das KZ Auschwitz-Birkenau und am 10. September 1944 in das Außenlager Siegmar-Schönau des KZ Flossenbürg verbracht. Dort verliert sich seine Spur. |
| Stolperstein für Hildegard Treumann (Kaesenstraße 24) | Hier wohnte Hildegard Treumann, geb. Bachmann (Jahrgang 1917) Deportiert 1941 Łódź Für tot erklärt                                                                                       | Kaesenstr. 24 (Standort)                                             | Der Stolperstein erinnert an Hildegard Treumann (geb. Bachmann), geboren am 26. Juli 1917 in Düren. Hildegard Treumann war die Tochter von Max und Elfriede Bachmann (geb. Klaber). Verheiratet war sie mit Hans Treumann. Am 22. Oktober 1941 wurde sie, ihr Ehemann und ihr Schwiegervater mit dem ersten Kölner Transport von Köln aus in das Ghetto Litzmannstadt (Łódź) deportiert. Hildegard Treumann wurde 1944 in das KZ Auschwitz-Birkenau und am 28. August 1944 in das KZ Stutthof verbracht. Dort verliert sich ihre Spur. |
| Stolperstein für Leo von Geldern (Jülicher Straße 9) | Hier wohnte Leo von Geldern (Jahrgang 1891) Deportiert 1943 Zielort ??? Verschollen | Jülicher Str. 9 (Verlegestelle Ecke Brüsseler Straße) (Standort)     | |
| Stolperstein für Margarete von Minden (Bonner Straße 33) | Hier wohnte Margarete Von Minden, geb. Herrmann (Jahrgang 1905) Deportiert 1941 Łódź Verschollen                                                                                         | Bonner Str. 33 (Standort)                                            | Nach neueren Informationen, welche zum Zeitpunkt der Stolpersteinverlegung nicht bekannt waren, starb Margarethe von Minden (Jahrgang 1904) am 17. Juni 1943 im Ghetto Litzmannstadt (Łódź). |
| Stolperstein für Dagobert Voos (Mozartstraße 54) | Hier wohnte Dagobert Voos (Jahrgang 1910) Deportiert 1941 Riga Für tot erklärt | Mozartstr. 54 (Standort)                                             | |
| Stolperstein für Helen Voss (Engelbertstraße 44) | Hier wohnte Helen Voss (Jahrgang 1896) Deportiert 1941 Riga Für tot erklärt | Engelbertstr. 44 (Standort)                                          | |
| Stolperstein für Bertha Wagner (Zülpicher Platz 1) | Hier wohnte Bertha Wagner, geb. Stern (Jahrgang 1892) Flucht Frankreich Interniert Drancy Deportiert 1942 Auschwitz Ermordet 1944                                                        | Zülpicher Platz 1 (Standort)                                         | |
| Stolperstein für Jacob Wagner (Zülpicher Platz 1) | Hier wohnte Jacob Wagner (Jahrgang 1921) Flucht Frankreich Interniert Drancy Deportiert 1942 Ermordet in Auschwitz                                                                       | Zülpicher Platz 1 (Standort)                                         | |
| Stolperstein für Johanna Wagner (Luxemburger Straße 37) | Hier wohnte Johanna Wagner, geb. Feldmann (Jahrgang 1882) Deportiert 1941 Łódź ??? | Luxemburger Str. 37 (Standort)                                       | Nach neueren Informationen, welche zum Zeitpunkt der Stolpersteinverlegung nicht bekannt waren, wurde Johanna Wagner im Sommer 1944 von Litzmannstadt (Łódź) nach Kulmhof deportiert und dort ermordet. |
| Stolperstein für Max Moses Wagner (Zülpicher Platz 1) | Hier wohnte Max Moses Wagner (Jahrgang 1892) Flucht Belgien Frankreich Interniert Drancy Deportiert 1942 Ermordet in Auschwitz                                                           | Zülpicher Platz 1 (Standort)                                         | |
| Stolperstein für Hermann Wallach (Burgunder Straße 44) | Hier wohnte Hermann Wallach (Jahrgang 1873) Deportiert 1942 Theresienstadt Tod am 7. Februar 1943                                                                                        | Burgunder Str. 44 (Standort)                                         | Der Stolperstein erinnert an Hermann Wallach, geboren am 27. Mai 1873 in Viersen. Der Kaufmann Hermann Wallach führte bis Ende der 1930er Jahre eine Kartoffelgroßhandlung in der Kölner Burgunderstr.44. 1941 musste die Familie ihre Wohnung verlassen und wurde in das Lager Fort V nach Müngersdorf verbracht. Am 15. Juni 1942 wurde er gemeinsam mit seiner Frau mit dem ersten großen Transport von Köln nach Theresienstadt deportiert (III/1; 816). Hier wurde er in das Gebäude L505 in der Parkstraße verbracht, wo er (nach Angaben auf der in Theresienstadt ausgestellten Todesfallanzeige) am 7. Februar 1943 an einer Enteritis verstarb. |
| Stolperstein für Hermine Wallach (Burgunder Straße 44) | Hier wohnte Hermine Wallach, geb. Heimann (Jahrgang 1872) Deportiert 1941 Theresienstadt Tod am 1. April 1944                                                                            | Burgunder Str. 44 (Standort)                                         | Der Stolperstein erinnert an Hermine Wallach (geb. Heimann), geboren am 12. März 1872 in Wiesbaden-Sonnenberg Hermine Wallach war mit dem Kaufmann Hermann Wallach verheiratet. 1941 musste die Familie ihre Wohnung verlassen und wurde ins Ghetto Theresienstadt deportiert. Hier wurde sie in das Gebäude L501 in der Parkstraße verbracht, wo sie am 9. April 1944 starb. |
| Stolperstein für Albrecht Waller (Bonner Straße 33) | Hier wohnte Albrecht Waller (Jahrgang 1894) Deportiert 1941 Riga Verschollen | Bonner Str. 33 (Standort)                                            | |
| Stolperstein für Ella Waller (Roonstraße 28) | Hier wohnte Ella Waller, geb. Wertheim (Jahrgang 1893) Deportiert 1941 Riga Für tot erklärt                                                                                              | Roonstr. 28 (Standort)                                               | |
| Stolperstein für Julie Waller (Bonner Straße 33) | Hier wohnte Julie Waller (Jahrgang 1893) Deportiert 1941 Riga Verschollen | Bonner Str. 33 (Standort)                                            | |
| Stolperstein für Samuel Waller (Roonstraße 28) | Hier wohnte Samuel Waller (Jahrgang 1885) Deportiert 1941 Riga Für tot erklärt | Roonstr. 28 (Standort)                                               | |
| Stolperstein für Berta Walter (Moltkestraße 29) | Hier wohnte Berta Walter (Jahrgang 1929) Deportiert 1942 Minsk Ermordet 24. Juli 1942 Maly Trostenec                                                                                     | Moltkestr. 29 (Standort)                                             | |
| Stolperstein für Friedrich Walter (Moltkestraße 29) | Hier wohnte Friedrich Walter (Jahrgang 1888) Deportiert 1942 Minsk Ermordet 24. Juli 1942 Maly Trostenec                                                                                 | Moltkestr. 29 (Standort)                                             | |
| Stolperstein für Grete Babette Walter (Lochnerstraße 11) | Hier wohnte Grete Babette Walter, geb. Glauberg (Jahrgang 1902) Deportiert 1941 Łódź/Litzmannstadt Tot 11. März 1943                                                                     | Lochnerstr. 11 (Standort)                                            | Der Stolperstein erinnert an Grete Babette Walter (geb. Glauberg), geboren am 3. September 1902 in Frankfurt am Main. Grete Babette Glauberg war die Tochter von Josef und Betty Glauberg (geb. Blanck). Verheiratet war sie mit Heinrich Walter. Gemeinsam hatten sie die Söhne Helmuth (geb. 1920), Wolf (geb. 1922) und Rolf Abraham (geb. 1931). Am 30. Oktober 1941 wurden Grete Babette, ihr Mann Heinrich und ihr jüngster Sohn Rolf Abraham, mit dem 16. Transport in das Ghetto Litzmannstadt deportiert. Grete Babette Walter starb am 11. März 1943 im Ghetto Litzmannstadt. |
| Stolperstein für Heinrich Walter (Lochnerstraße 11) | Hier wohnte Heinrich Walter (Jahrgang 1893) Deportiert 1941 Łódź/Litzmannstadt Ermordet 1944 in Auschwitz                                                                                | Lochnerstr. 11 (Standort)                                            | Der Stolperstein erinnert an Heinrich Walter, geboren am 31. August 1893 in Siegburg. Der Kaufmann Heinrich Walter war der Sohn von Abraham und Bertha Walter (geb. Löb). Verheiratet war er mit Grete Babette Glauberg. Gemeinsam hatten sie die Söhne Helmuth (geb. 1920), Wolf (geb. 1922) und Rolf Abraham (geb. 1931). Am 30. Oktober 1941 wurden Heinrich, seine Frau Grete Babette und ihr jüngster Sohn Rolf Abraham, mit dem 16. Transport in das Ghetto Litzmannstadt deportiert. Von dort aus kam er in das KZ Auschwitz-Birkenau. Am 1. September 1944 wurde er in das KZ Dachau verbracht und am 8. Oktober 1944 wieder in das Vernichtungslager Auschwitz. Dort verliert sich seine Spur. |
| Stolperstein für Karoline Walter (Moltkestraße 29) | Hier wohnte Karoline Walter, geb. Moritz (Jahrgang 1898) Deportiert 1942 Minsk Ermordet 24. Juli 1942 Maly Trostenec                                                                     | Moltkestr. 29 (Standort)                                             | |
| Stolperstein für Rolf Abraham Walter (Lochnerstraße 11) | Hier wohnte Rolf Abraham Walter (Jahrgang 1931) Deportiert 1941 Łódź/Litzmannstadt Ermordet September 1942 Chelmno/Kulmhof                                                               | Lochnerstr. 11 (Standort)                                            | Der Stolperstein erinnert an Rolf Abraham Walter, geboren 6. März 1931 in Köln. Rolf Abraham Walter war der Sohn von Heinrich und Grete Babette Walter (geb. Glauberg). Gemeinsam mit seinen Eltern wurde er am 30. Oktober 1941 mit dem 16. Transport in das Ghetto Litzmannstadt deportiert. Ohne seine Eltern wurde er im September 1942 in das Vernichtungslager Kulmhof verbracht. Dort verliert sich seine Spur. Seine Mutter Grete Babette Walter starb im März 1943 im Ghetto Litzmannstadt und sein Vater Heinrich Walter wurde im September 1944 in das KZ Dachau und schließlich in das Vernichtungslager Auschwitz verbracht. Seine Brüder Helmuth (geb. 1920) und Wolf Walter (geb. 1922) überlebten den Holocaust. |
| Stolperstein für Wilhelmine Minna Walter (Lützowstraße 26) | Hier wohnte Wilhelmine Minna Walter, geb. Friedländer (Jahrgang 1875) Deportiert 1942 Theresienstadt Ermordet 30. September 1942                                                         | Lützowstr. 26 (Standort)                                             | |
| Stolperstein für Cläre Weinberg (Eifelstraße 27) | Hier wohnte Cläre Weinberg, geb. Blank (Jahrgang 1889) Deportiert 1941 Łódź Auschwitz ???                                                                                                | Eifelstr. 27 (Standort)                                              | Nach neueren Informationen, welche zum Zeitpunkt der Stolpersteinverlegung nicht bekannt waren, wurde Clara Weinberg im September 1942 von Litzmannstadt (Łódź) nach Kulmhof deportiert und dort ermordet. |
| Stolperstein für Hedwig Weinberg (Hardefuststraße 8) | Hier wohnte Hedwig Weinberg, geb. Heilbrunn (Jahrgang 1885) Deportiert 1941 Łódź ??? | Hardefuststr. 8 (Standort)                                           | Nach neueren Informationen, welche zum Zeitpunkt der Stolpersteinverlegung nicht bekannt waren, wurde Hedwig Weinberg im Mai 1942 von Litzmannstadt (Łódź) nach Kulmhof deportiert und dort ermordet. |
| | Hier wohnte Lotte Ilse Weinberg (Jahrgang 1910) Deportiert 1941 Łódź ??? | Hardefuststr. 8 (Standort)                                           | |
| Stolperstein für Vera Weinberg (Hardefuststraße 8) | Hier wohnte Vera Weinberg (Jahrgang 1906) Deportiert 1941 Łódź ??? | Hardefuststr. 8 (Standort)                                           | Nach neueren Informationen, welche zum Zeitpunkt der Stolpersteinverlegung nicht bekannt waren, wurde Vera Weinberg im Mai 1942 von Litzmannstadt (Łódź) nach Kulmhof deportiert und dort ermordet. |
| Stolperstein für Helene Wilzig (Metzer Straße 5) | Hier wohnte Helene Wilzig (Jahrgang 1879) Deportiert 1941 Riga Stutthof ??? | Metzer Str. 5 (Standort)                                             | |
| Stolperstein für Gertrud Wingens (Dasselstraße 22) | Hier lebte Gertrud Wingens, geb. Kalinski (Jahrgang 1900) Schicksal unbekannt | Dasselstr. 22 (Standort)                                             | |
| Stolperstein für Günter Wingens (Dasselstraße 22) | Hier lebte Günter Wingens (Jahrgang 1931) Flucht 1939 Holland Interniert Westerbork Deportiert 1944 Auschwitz Ermordet 25. Oktober 1944                                                  | Dasselstr. 22 (Standort)                                             | |
| | Hier lebte Artur Wolf (Jahrgang 1896) Deportiert 1941 Łódź / Litzmannstadt Ermordet 19.6.1942                                                                                            | Kurfürstenstr. 10 (Standort)                                         | Der Stolperstein erinnert an Artur Wolf, geb. 1896. Die Verlegung erfolgte am 13. Juni 2025. Der Stein wurde vom SC Janus Köln gestiftet. |
| | Hier lebte Martha Wolf, geb. Glaser (Jahrgang 1902) Deportiert 1941 Łódź / Litzmannstadt Chełmno / Kulmhof Ermordet Sept. 1942                                                           | Kurfürstenstr. 10 (Standort)                                         | Der Stolperstein erinnert an Martha Wolf, geb. 1902. Die Verlegung erfolgte am 13. Juni 2025. Der Stein wurde vom SC Janus Köln gestiftet. |
| | Hier lebte Fritz Josef Wolf, (Jahrgang 1934) Deportiert 1941 Łódź / Litzmannstadt Chełmno / Kulmhof Ermordet Sept. 1942                                                                  | Kurfürstenstr. 10 (Standort)                                         | Der Stolperstein erinnert an Fritz Josef Wolf, geb. 1934. Die Verlegung erfolgte am 13. Juni 2025. Der Stein wurde vom SC Janus Köln gestiftet. |
| Bild gesucht Die Wikipedia wünscht sich an dieser Stelle ein Bild vom hier behandelten Ort. Weitere Infos zum Motiv findest du vielleicht auf der Diskussionsseite . Falls du dabei helfen möchtest, erklärt die Anleitung , wie das geht. BW                          | Hier lebte Gerhard Wolf (Jahrgang 1920) Flucht Belgien Interniert Drancy Deportiert 1942 Auschwitz Ermordet                                                                              | Eburonenstr. 10-12 (Standort)                                        | Der Stolperstein soll an Gerhard Wolf erinnern, geb. 1920. Zur Verlegung am 13. Juni 2025 war der Bautrupp der Stadt Köln nicht zur Stelle, deshalb konnte Gunter Demnig den Stolperstein nicht verlegen. Am 21. Juli 2025 war der Stolperstein noch immer nicht verlegt. |
| Stolperstein für Albertine Wolff (Bonner Straße 33) | Hier wohnte Albertine Wolff, geb. Isaac (Jahrgang 1872) Deportiert 1941 Łódź Für tot erklärt                                                                                             | Bonner Str. 33 (Standort)                                            | Nach neueren Informationen, welche zum Zeitpunkt der Stolpersteinverlegung nicht bekannt waren, wurde Albertine Wolff im Mai 1942 von Litzmannstadt (Łódź) nach Kulmhof deportiert und dort ermordet. |
| | Hier wohnte Anna Wolff, geb. Cohn (Jahrgang 1894) Flucht 1936 Holland interniert 1943 Vught, Westerbork deportiert Sobibor ermordet 11.6.1943                                            | Lochnerstraße 12-14 (Standort)                                       | |
| | Hier wohnte Ariel Wolff (Jahrgang 1935) Flucht 1936 Holland interniert 1943 Vught, Westerbork deportiert Sobibor ermordet 11.6.1943                                                      | Lochnerstraße 12-14 (Standort)                                       | |
| | Hier wohnte Benni Wolff (Jahrgang 1867) deportiert 1942 Theresienstadt ermordet 16.12.1942                                                                                               | Dasselstraße 6 (Standort)                                            | |
| Stolperstein für Ellen Karoline Wolff (Luxemburger Straße 37) | Hier wohnte Ellen Karoline Wolff (Jahrgang 1935) Deportiert 1941 Łódź Für tot erklärt | Luxemburger Str. 37 (Standort)                                       | Nach neueren Informationen, welche zum Zeitpunkt der Stolpersteinverlegung nicht bekannt waren, wurde Ellen Karoline Wolff im Mai 1942 von Litzmannstadt (Łódź) nach Kulmhof deportiert und dort ermordet. |
| Stolperstein für Ernst Wolff (Luxemburger Straße 37) | Hier wohnte Ernst Wolff (Jahrgang 1902) Deportiert 1941 Łódź Für tot erklärt | Luxemburger Str. 37 (Standort)                                       | Nach neueren Informationen, welche zum Zeitpunkt der Stolpersteinverlegung nicht bekannt waren, wurde Ernst Wolff im Mai 1942 von Litzmannstadt (Łódź) nach Kulmhof deportiert und dort ermordet. |
| Stolperstein für Henriette Wolff (Kurfürstenstraße 18) | Hier wohnte Henriette Wolff, geb. Friedland (Jahrgang 1889) Deportiert Riga Verschollen                                                                                                  | Kurfürstenstr. 18 (Standort)                                         | |
| Stolperstein für Ida Wolff (Luxemburger Straße 37) | Hier wohnte Ida Wolff, geb. Berger (Jahrgang 1910) Deportiert 1941 Łódź Für tot erklärt                                                                                                  | Luxemburger Str. 37 (Standort)                                       | Nach neueren Informationen, welche zum Zeitpunkt der Stolpersteinverlegung nicht bekannt waren, wurde Ida Wolff im Mai 1942 von Litzmannstadt (Łódź) nach Kulmhof deportiert und dort ermordet. |
| | Hier wohnte Jenny Wolff, geb. Braunschweig (Jahrgang 1886) Flucht 1939 England 1940 USA                                                                                                  | Mozartstraße 15 (Standort)                                           | |
| | Hier wohnte Justine Wolff, geb. Blum (Jahrgang 1866) deportiert 1942 Theresienstadt ermordet 29.12.1942                                                                                  | Dasselstraße 6 (Standort)                                            | |
| Stolperstein für Martha Wolff (Mainzer Straße 78) | Hier wohnte Martha Wolff, geb. Gerson (Jahrgang 1877) Deportiert 1942 Theresienstadt Ermordet in Treblinka                                                                               | Mainzer Str. 78 (Standort)                                           | Der Stolperstein erinnert an Martha Wolff (geb. Gerson), geboren am 5. Mai 1877 in Leipzig. Martha Wolff wurde am 15. Juni 1942, gemeinsam mit ihrem Mann Siegmund mit dem Transport III/1 in das Ghetto Theresienstadt deportiert. In der Transportliste wurde ihre Adresse mit Horst Wesselplatz 14 (heute Rathenauplatz) eingetragen. Martha Wolff und ihr Mann Siegmund starben gemeinsam, am 19. September 1942 im Vernichtungslager Treblinka. |
| | Hier wohnte Max Wolff (Jahrgang 1900) Flucht 1936 Holland interniert 1943 Vught, Amersfoort 1944 Westerbork befreit                                                                      | Lochnerstraße 12-14 (Standort)                                       | |
| Stolperstein für Siegmund Wolff (Mainzer Straße 78) | Hier wohnte Siegmund Wolff (Jahrgang 1873) Deportiert 1942 Theresienstadt Ermordet in Treblinka                                                                                          | Mainzer Str. 78 (Standort)                                           | Der Stolperstein erinnert an Siegmund Wolff, geboren am 13. Januar 1873 in Wesseling. Der Kaufmann Siegmund Wolff war der Sohn von August Wolff und seiner Frau Karolina Salm. Siegmund Wolff wurde am 15. Juni 1942, gemeinsam mit seiner Frau Martha mit dem Transport III/1 in das Ghetto Theresienstadt deportiert. In der Transportliste wurde ihre Adresse mit Horst Wesselplatz 14 (heute Rathenauplatz) eingetragen. Siegmund Wolff und seine Frau Martha starben gemeinsam, am 19. September 1942 im Vernichtungslager Treblinka. |
| Stolperstein für Dr. Hugo Zade (Salierring 50) | Hier wohnte Dr. Hugo Zade (Jahrgang 1880) Deportiert 1941 Łódź Tod in Auschwitz | Salierring 50 (Verlegestelle Ecke Neue Weyerstraße) (Standort)       | |
| Stolperstein für Dr. Ursula Zade (Salierring 50) | Hier wohnte Dr. Ursula Zade (Jahrgang 1912) Łódź Tod in Auschwitz | Salierring 50 (Verlegestelle Ecke Neue Weyerstraße) (Standort)       | |
| Stolperstein für Hans Peter Zade (Salierring 50) | Hier wohnte Hans Peter Zade (Jahrgang unbekannt) Deportiert 1941 Łódź Auschwitz Überlebt                                                                                                 | Salierring 50 (Verlegestelle Ecke Neue Weyerstraße) (Standort)       | Dr. ing. Hans Peter Zade ist nicht deportiert worden, sondern er konnte 1938 nach London emigrieren. Das stand seit 1983 im International Biographical Dictionary of Central European Emigrés 1933–1945. |
| Stolperstein für Martha Zade (Salierring 50) | Hier wohnte Martha Zade, geb. Flatauer (Jahrgang 1883) Deportiert 1941 Łódź Tod in Auschwitz                                                                                             | Salierring 50 (Verlegestelle Ecke Neue Weyerstraße) (Standort)       | |
| Stolperstein für Betty Zöllner (Volksgartenstraße 15) | Hier wohnte Betty Zöllner, geb. Marcus, verw. Segall (Jahrgang 1889) Deportiert 1941 Riga Ermordet 1. August 1944                                                                        | Volksgartenstr. 15 (Standort)                                        | Der am 10. September 2018 verlegte Stolperstein erinnert an Betty Zöllner (geb. Marcus, verw. Segall), geboren am 6. November 1889 in Rheydt. Die Hausfrau Betty Zöllner war die Tochter von Philipp und Elise Marcus (geb. Katz). In erster Ehe war Betty Zöllner, bis zu dessen Tode, mit Erich Segall verheiratet. In zweiter Ehe heiratete sie Siegfried Zöllner. Betty Zöllner wurde vermutlich gemeinsam mit ihrer Tochter Ingeborg Segall am 7. Dezember 1941 aus einem „Ghettohaus“ in der Sedanstraße 29 in das Ghetto Riga deportiert. Betty Zöllner starb am 1. August 1943 im Ghetto Riga. Der Stolperstein für Betty Zöllner wurde ursprünglich 2001 und 2007 vor dem „Ghettohaus“ Sedanstraße 29 (Köln-Neustadt-Nord) verlegt, beide Stolpersteine wurden kurz nach der Verlegung von Unbekannten herausgebrochen und durch eine Gehwegplatte ersetzt. Am 10. September 2018 wurde ein neuer Stolperstein vor dem ehemaligen Wohnhaus Volksgartenstraße 15 neu verlegt. |
| Stolperstein für Siegfried Zöllner (Volksgartenstraße 15) | Hier wohnte Siegfried Zöllner (Jahrgang 1874) Deportiert 1942 Theresienstadt 1944 Auschwitz Ermordet                                                                                     | Volksgartenstr. 15 (Standort)                                        | Der am 10. September 2018 verlegte Stolperstein erinnert an Siegfried Zöllner, geboren am 16. Juni 1874 in Zehdenick. Siegfried Zöllner war mit der Witwe Betty Segall (geb. Marcus) verheiratet. Siegfried Zöllner wurde am 27. Juli 1942 mit dem Transport III/2 aus einem „Ghettohaus“ in der Beethovenstraße 1 in das Ghetto Theresienstadt deportiert. Von dort aus wurde er am 15. Mai 1944 mit dem Transport Dz in das Vernichtungslager Auschwitz verbracht. Dort verliert sich seine Spur. |

## Quelle
- NS-Dokumentationszentrum - Stolpersteine | Erinnerungsmale für die Opfer des Nationalsozialismus (Stadtteilliste Neustadt-Süd)